# Słupsk
Słupskⓘ (em cassúbio: Słëpsk ou também Słëpskò, em alemão: Stolp) é uma cidade com direitos de condado no norte da Polônia, na voivodia da Pomerânia, sede das autoridades do condado de Słupsk e da comuna de Redzikowo. Situa-se na costa de Koszalin, no rio Słupia, na estrada europeia E28, e foi anteriormente a sede do Ducado da Pomerânia. De 1975 a 1998, Słupsk foi a sede das autoridades administrativas da voivodia de Słupsk. Ela é membro da Associação de Cidades Polonesas. Segundo o Escritório Central de Estatística (GUS), em 31 de dezembro de 2024, Słupsk tinha uma população de 85 135 e era a terceira cidade mais populosa (depois de Gdansk e Gdynia) na voivodia da Pomerânia, e a 42.ª cidade mais populosa da Polônia. Historicamente, está ligada à Pomerânia Ocidental. O santo padroeiro da cidade é o Beato Bronisław Kostkowski.
A primeira menção à cidade data de 1013. Słupsk recebeu os direitos de cidade em 20 de agosto de 1265 pelo duque de Gdansk, Świętopełk II; o privilégio foi renovado em 9 de setembro de 1310 pelo marquês de Brandemburgo, Waldemar. Depois que a Pomerânia Ocidental se tornou independente, ela se tornou uma das sedes ducais; permaneceu nas fronteiras da propriedade dos Grifos até sua divisão durante a Guerra dos Trinta Anos, quando ficou sob o controle de Brandemburgo-Prússia e seus Estados sucessores. Um dos principais centros industriais da província prussiana da Pomerânia. Desde 1945, está nas fronteiras da Polônia.
Atualmente, Słupsk é um centro industrial e de serviços de importância suprarregional, bem como um centro de transporte localizado na interseção de duas estradas nacionais e duas linhas ferroviárias. A cidade concentra as funções administrativas e a atividade socioeconômica na parte noroeste da voivodia da Pomerânia.

## Localização
A cidade fica às margens do rio Słupia, na planície de Słupsk, uma mesorregião da Costa Koszalin. Słupsk fica a 18 km do mar Báltico. Historicamente, a cidade está localizada na Pomerânia Ocidental. Até 2022, Słupsk cobria uma área de 43,15 km², dos quais:
- 21,12 km² — área construída
- 11,86 km² — terra arável e jardins de loteamento
- 5,74 km² — prados, bosques e pastagens
- 0,97 km² — pomares[14]

A cidade tem a classificação de cidade com direitos de condado, e toda a sua área circunda o condado de Słupsk.

### Clima
Devido à sua localização próxima ao mar Báltico, Słupsk é influenciada pelo clima oceânico. O clima continental é muito menos influente do que em outras regiões do país. O mês mais quente é julho, com temperaturas médias que variam de +11 °C a +21 °C. O mês mais frio é fevereiro (a temperatura varia de -5 °C a 0 °C). A temperatura média anual é de cerca de +7 °C. A precipitação média anual é de cerca de 600 mm. O mês mais chuvoso é agosto (90 mm) e o menos chuvoso é março (20 mm).
| Mês                           | Jan | Fev | Mar | Abr | Mai | Jun | Jul | Ago | Set | Out | Nov | Dez | Anual |
| ----------------------------- | --- | --- | --- | --- | --- | --- | --- | --- | --- | --- | --- | --- | ----- |
| Temperatura máxima média [°C] | 0   | 0   | +3  | +10 | +16 | +20 | +21 | +20 | +18 | +12 | +6  | +2  | +11   |
| Temperatura média mínima [°C] | -4  | -5  | -2  | +1  | +5  | +9  | +11 | +11 | +8  | +5  | +1  | -1  | +3    |
| Precipitação [mm]             | 40  | 30  | 20  | 30  | 50  | 60  | 80  | 90  | 60  | 50  | 40  | 50  | 600   |

## Toponímia
O nome da cidade deriva do nome do rio Słupia. O nome local ocorreu na Idade Média em duas variantes — Stołp(a) e Słupsk(o) (semelhantemente ao nome do rio — Stołp(i)a e Słup(i)a). As diferenças na nomenclatura foram devidas à realização diferente do som protoeslavo *l̥ — pomerano, com a continuação de *l̥ como oł, e polonês, com o desenvolvimento de *l̥ em łu e a simplificação do composto stł > sł. Com o tempo, a segunda variante se tornou popular, e formada a partir do nome do rio com o sufixo *-ьsk(o).
O nome do lugar, popular em áreas eslavas, está etimologicamente ligado à palavra “słup” (poste) e deriva provavelmente de um dos “postes” — torres de vigia pelas quais os habitantes podiam vigiar a área para se proteger contra um ataque inesperado. Isso indica uma conexão com uma torre ou parte de um edifício defensivo construído na margem de um rio. Há vários assentamentos na Polônia derivados desse nome. Outra variante dessa teoria afirma que as casas, devido ao terreno pantanoso, foram erguidas sobre postes. Há diversas variantes do nome da cidade em cassúbio: Stôłpsk, Słëpsk, Słëpskò, Stôłp. O nome foi adaptado para o alemão na forma Stolp.

## História

### Idade Média

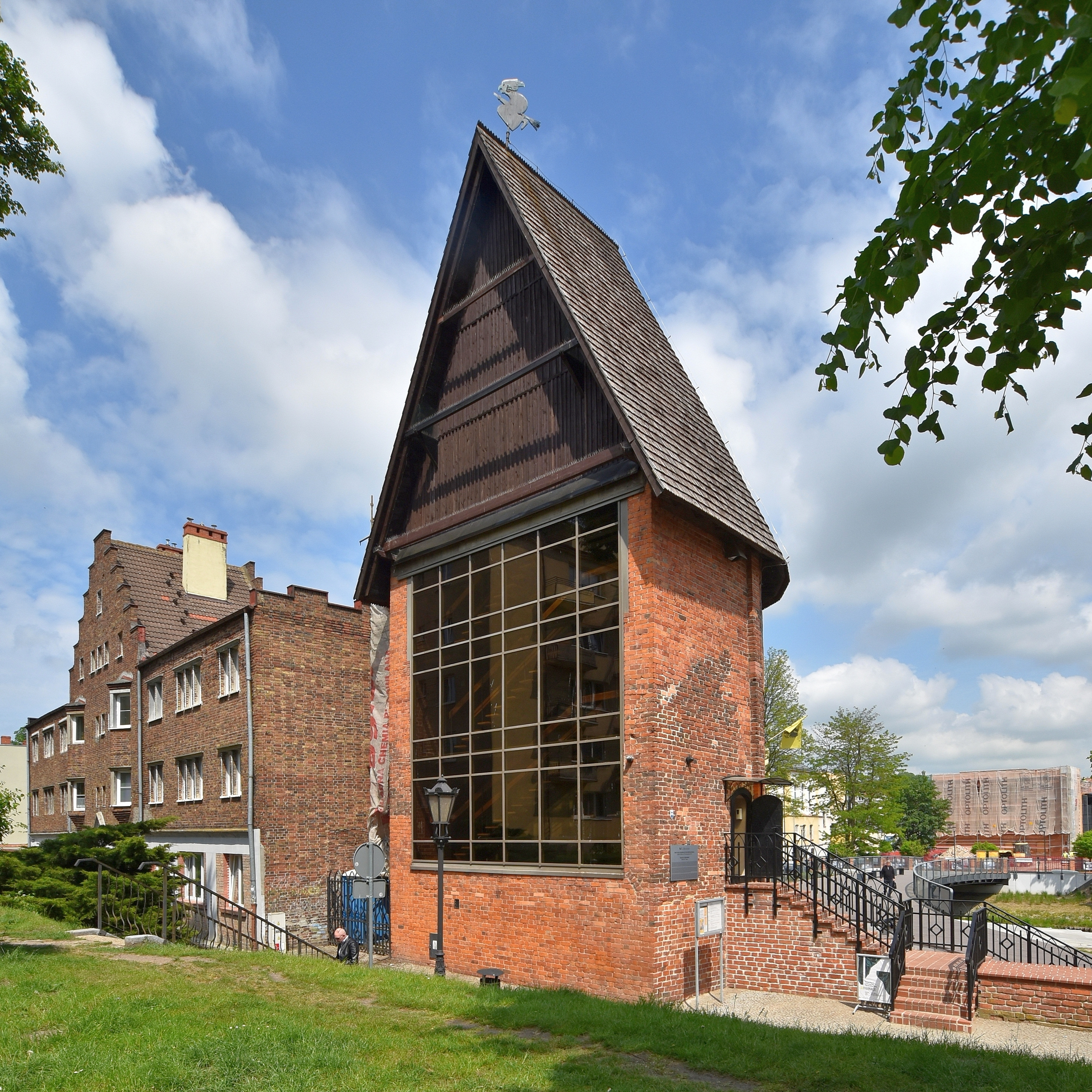
Torre das Bruxas dos séculos XIV e XV

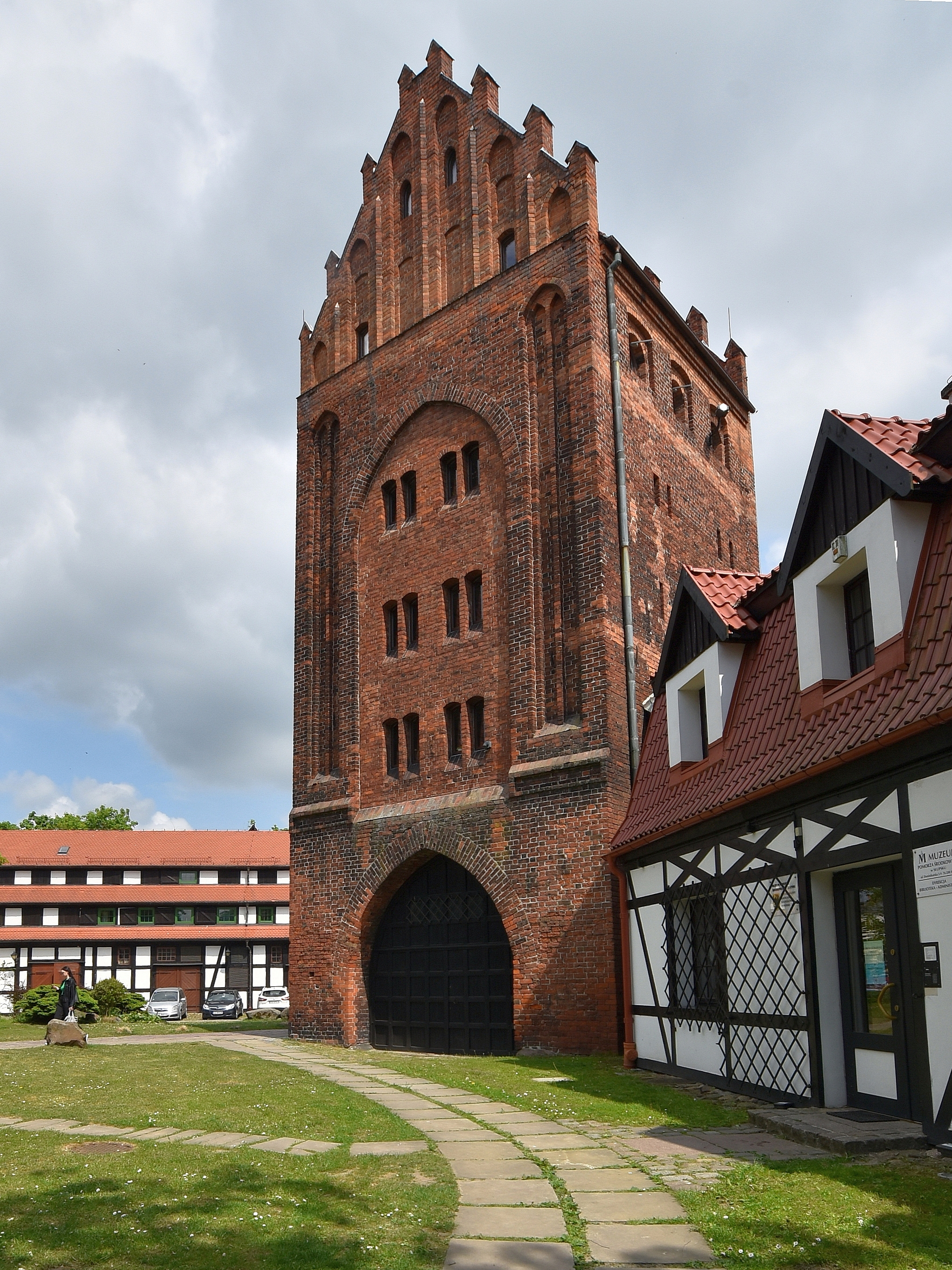
Portão do moinho

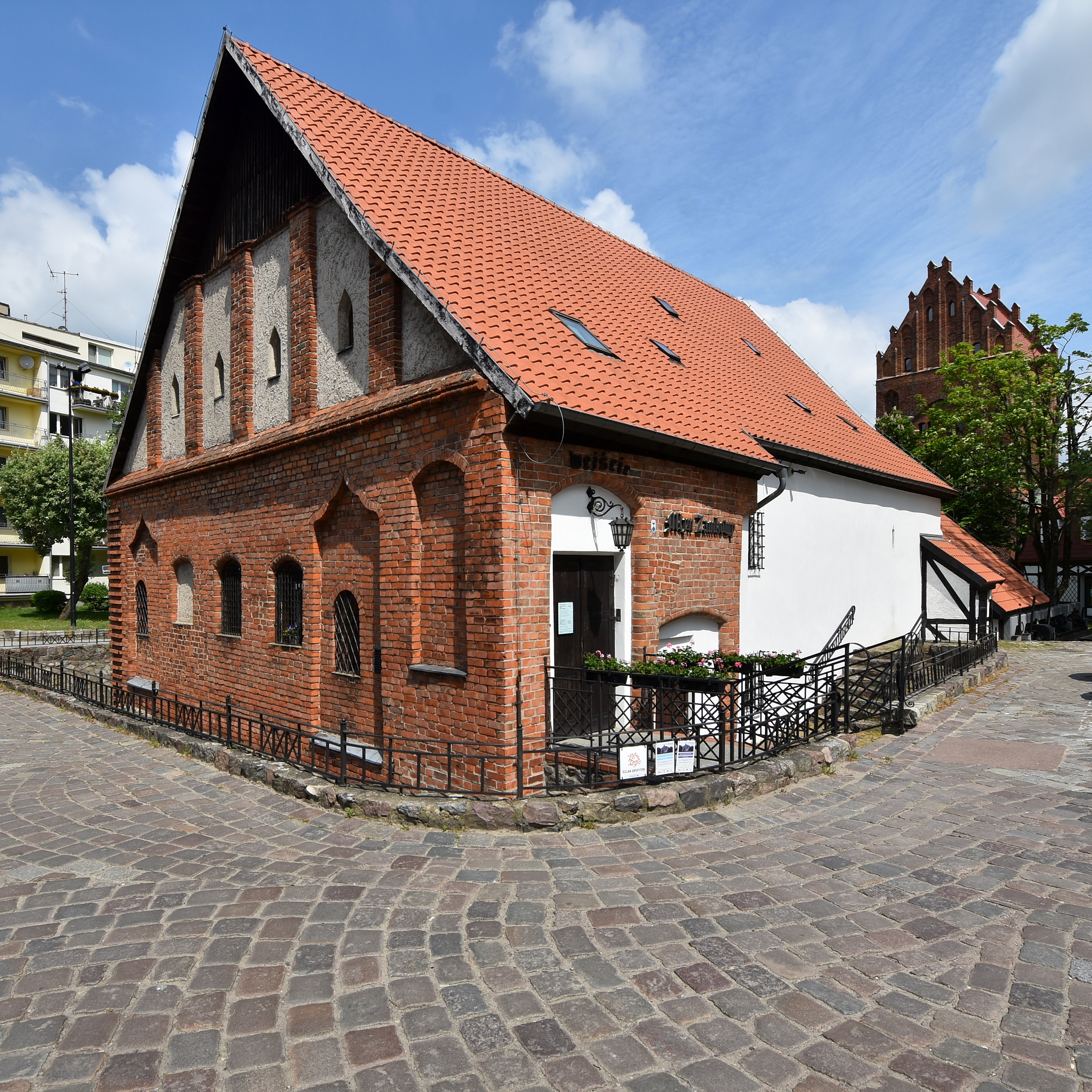
Moinho de água mais antigo da Polônia, datado do século XIV

Os primeiros vestígios de assentamento na área de Słupsk datam da Idade do Bronze. A cidade foi fundada em uma colina cônica na bifurcação do rio Słupia (desde 1872 existe a igreja de São Oto nesse local), perto da travessia do rio na rota comercial que conectava, entre outros, Kołobrzeg com o leste. Havia um pequeno povoado no subúrbio, cercado por pântanos e charnecas inacessíveis. Essa fortaleza foi fundada no século VIII e existiu até o século XIII. Tinha uma forma circular aproximadamente com uma base de elevação de 50×60 m e uma área útil de cerca de 1 300 m². Essa fortificação tinha defesas artificiais na forma de uma muralha de madeira e terra, reforçada com uma estrutura de pedra na parte inferior. Os edifícios mais antigos do assentamento já haviam sido destruídos durante a construção da fortificação ducal, que no século XIII era o principal centro da castelania de Słupsk e a residência do duque. Por sua vez, no século XIV, quando Słupsk foi arrendada pelos Cavaleiros Teutônicos (anos 1329–1341), a sede do comando teutônico estava localizada na área da fortaleza.
Nos séculos XIII e XIV, Słupsk mudou sua nacionalidade várias vezes. Por volta de 1236, com toda a Terra de Słupsk-Sławień, tornou-se parte da Pomerânia de Gdansk. Na segunda metade de agosto de 1265, o duque de Gdansk, Świętopełk II, concedeu à vila os direitos de cidade pela lei de Lübeck. Esse ato deu início ao processo de colonização da cidade por colonos alemães. Em 1281, Mściwoj II confiou a igreja paroquial de São Pedro em Słupsk aos premonstratenses de Bukowo. Como resultado da morte sem herdeiros do último duque da Pomerânia de Gdansk, Mściwoj II, em 1294, Słupsk se viu nas fronteiras da Polônia. Ela permaneceu lá até 1307, quando, como resultado da traição da família Święc, passou para as mãos dos marqueses de Brandemburgo.
Em 9 de setembro de 1310, na aldeia de Krępcewo, perto de Pyrzyce, os novos proprietários emitiram um privilégio de realocação, que confirmou os direitos da cidade. A cidade incorporada de Słupsk recebeu autogoverno municipal com autoridade de vereador e um conselho municipal, concessões de terras (sua dotação de terras foi aumentada em 200 łans) e uma seção do rio Słupia, com 19 km de comprimento: da fortificação até a foz, com faixas de terra de cinco metros em ambas as margens. Isso possibilitou a condução da economia marítima.
Após a guerra vitoriosa com Brandemburgo em 1317, Słupsk ficou sob o domínio dos duques da Pomerânia Ocidental, e o príncipe Warcisław IV tornou-se o governante de Słupsk. No entanto, em 1329, motivados por uma grave situação financeira, os duques Otto I e Barnim III entregaram a cidade e todas as terras à Ordem Teutônica por 12 anos. O poder da Ordem era oneroso para a população da região de Słupsk, portanto, quando chegou o prazo para saldar a dívida e o príncipe Bogusław V não havia recolhido a importância total, os cavaleiros, os burgueses e o clero recolheram a quantia necessária e compraram a cidade das mãos dos Cavaleiros Teutônicos. Assim, em 1341, Słupsk voltou a fazer parte do domínio da Pomerânia Ocidental dos Grifos, tornando-se parte do ducado de Wolgast. Em 1368, o príncipe Boguslaw V concedeu à cidade o privilégio de cunhagem, o que marcou a separação formal do Ducado de Słupsk. Em 1382, durante uma convenção de representantes das cidades hanseáticas em Stralsund, uma delegação de Słupsk apresentou um pedido de admissão à Liga Hanseática. Dessa forma, os comerciantes de Słupsk ganharam privilégios nos portos pertencentes aos membros da união e a expansão dos mercados do oeste e do norte. Em 1454, Boguslaw X, o Grande, nasceu em Słupsk e, em 1459, o duque Érico da Pomerânia, o último da linhagem de duques da Pomerânia, morreu; após sua morte, as terras de Słupsk tornaram-se parte da Pomerânia Ocidental. A cidade era membro da Liga Hanseática e realizava comércio marítimo de longa distância por meio do porto de Ustka, desenvolvendo artesanato como o processamento do âmbar.
Em 16 de abril de 1477, a cidade foi vítima de um grande incêndio, que a consumiu quase completamente (apenas quatro edifícios sobreviveram). Entre outras coisas, o documento original dos marqueses de Brandemburgo, de 9 de setembro de 1310, que realocou a cidade sob a lei alemã, foi queimado no incêndio. O fogo começou nas oficinas dos tecelões e, em pouco tempo, se espalhou por toda a cidade, que era construída quase exclusivamente de madeira.

### História moderna

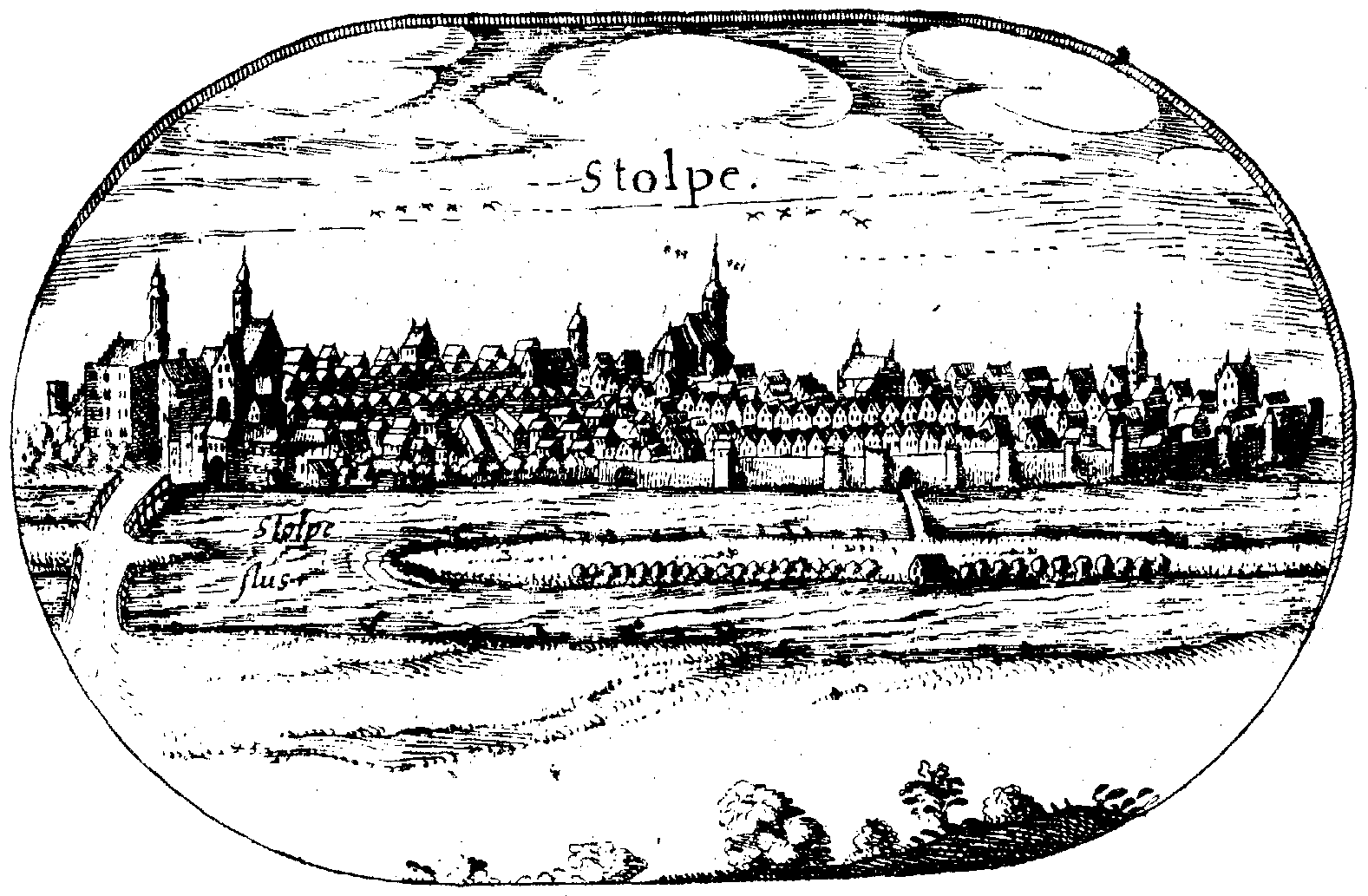
Panorama de Słupsk no Grande Mapa do Ducado da Pomerânia, século XVII

Até a Reforma Protestante, os habitantes de Słupsk professavam o catolicismo — as crenças tradicionais dos pomeranos não sobreviveram na cidade. No início do século XVI, houve distúrbios sociais e religiosos na cidade. A forma mais aguda ocorreu em 1524–1525, quando a igreja da Bem-Aventurada Virgem Maria foi profanada. A maioria dos habitantes da cidade adotou o luteranismo.
A cidade não foi poupada de guerras nos séculos XVII e XVIII. Em 1630, durante a Guerra dos Trinta Anos, os suecos entraram em Słupsk. A cidade foi sobrecarregada com tributos e com o custo de acomodar as tropas, enquanto roubos, epidemias e incêndios agravaram a crise. No decorrer da guerra, a dinastia de Grifo local foi extinta em 1637. A Pomerânia Ocidental conseguiu permanecer independente até 1648, ou seja, até a Paz de Vestfália. Finalmente, em 1653, a cidade e a parte oriental do ducado foram incorporadas ao Estado de Brandemburgo-Prússia, transformado no Reino da Prússia em 1701. A situação da economia da cidade melhorou consideravelmente após o fim da devastadora Guerra dos Trinta Anos e a chegada dos huguenotes franceses.

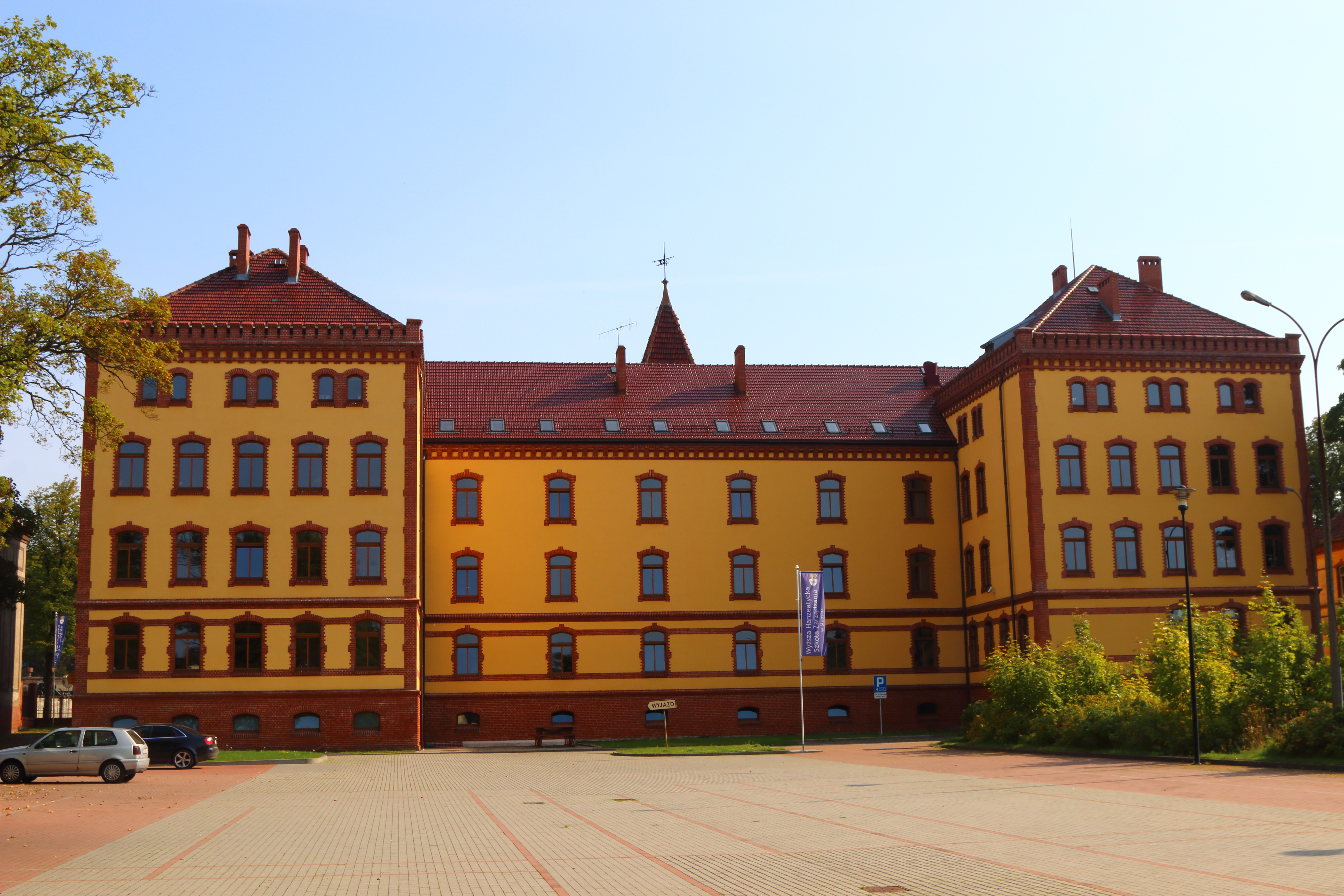
Complexo do antigo quartel do Regimento de Hussardos, formado em 16 de janeiro de 1758, atualmente a Universidade da Pomerânia

Em 1798, a um custo de quase oito mil táleres, uma nova prefeitura foi construída na cidade, uma medida que incomodou as autoridades municipais de Szczecin na época, que a consideraram um exemplo indigno de extravagância em uma cidade de apenas 5 mil habitantes.

### Século XIX e início do século XX
Uma nova crise e o enfraquecimento da cidade ocorreram durante a Guerra dos Sete Anos e durante as Guerras Napoleônicas, que também não pouparam a cidade. Em 1807, a cidade, que havia sido um ponto de resistência prussiana contra Napoleão, foi capturada por soldados poloneses sob o comando do general Michał Sokolnicki. Em 18 de fevereiro de 1807, houve batalhas ferozes entre as tropas polonesas que atacavam a cidade e os defensores na área do atual Portão do Moinho, comandados pelo capitão Gutzmerow. O nome de Bonawentura Jezierski, um dos mortos do lado atacante, foi preservado na história. Após coletar contribuições, os soldados poloneses deixaram a cidade após duas semanas.
Em 1816, a cidade tornou-se a sede do condado de Słupsk na regência de Koszalin e, em 1 de abril de 1898, foi excluída do condado e transformada em um condado urbano.

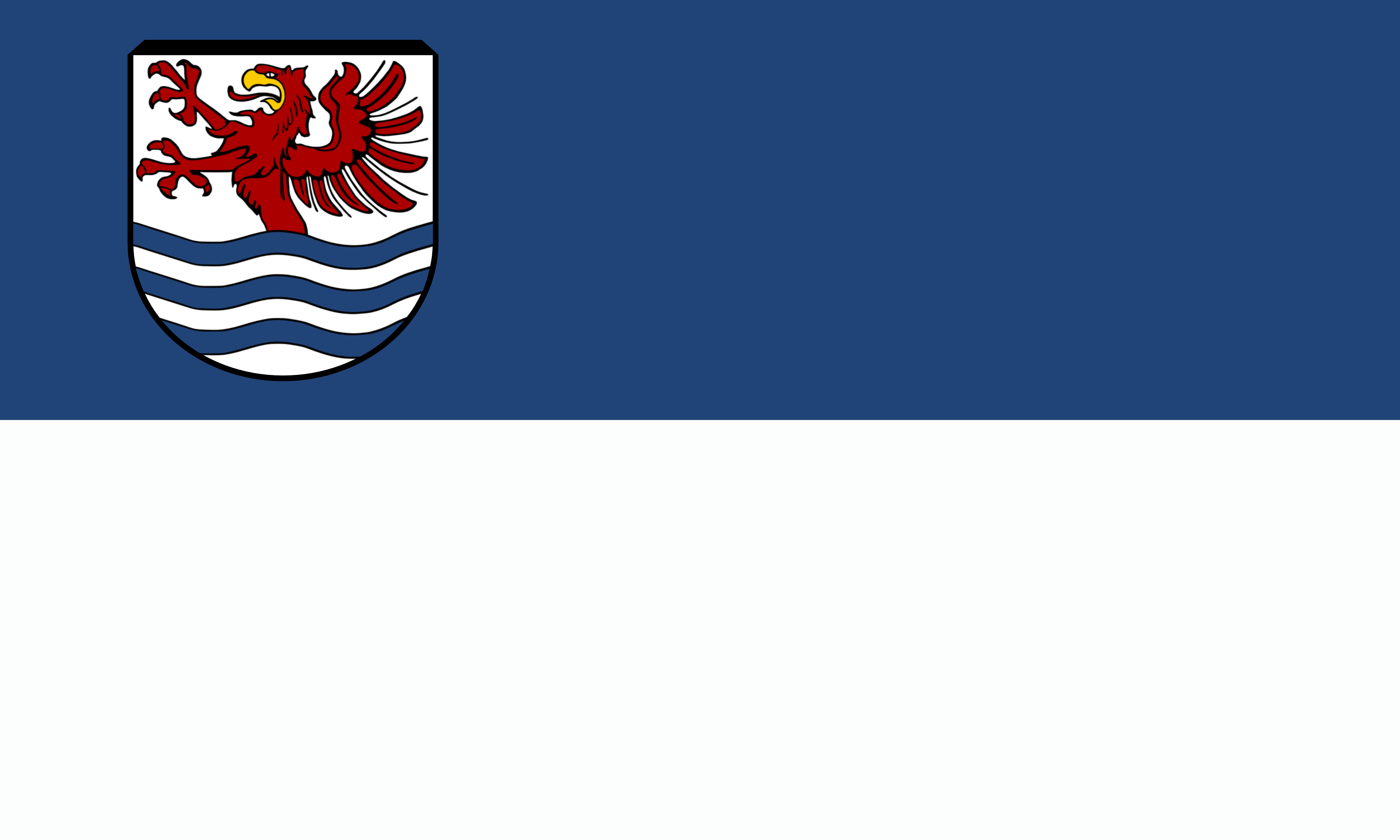
Bandeira de Słupsk da virada do século XX

No século XIX, a situação da economia urbana melhorou consideravelmente. A prosperidade econômica e o desenvolvimento dinâmico da Prússia promoveram o crescimento da cidade. A indústria foi ampliada. Apesar da cidade ter sido relegada ao papel de centro administrativo de condado (a sede das autoridades da regência ficava em Koszalin e a da província em Szczecin), Słupsk era o segundo maior centro industrial da região e também o segundo em termos de população. Entre 1869 e 1870, a primeira linha de trem entre Szczecin e Gdansk foi construída em Słupsk. A construção também se desenvolveu. No século XIX, os limites da cidade mudaram significativamente em relação aos limites medievais. A construção e a indústria se concentraram principalmente ao longo da estrada Szczecin-Gdansk, que foi pavimentada em 1835, e ao longo da estrada que levava à estação ferroviária (atualmente a rua Wojska Polskiego). Os edifícios subsequentes erguidos ao longo dessa rua, conhecida como “Bahnhofstraße”, tornaram-se cada vez mais imponentes à medida que se “aproximavam” do centro da cidade. Em 1831, as autoridades municipais cederam ao Estado prussiano todos os direitos sobre o porto de Ustka, até então de propriedade da cidade. Uma das operações mais ambiciosas para ampliar a área economicamente útil da cidade foi a drenagem do vasto aterro, localizado a sudoeste do mais novo de seus quatro portões e conhecido como “Die Quebbe vor dem Neuen T[h]or”, realizada entre 1847 e 1855. Empreendimentos desse tipo também ocorreram na cidade anteriormente (por exemplo, no século XVIII, uma área foi drenada artificialmente, na qual foi erguido um prédio mais tarde conhecido como a sede da Fraternidade de Rifles da Cidade) e posteriormente (em 1927, a área hoje ocupada pela Escola de Polícia de Słupsk foi drenada artificialmente), mas a luta de vários anos contra o “Quebbe”, finalmente concluída entre 1852 e 1855 por um mestre padeiro chamado Wienandt, entrou definitivamente para a história da cidade. Em 1851, uma comissão foi criada na cidade para dar nomes permanentes e oficiais às suas ruas e numerar os prédios que ficavam ao lado delas. Słupsk foi um dos principais centros industriais da província prussiana da Pomerânia.

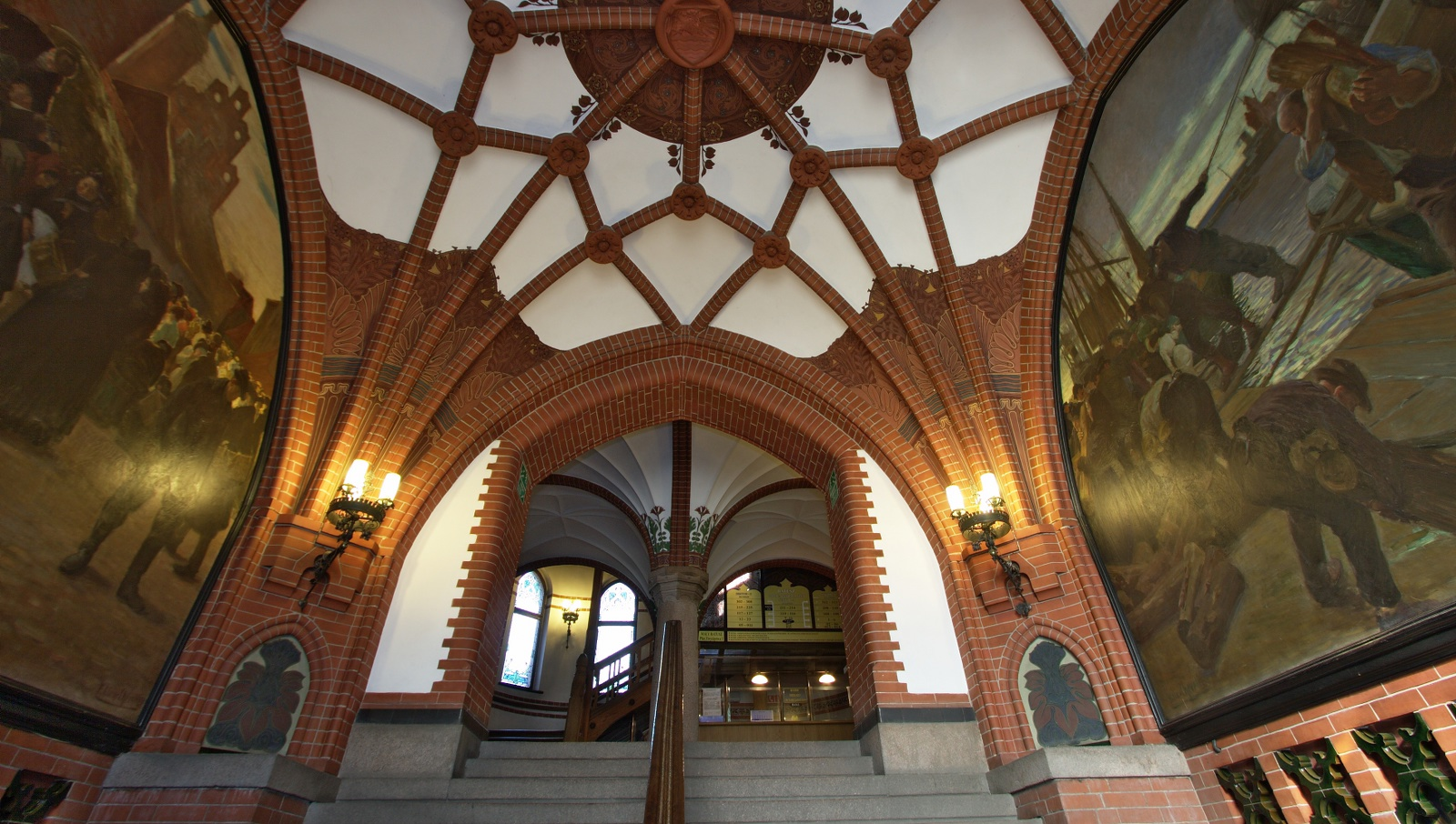
Prefeitura de Słupsk — escada do andar térreo

A prefeitura foi concluída em 1901 e o prédio do atual escritório distrital em 1903. Entre 1903 e 1910, o abastecimento de água e o sistema de esgoto foram ampliados e uma estação mecânica de tratamento de esgoto foi construída. Em 1910, o primeiro bonde circulou pelas ruas da cidade. Um evento importante na história da cidade foi a visita do cáiser Guilherme II, que chegou em setembro de 1910 para comemorar o 600.º aniversário da concessão dos direitos de cidade pelos duques de Brandemburgo. Logo após a visita do imperador, uma grande loja de departamentos foi construída pela empresa “Gustav Zeeck” na Stephansplatz (hoje: Praça da Vitória). O prédio existe até hoje e, com ele, um elevador de madeira ainda em funcionamento. Em 1912, ocorreu uma operação muito interessante na cidade: a Capela do Hospital São Jorge foi transferida para um novo local. A capela, antes localizada na atual rua Tuwima, foi transferida para uma praça criada pelo nivelamento do chamado Schmatzkenberg (em polonês: Colina Jagniąt) com a construção da chamada Kublitzer Chaussee — uma rua que levava ao então vilarejo de Kublitz (hoje: Kobylnica).

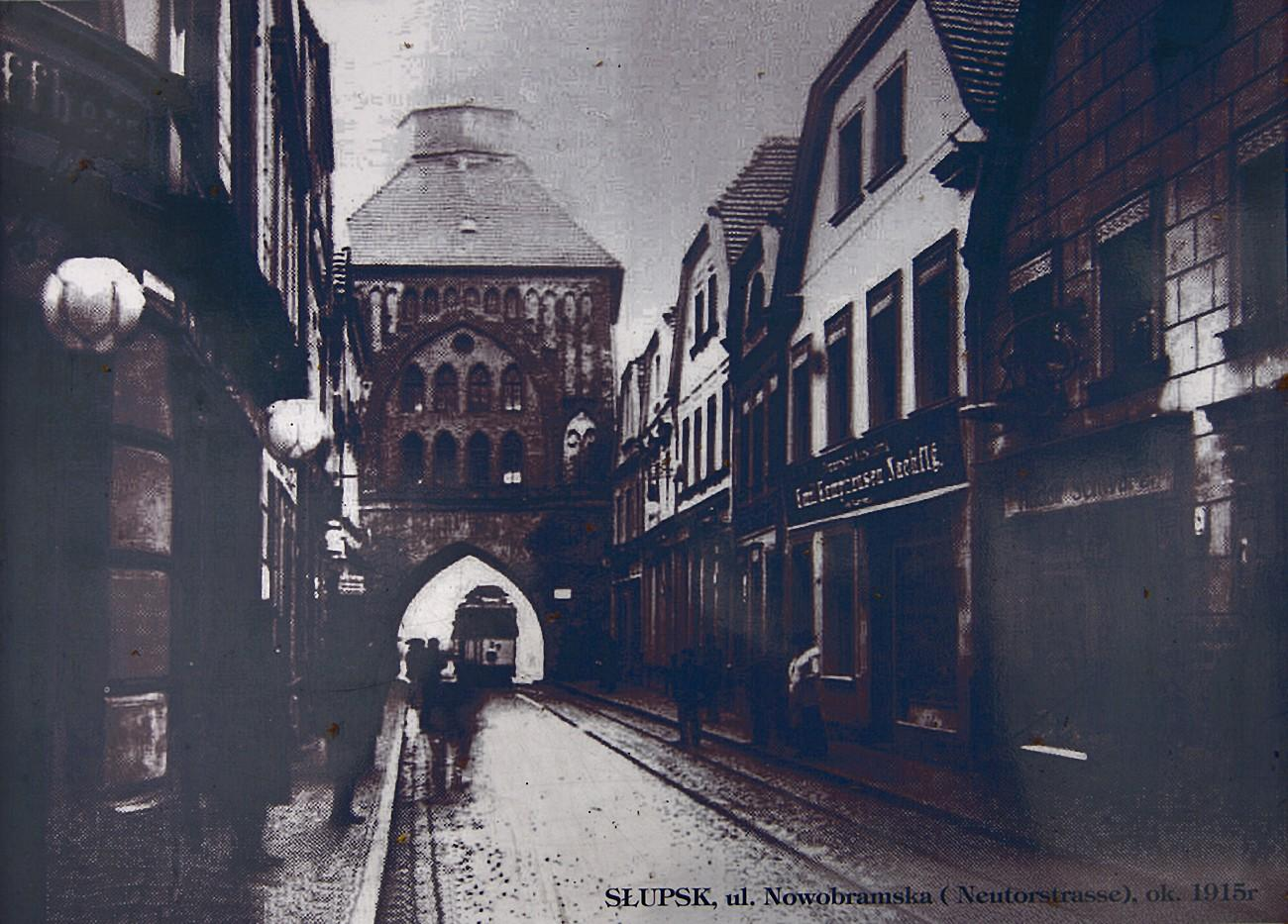
Cidade Velha com o Portão Novo por volta de 1915

O número de habitantes cresceu rapidamente, chegando a 34 430 em 1914.

### Período entre guerras e a Segunda Guerra Mundial
As ações da Primeira Guerra Mundial pouparam a cidade da destruição. Já no início de 1919, o transporte por bonde foi retomado. Entretanto, o crescimento da cidade, apesar de um aumento significativo da população, foi interrompido.
Em 1926, o Partido Nacional-Socialista dos Trabalhadores Alemães fez uma aparição pública na cidade, ganhando muitos apoiadores.
Em novembro de 1938, durante a “Noite dos Cristais”, entre outras coisas, foi incendiada a sinagoga local em Słupsk, um edifício projetado pelo arquiteto Eduard Koch, que ficava na atual rua M. Niedziałkowskiego (antiga Arnoldstraße) desde 1902.
A eclosão da guerra em 1939 interrompeu o desenvolvimento da cidade. Durante a guerra, trabalhadores forçados de países ocupados foram trazidos para a cidade, entre outros para o campo de trabalho instalado aqui e, a partir de 26 de agosto de 1944, também para uma filial do campo de concentração Stutthof (subcampo Außenarbeitslager Stolp), para onde foram enviados 382 homens e 239 mulheres, principalmente judeus da Letônia, Tchecoslováquia, Hungria, Áustria, Polônia e Alemanha. Um obelisco próximo às antigas oficinas de reparo de material rodante em Słupsk foi dedicado aos assassinados durante a guerra. Os alemães instalaram nove subcampos de trabalho forçado do campo de prisioneiros de guerra Stalag II B na cidade. O movimento de resistência polonesa espionava as atividades dos alemães e distribuía a imprensa clandestina polonesa.

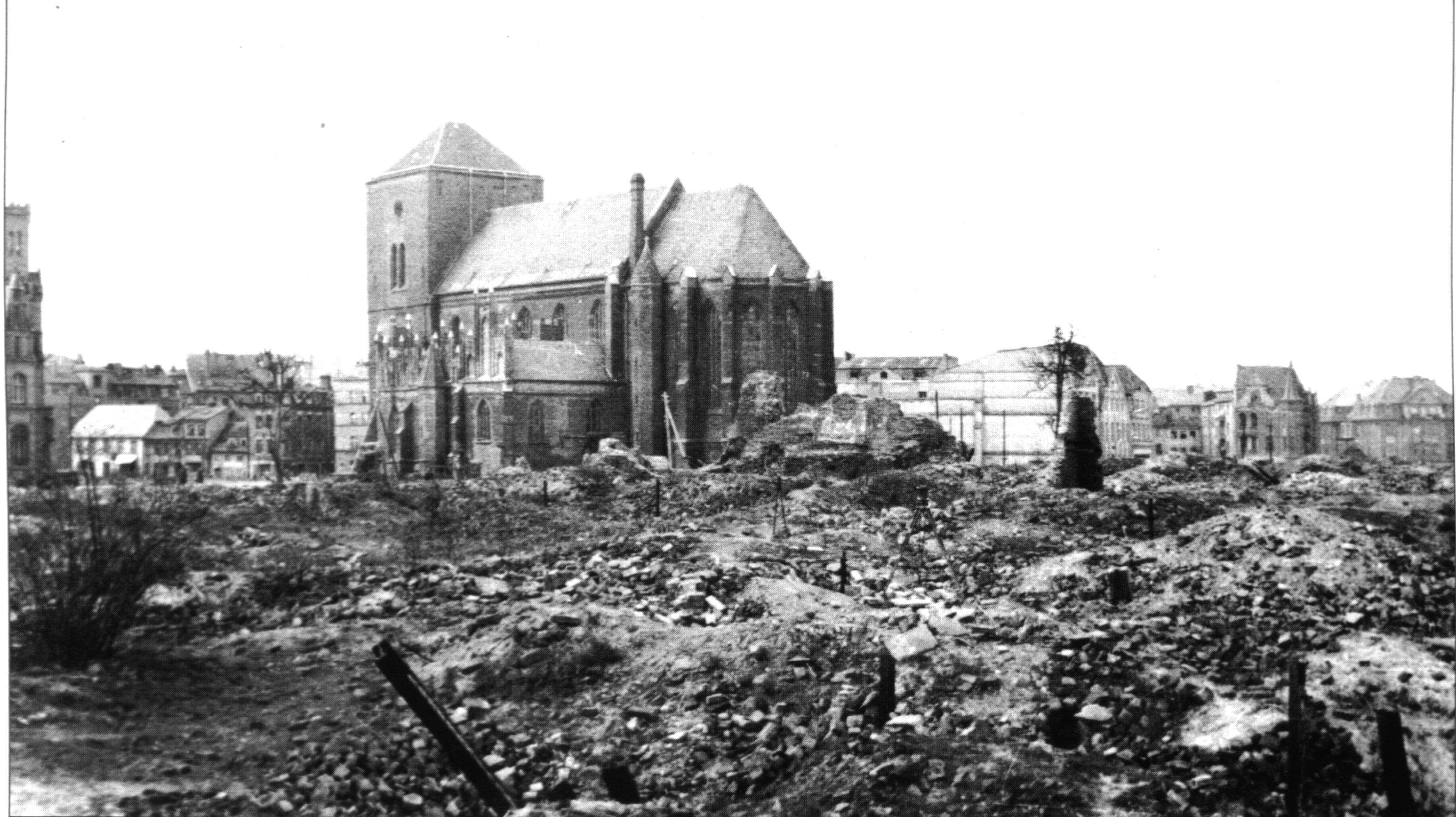
Słupsk após o fim da Segunda Guerra Mundial — igreja de Santa Maria ao fundo

Com a situação na linha de frente mudando para a desvantagem do Reich e a ofensiva aérea dos Aliados, a população alemã evacuada das áreas em perigo foi direcionada para Słupsk e seus arredores. Pouco antes da chegada das tropas soviéticas à cidade, em 7 de março de 1945, uma execução foi realizada na Floresta do Sul — 21 trabalhadores forçados poloneses foram fuzilados. Antes disso, mais duas pessoas foram enforcadas. Esses trágicos eventos são comemorados por um monumento. Na noite de 7 para 8 de março, as tropas alemãs deixaram Słupsk devido à ameaça de serem isoladas, Em 8 de março, unidades da 27.ª Divisão de Rifles e do 3.º Corpo Blindado de Guardas Independentes da Segunda Frente Bielorrussa do Exército Vermelho entraram na cidade (após a guerra, um memorial aos soldados poloneses e soviéticos foi erguido na Praça da Vitória, e uma placa comemorativa da libertação da cidade dos nazistas foi construída na parede da prefeitura). A cidade foi tomada sem luta, no entanto, os soldados soviéticos roubaram a população alemã em 9 de março e deliberadamente incendiaram prédios na cidade, especialmente no centro histórico. Posteriormente, artigos de propaganda soviética perpetuaram o mito da luta intensa por Słupsk. Como resultado, grande parte do bairro histórico mais antigo da cidade foi destruída. Alguns edifícios só foram reconstruídos a partir dos escombros na década de 1960, como a igreja de São Nicolau (atual biblioteca).

### Słupsk na Polônia do pós-guerra
A ocupação da cidade pelas tropas do Exército Vermelho, apoiadas pelo exército polonês, em 9 de março de 1945, marcou o início de um novo capítulo na história da cidade. O primeiro grupo de autoridades polonesas, que chegou à cidade em 23 de abril de 1945, vindo das fronteiras orientais, estabeleceu como meta organizar um governo e uma vida social eficientes, deslocando a população alemã, povoando a cidade de maneira uniforme e reconstruindo e desenvolvendo a infraestrutura urbana. Em 7 de maio de 1946, o nome da cidade Słupsk foi introduzido, substituindo o nome alemão anterior Stolp. Transferida para o controle das autoridades polonesas, Słupsk está nos limites da voivodia de Szczecin desde 1946. Em 1950, Słupsk e o condado de Słupsk se viram nas fronteiras da recém-criada voivodia de Koszalin — a voivodia foi dividida em duas menores: Szczecin e Koszalin. Koszalin tornou-se a capital da nova voivodia, apesar da população menor e dos esforços de Słupsk para localizar a sede da voivodia lá. Uma situação semelhante (localização da capital da voivodia fora da maior cidade) ocorreu nas voivodias de Zielona Góra e Kielce. Na cidade, a Escola Superior de Pedagogia foi fundada, as indústrias de madeira e móveis se desenvolveram, a fábrica de calçados “Alka”, uma fábrica de equipamentos navais, uma fábrica de máquinas agrícolas, uma fábrica de reparos de ônibus, uma fábrica de confeitos, uma fábrica de laticínios e uma fábrica de processamento de batatas foram inauguradas.
Em 31 de dezembro de 1961, o vilarejo de Ryczewo foi incorporado a Słupsk a partir da gromada abolida de Ryczewo no condado de Słupsk da mesma voivodia.
Em 1967, os “Dias de Słupsk” foram organizados pela primeira vez, assim como o Festival de Piano Polonês.
Em dezembro de 1970, ocorreram greves e ações de protesto em Słupsk, que terminaram sem fatalidades.
Em 1974, a pizzaria mais antiga da Polônia, ainda em funcionamento, foi aberta no bar mleczny “Poranek”.

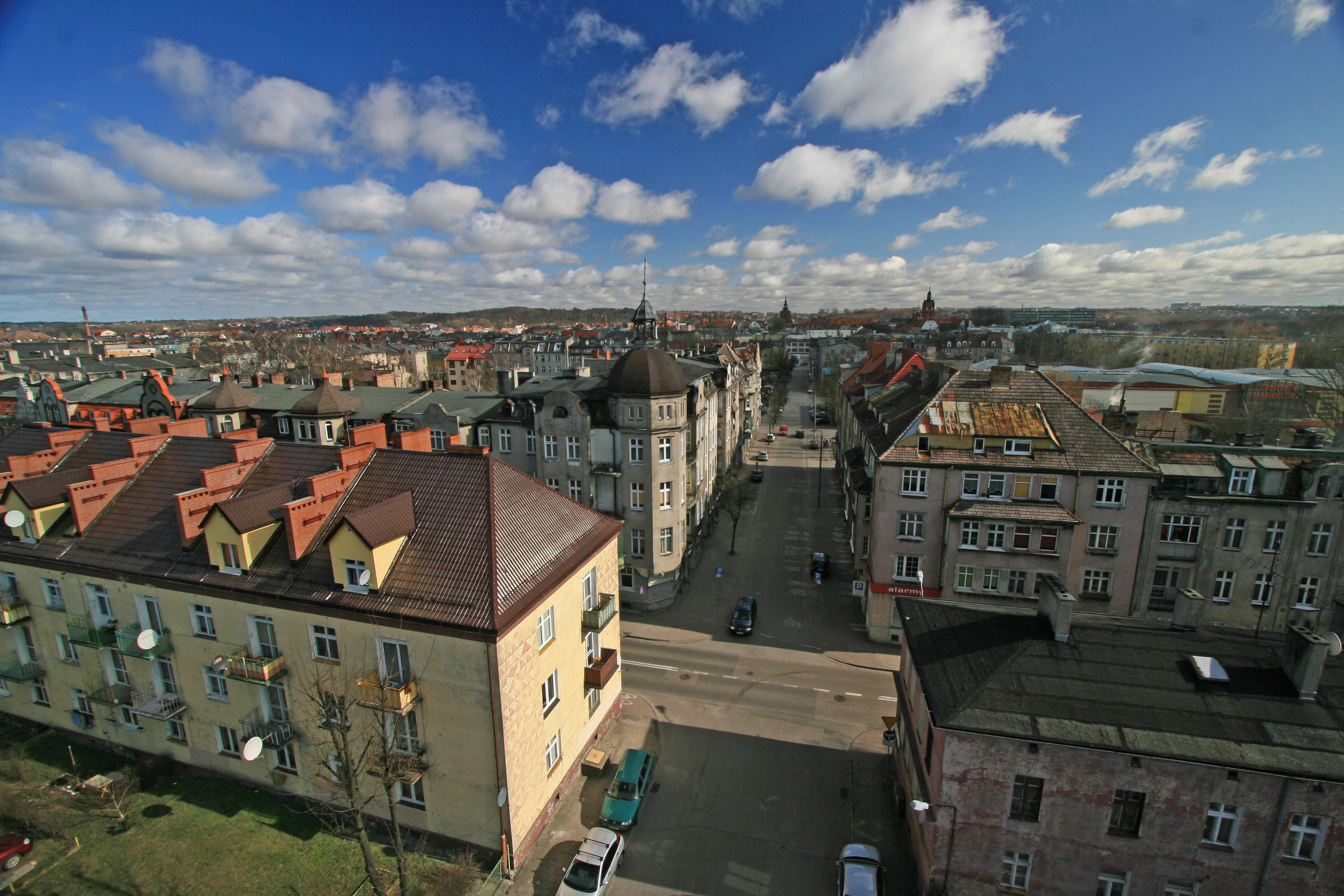
Panorama da cidade a partir da rua Kołłątaja (cruzamento), com a rua M. Konopnicka visível

Em 1975, Słupsk tornou-se a capital da voivodia. Perdeu sua condição de cidade da voivodia em 31 de dezembro de 1998, como resultado da reforma administrativa, tornando-se parte da nova voivodia da Pomerânia no dia seguinte.
Um serviço de trólebus foi lançado em Słupsk em 1985. Inicialmente, ele era atendido por veículos importados da então União Soviética e, depois, também por veículos produzidos localmente — na “Kapena”, uma empresa de reparos de ônibus — com base no ônibus PR-101 “Jelcz-Berliet”. Na mesma “Kapena”, o único trólebus que circulava pelas ruas de Słupsk também foi construído com base no “Ikarus” húngaro (número lateral 651). A rede de linhas de trólebus tinha como objetivo, entre outras coisas, conectar duas cidades — Słupsk e a vizinha Ustka. A comunicação por trólebus funcionou em Słupsk por 14 anos.
Em 1990, o número de habitantes de Słupsk chegou a cem mil pela primeira vez. Rafał Kancler tornou-se o 100 000.º cidadão da cidade.

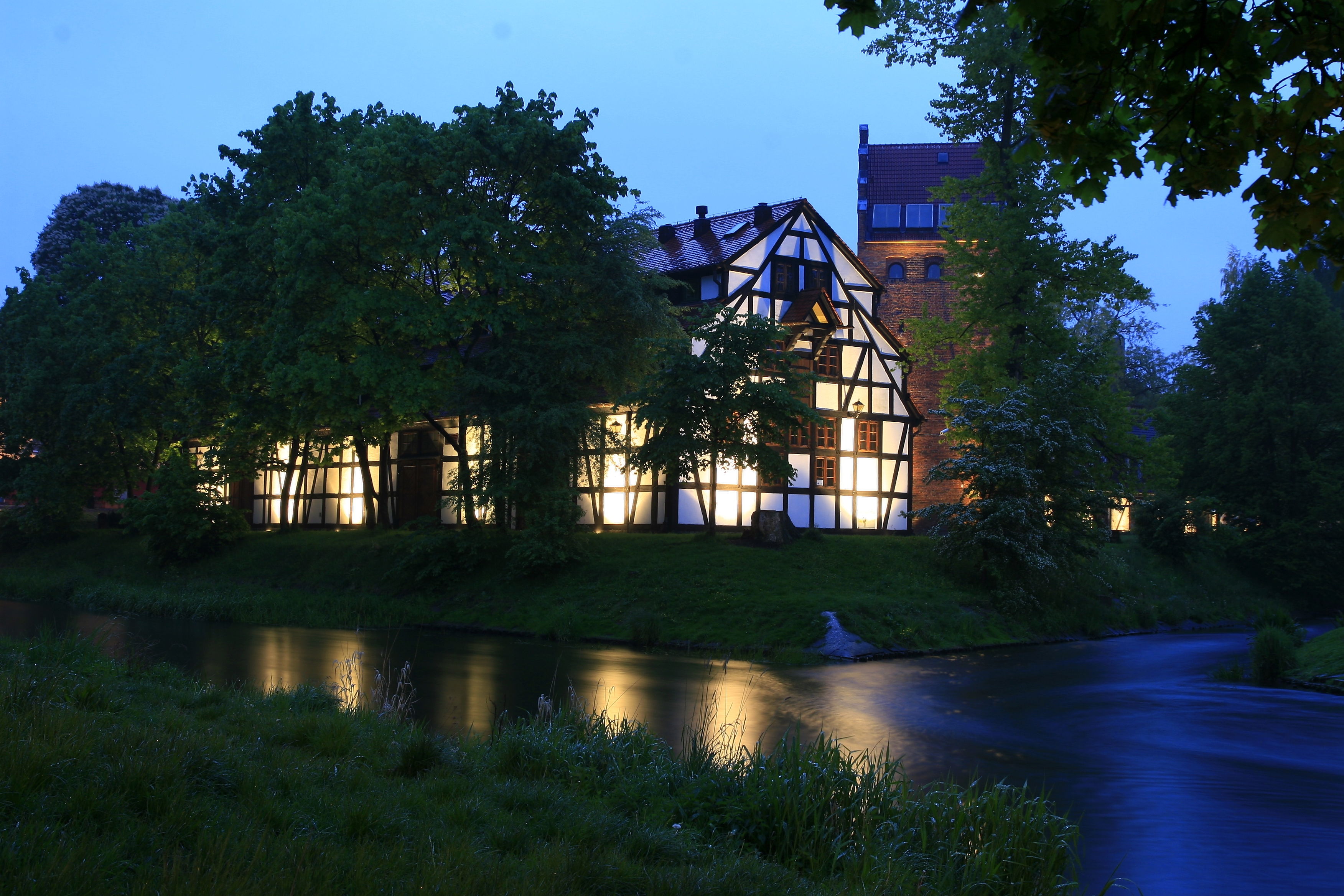
Complexo do castelo: celeiro, moinho e portão

Entre 1992 e 1994, outra operação foi realizada na cidade para transladar um edifício histórico para um novo local. Dessa vez, o celeiro com estrutura de pau a pique, que pertenceu ao comerciante Richter, foi transferido. O edifício, que ficava perto do cruzamento das atuais ruas M. Kopernika e Wolności (antiga Amts- e Triftstraße), foi desmontado e depois transferido para uma clareira perto do Castelo dos Duques da Pomerânia. Essa operação foi realizada com o apoio financeiro das autoridades da República Federal da Alemanha.
Em 10 de janeiro de 1998, ocorreu em Słupsk um dos mais graves tumultos na Polônia depois de 1989, causado pela morte de um torcedor do time de basquete Czarni Słupsk em decorrência de ferimentos sofridos após intervenção policial.

### Símbolos da cidade
Em 1998, foi anunciado um concurso nacional para o “toque de corneta de Słupsk”. O júri concedeu o prêmio “Grand Prix” do presidente da cidade de Słupsk a Jacek Stańczyk, de Słupsk. Desde 1999, o toque de corneta é feito diariamente ao meio-dia. Desde 1 de janeiro de 2009, dois toques de corneta são feitos na torre da prefeitura de Słupsk — o de Słupsk e o de Ustka. Os toques de corneta de Ustka e Słupsk também são tocados em Ustka como parte da cooperação entre as duas cidades.

## Arquitetura

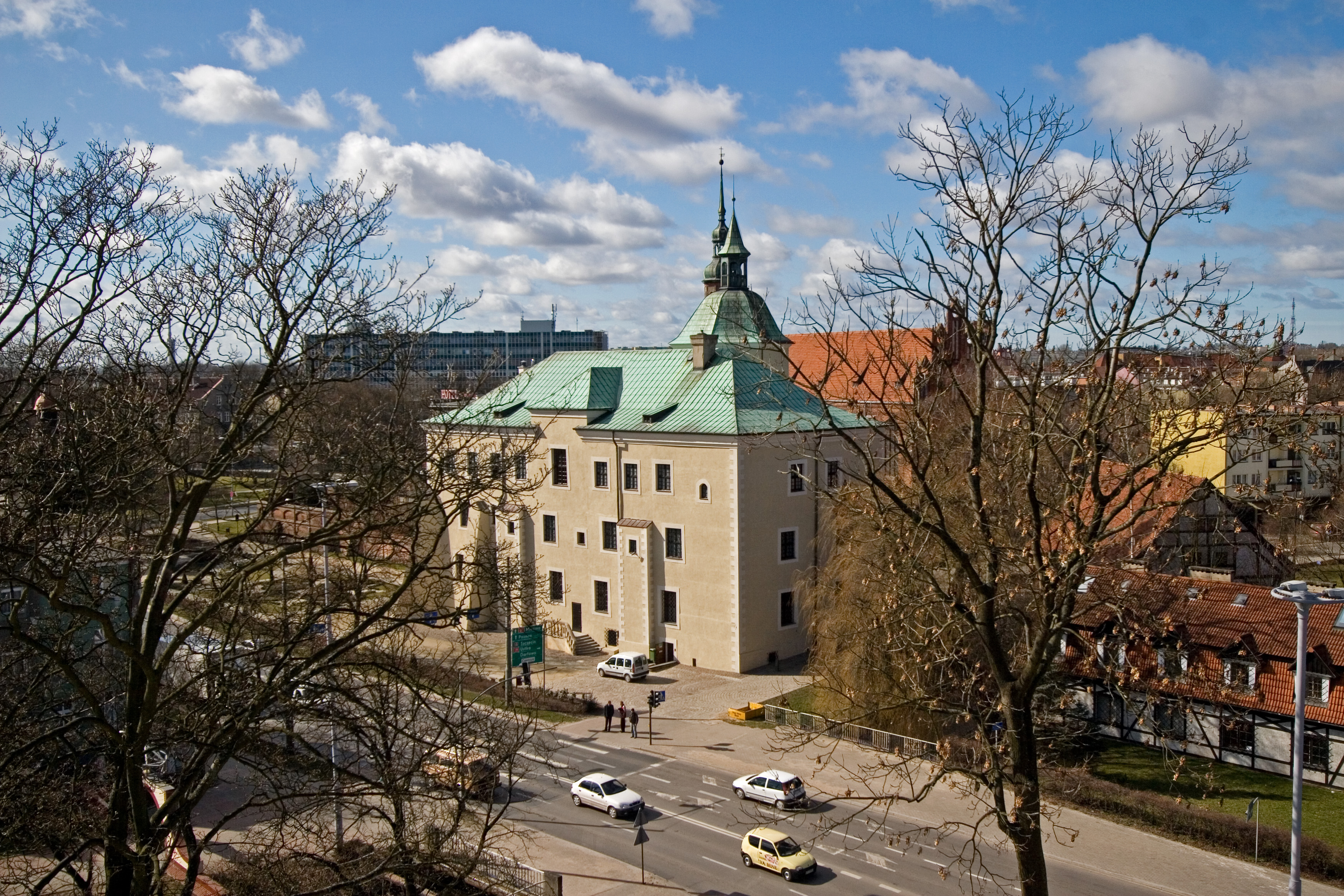
Castelo dos duques da Pomerânia do século XVI

### Período entre guerras
No período entre guerras, o eixo da cidade era marcado pelas atuais ruas Tuwima, Nowobramska, Kowalska e Armii Krajowej, perto das quais se localizavam os edifícios mais importantes. Um edifício característico era a sinagoga neogótica, incendiada em 1938.

### Estado atual

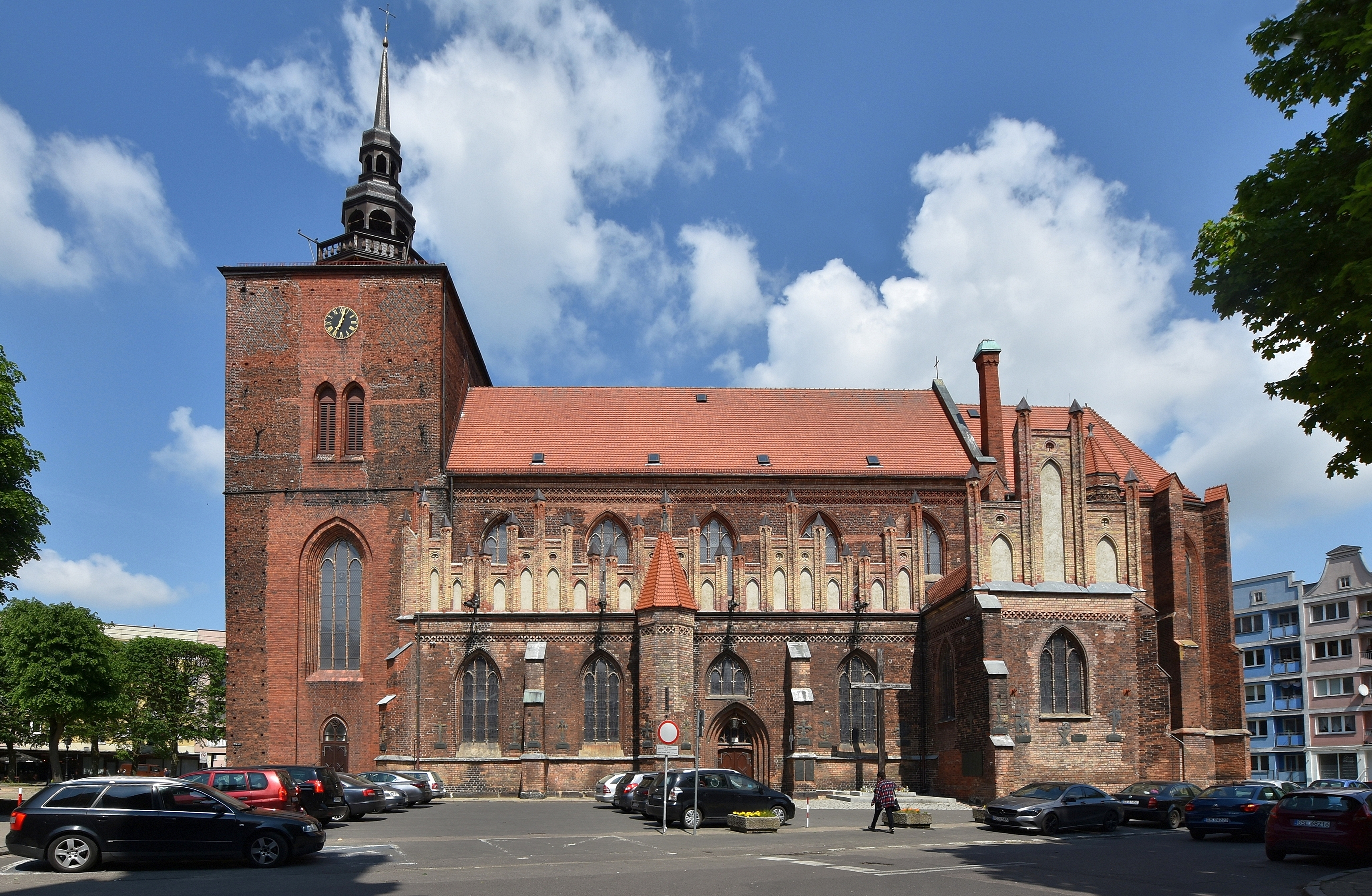
Igreja de Santa Maria

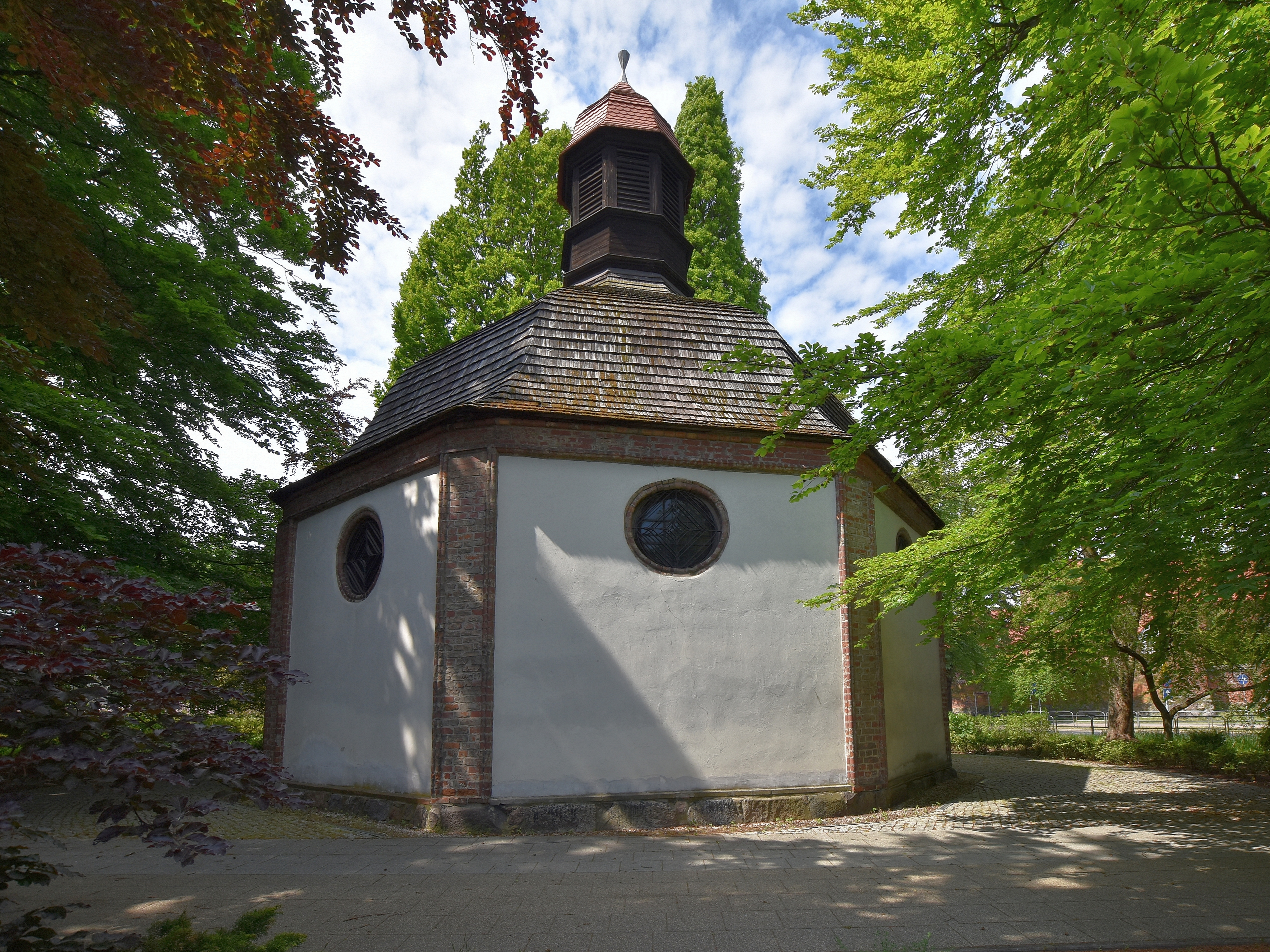
Capela de São Jorge

Após a Segunda Guerra Mundial, grande parte da cidade foi destruída. Os sobrados mais antigos sobreviveram na rua Wojska Polskiego e nos arredores. Os edifícios seculares no centro da cidade foram incendiados. Entre outros, a prefeitura e as ruínas do Castelo dos Duques da Pomerânia foram poupadas. A reconstrução da cidade foi realizada para criar o maior número possível de edifícios residenciais no menor tempo possível. Isso fez com que a antiga cidade medieval fosse construída com edifícios modernistas. O trabalho de renovação atualmente em andamento visa a embelezar essa parte da cidade. Como parte da revitalização, foi tomada a decisão de reconstruir a Torre Redonda.

### Arquitetura sacra
- Igreja da Bem-Aventurada Virgem Maria, construída na segunda metade do século XIV em estilo gótico
- Igreja dominicana de São Jacinto, construída no século XIV em estilo gótico
- Igreja do mosteiro de Santo Oto, construída entre 1872 e 1873 em estilo neogótico
- Igreja de São Nicolau, atualmente funcionando como uma biblioteca municipal, do século XIII, em estilo gótico
- Igreja do Sagrado Coração de Jesus, construída entre 1865 e 1869 em estilo neogótico
- Igreja Evangélica Augsburgo da Santa Cruz, construída entre 1857 e 1859 em estilo neogótico
- Capela de São Jorge em Słupsk, construída na primeira metade do século XV em estilo gótico
- Igreja dos Santos Apóstolos Pedro e Paulo, construída no final do século XIX em estilo neogótico

#### Arquitetura secular
- Edifício do Escritório Distrital em Słupsk
- Prefeitura de Słupsk
- Agência Central dos Correios em Słupsk
- Torre das Bruxas

## Demografia
Conforme os dados do Escritório Central de Estatística da Polônia (GUS) de 31 de dezembro de 2024, Słupsk é uma cidade pequena com uma população de 85 135 habitantes (3.º lugar na voivodia da Pomerânia e 42.º na Polônia), tem uma área de 52,7 km² (5.º lugar na voivodia da Pomerânia e 80.º lugar na Polônia) e uma densidade populacional de 1 614 hab./km² (15.º lugar na voivodia da Pomerânia e 107.º lugar na Polônia). Entre 2002–2024, o número de habitantes diminuiu 14,5%.
Os habitantes de Słupsk constituem cerca de 3,61% da população da voivodia da Pomerânia.
| Descrição                         | Total      | Total    | Mulheres   | Mulheres | Homens     | Homens   |
| --------------------------------- | ---------- | -------- | ---------- | -------- | ---------- | -------- |
| unidade                           | habitantes | %        | habitantes | %        | habitantes | %        |
| população                         | 85 135     | 100      | 45 579     | 53,5     | 39 556     | 46,5     |
| área                              | 52,7 km²   | 52,7 km² | 52,7 km²   | 52,7 km² | 52,7 km²   | 52,7 km² |
| densidade populacional (hab./km²) | 1 614      | 1 614    | 863,5      | 863,5    | 750,5      | 750,5    |

Gráfico da população de Słupsk nos últimos dois séculos:
Słupsk registrou sua maior população em 1994, com 102 832 habitantes, conforme o GUS.

## Economia

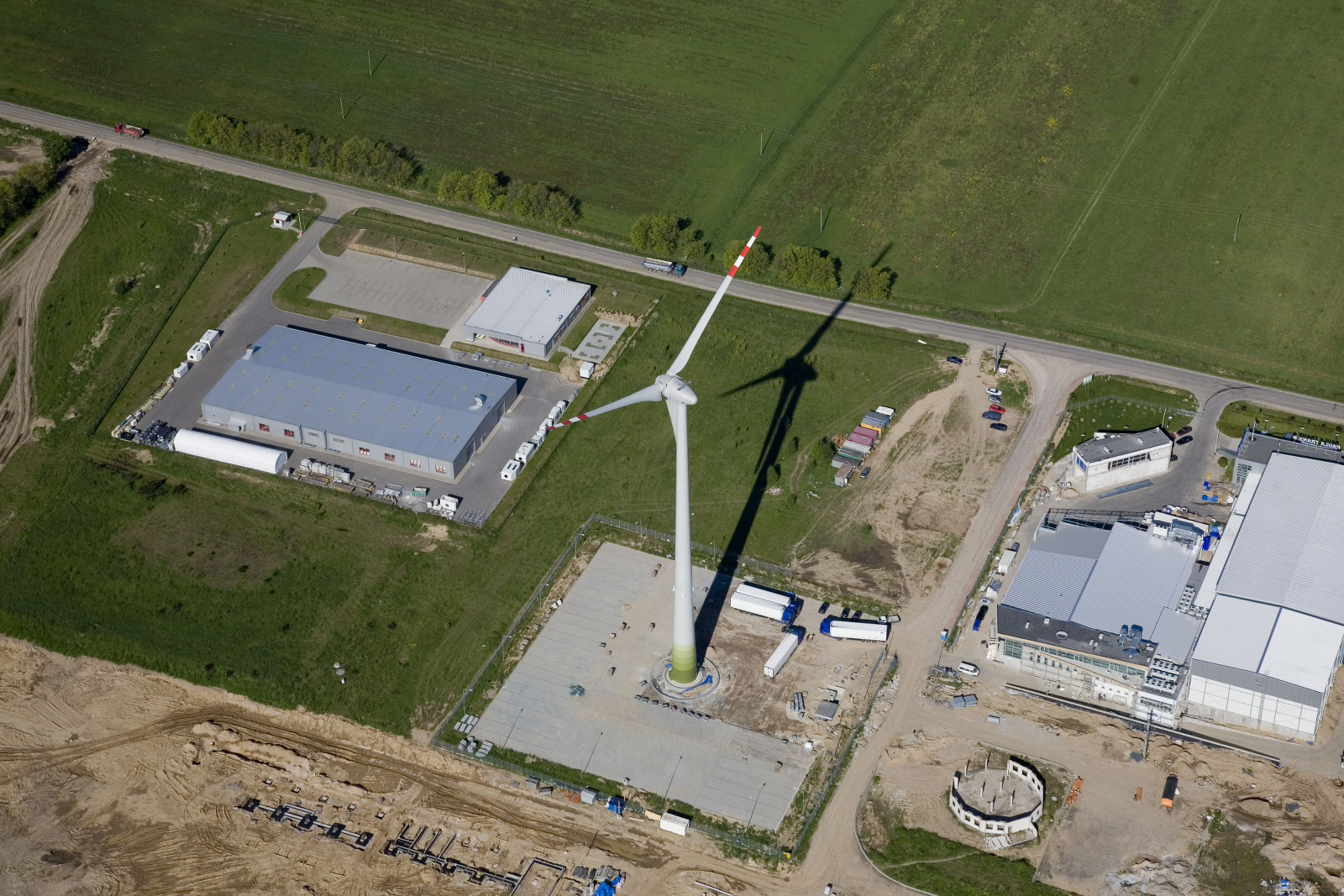
Zona Econômica Especial de Słupsk (SSSE)

No final de dezembro de 2009, o número de desempregados registrados em Słupsk era de cerca de 4,7 mil habitantes, representando uma taxa de desemprego de 10,6% da população economicamente ativa.
A Fazenda Estatal de Pesca de Słupsk funcionava na cidade.

### Indústria
Słupsk é um centro industrial de médio porte. Desde 1997, a Zona Econômica Especial de Słupsk está em operação, com filiais em Koszalin, Redzików, Debrzno, Szczecinek e Wałcz, administrada pela Agência de Desenvolvimento Regional da Pomerânia S.A. Instituições de apoio ao desenvolvimento econômico operam na cidade: Câmara de Indústria e Comércio de Słupsk, Incubadora Tecnológica de Słupsk e Associação de Inovação Econômica e Empreendedorismo de Słupsk.
Uma fábrica de um dos maiores fabricantes poloneses de vidros automotivos, a empresa “NordGlass”, está localizada em Słupsk.
A energia térmica para a cidade é fornecida por duas usinas de aquecimento — KR1 na rua Koszalińska e KR2 na rua Santa Clara de Assis. Uma das maiores instalações de energia solar fotovoltaica em telhados da Polônia, com uma potência total de 180,36 kW, está instalada na Incubadora Tecnológica de Słupsk.
Em julho de 2021, a CCC (proprietária desde 2019) fechou a fábrica de calçados Gino Rossi, que estava em operação há 29 anos, empregando 235 trabalhadores (o emprego máximo histórico era de 900 trabalhadores), listada na Bolsa de Valores de Varsóvia desde 2006 e avaliada em 300 milhões de PLN em 2010. Por sua vez, em maio de 2023, foi anunciada uma eliminação gradual da produção e a fábrica de carrocerias de ônibus pertencente à Scania Production Słupsk S.A. e fechada no primeiro trimestre de 2024, como resultado da qual 800 pessoas perderam seus empregos.

### Comércio

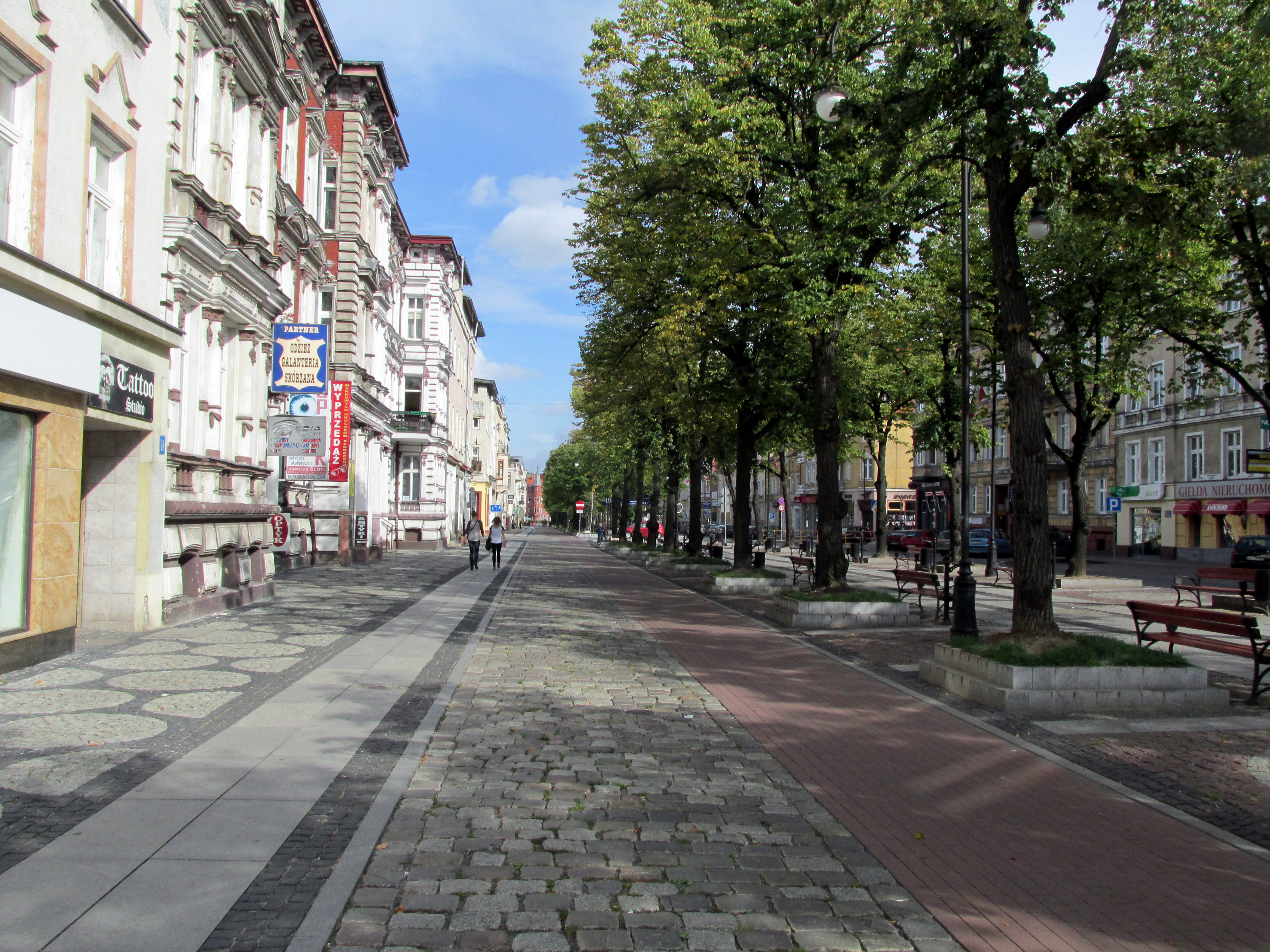
Rua Wojska Polskiego — calçadão com avenida de tílias

Słupsk desempenha o papel de um centro comercial regional. Em Słupsk, há 6 centros comerciais (CH Jantar, CH Manhatan, CH Passo, CH Wokulski, Skwer Viki, CH no antigo RDT), 3 galerias (Podkowa, Prestige, Słupsk) e um mercado (“Pod Wieżą”).

## Transportes

### Transporte rodoviário
Há 33 rotatórias no sistema de transporte da cidade. Słupsk fica no cruzamento da estrada nacional n.º 6 (a planejada S6) com a estrada nacional n.º 21 e as estradas voivodais n.º 210 e n.º 213. As estradas secundárias também levam a Darłowo e Krępa Słupska.

#### Contorno sul

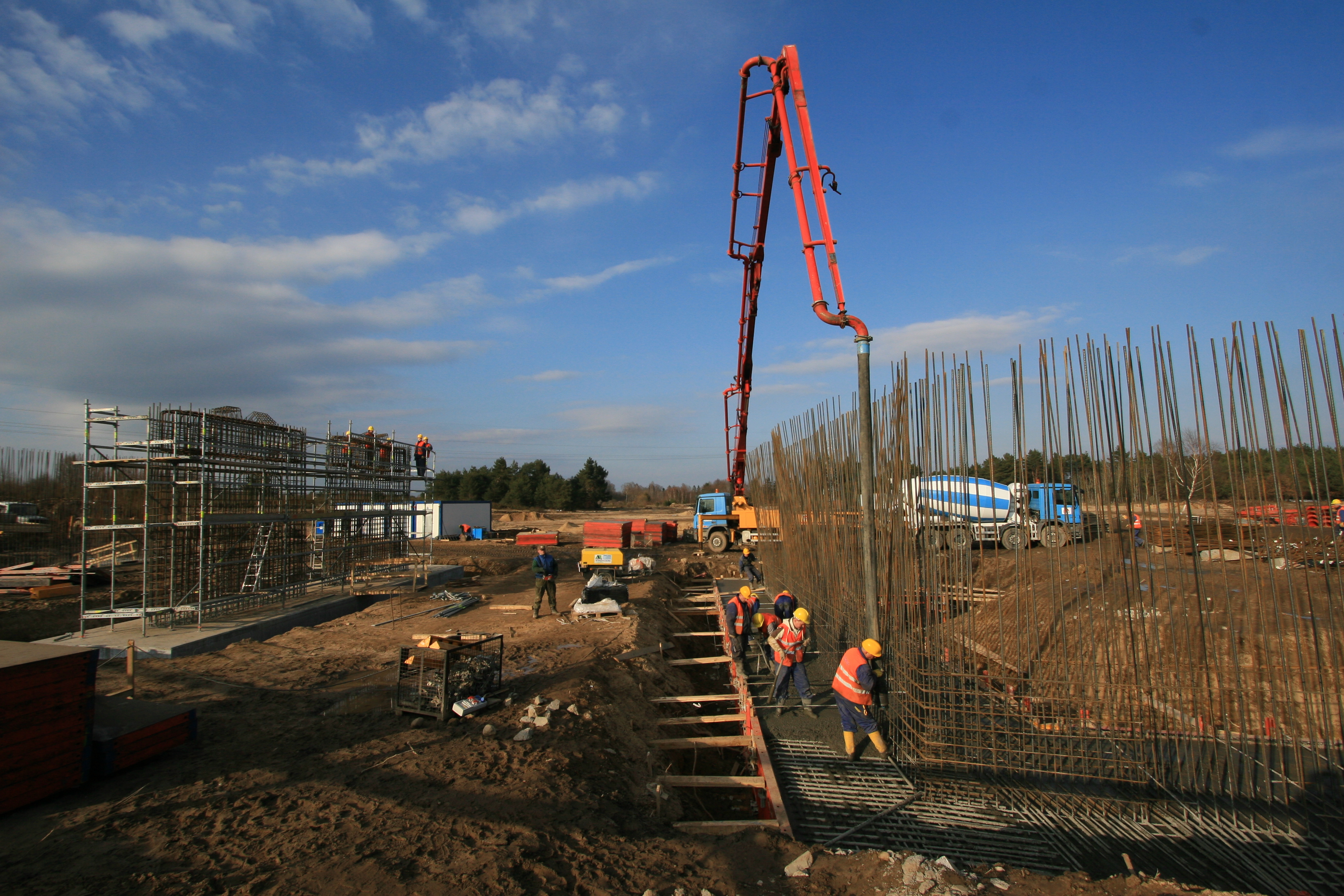
Construção do desvio de Słupsk — cruzamento de Głobino

O anel viário no padrão de via expressa tem intercâmbios livres de colisão em Redzikowo, Głobino, Kobylnica e Bolesławice. O desvio atravessa as áreas da cidade e das comunas de Redzikowo e Kobylnica. A construção do desvio S6 no curso da estrada nacional n.º 6 começou em setembro de 2008. Ao contrário do que foi anunciado anteriormente, o desvio não será construído como uma via expressa de pista dupla e terá apenas uma pista. Essa decisão se deve às previsões de volume de tráfego nessa rota. Espera-se que a extensão da estrada para o padrão de pista dupla ocorra com a construção da estrada S6. O desvio foi aberto ao tráfego em 26 de outubro de 2010. Em 29 de outubro, a inauguração cerimonial foi realizada pelo Presidente da República da Polônia, Bronislaw Komorowski. O desvio tem pouco mais de 16 km de extensão.

#### Contorno oeste
O desvio urbano é, em sua maior parte, uma seção transversal de 2 faixas de rodagem com 2 pistas cada. A estrada tem cruzamentos, incluindo rotatórias e passagens para pedestres. O tráfego mais intenso ocorre na rua 11 de novembro e o mais baixo na rua Werner, principalmente devido à falta de uma parte adicional do anel viário norte.
Há planos para construir um desvio para Słupsk e Kobylnica no lado oeste ou leste e norte da cidade. O anel viário deve ser construído a partir do programa de 100 anéis viários.

### Transporte ferroviário

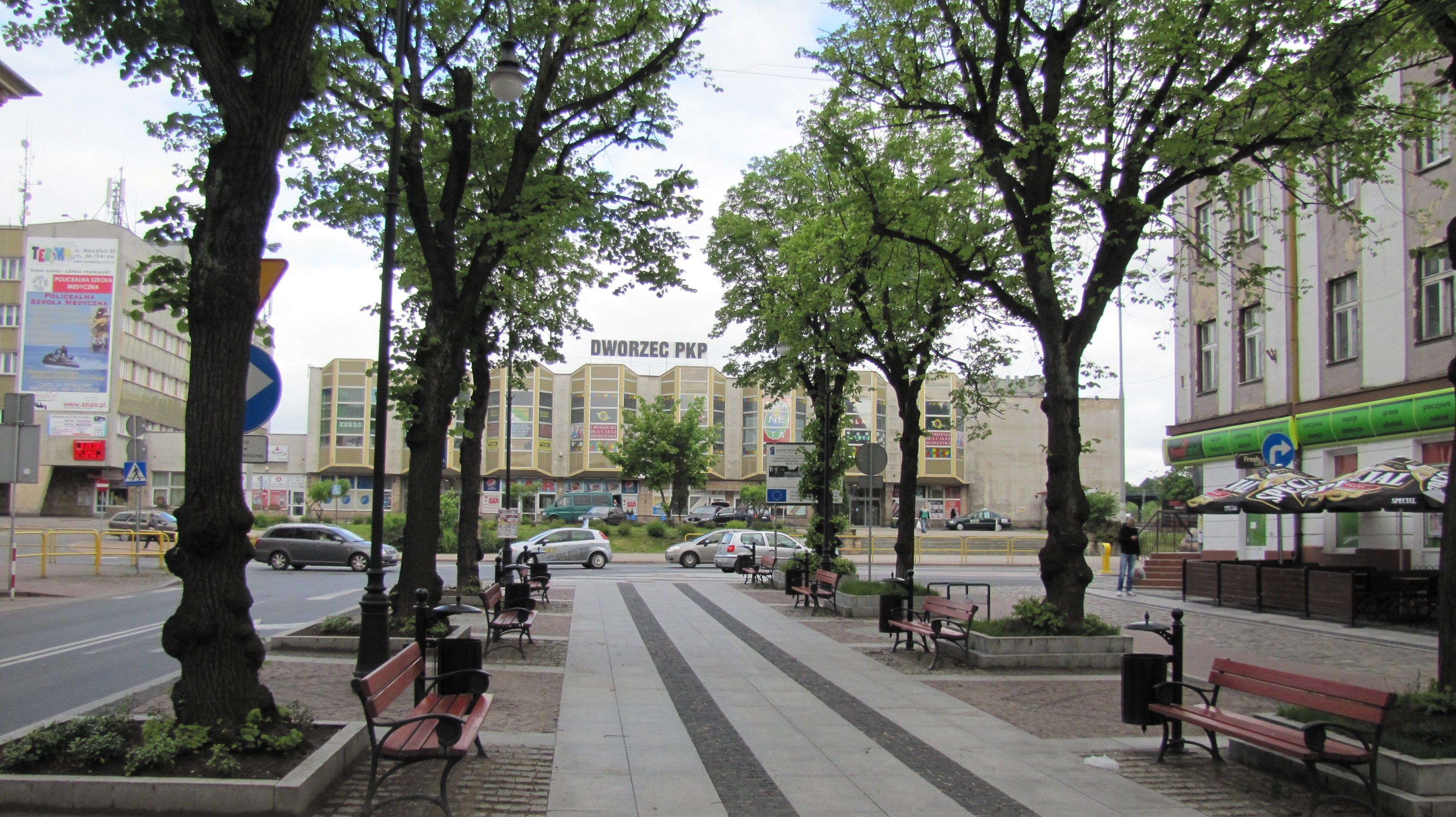
Estação ferroviária de Słupsk

Słupsk é um entroncamento ferroviário nas linhas Szczecin — Koszalin — Słupsk — Gdynia e Ustka — Słupsk — Szczecinek. No passado, havia também uma linha ferroviária de bitola normal para Budowo e uma rede de ferrovias de bitola estreita. Os trens Regio, TLK, IC, EIC e EIP chegam aqui vindos das maiores cidades da Polônia. Na temporada de verão, os trens “Słoneczny” e “Słoneczny BIS” operados pela Koleje Mazowieckie param na estação. As conexões locais ligam a cidade a Ustka, Sławno e Darlowo, Miastko e Szczecinek, Koszalin e Szczecin, Lębork e Gdynia. Um segundo trilho está atualmente em construção e a infraestrutura da estação está sendo ampliada em Słupsk, Damnica e Potęgowo.
A primeira estação ferroviária em Słupsk estava localizada desde julho de 1869 na atual rua Grunwaldzka 17, época em que foi inaugurada uma linha ferroviária Koszalin-Słupsk de 67 km e 1 via. Em setembro de 1870, foi inaugurada a linha ferroviária de 131 km Słupsk-Gdańsk Główny. Em maio de 1879, foi inaugurada a linha ferroviária Piła Główna-Szczecinek-Słupsk-Ustka, com 192 km e 1 via. Atualmente, o prédio da antiga estação ferroviária faz parte das instalações de reparo de vagões de passageiros (a Seção de Reparo de Vagões do Departamento de Transporte Regional da Pomerânia da empresa Przewozy Regionalne).
A principal e, desde 1945, única estação ferroviária da cidade está localizada na rua Kołłątaja. Em Nadrzecze também havia uma parada Słupsk Przymieście, mas com a liquidação da linha de 38 km Słupsk — Budowo, inaugurada em agosto de 1906, e o desmantelamento (em 1945) dos trilhos ao longo de quase toda a extensão da linha, a parada foi liquidada. Em Ryczewo havia uma parada Słupsk Ryczewo nas linhas ferroviárias Słupsk Główny — Stargard Szczeciński e Słupsk — Cecenowo, construída em 1935, mas foi liquidada na década de 1980. Uma nova estação ferroviária foi construída no final dos anos 1980 e início dos anos 1990. Atualmente, devido à demolição do prédio da estação ferroviária existente e à construção de um novo, os viajantes usam uma estação temporária localizada em um prédio de escritórios adjacente à estação existente. Espera-se que o trabalho seja concluído até 2026. Há também uma parada de trem em Słupsk chamada Słupsk Północny.

### Transporte coletivo

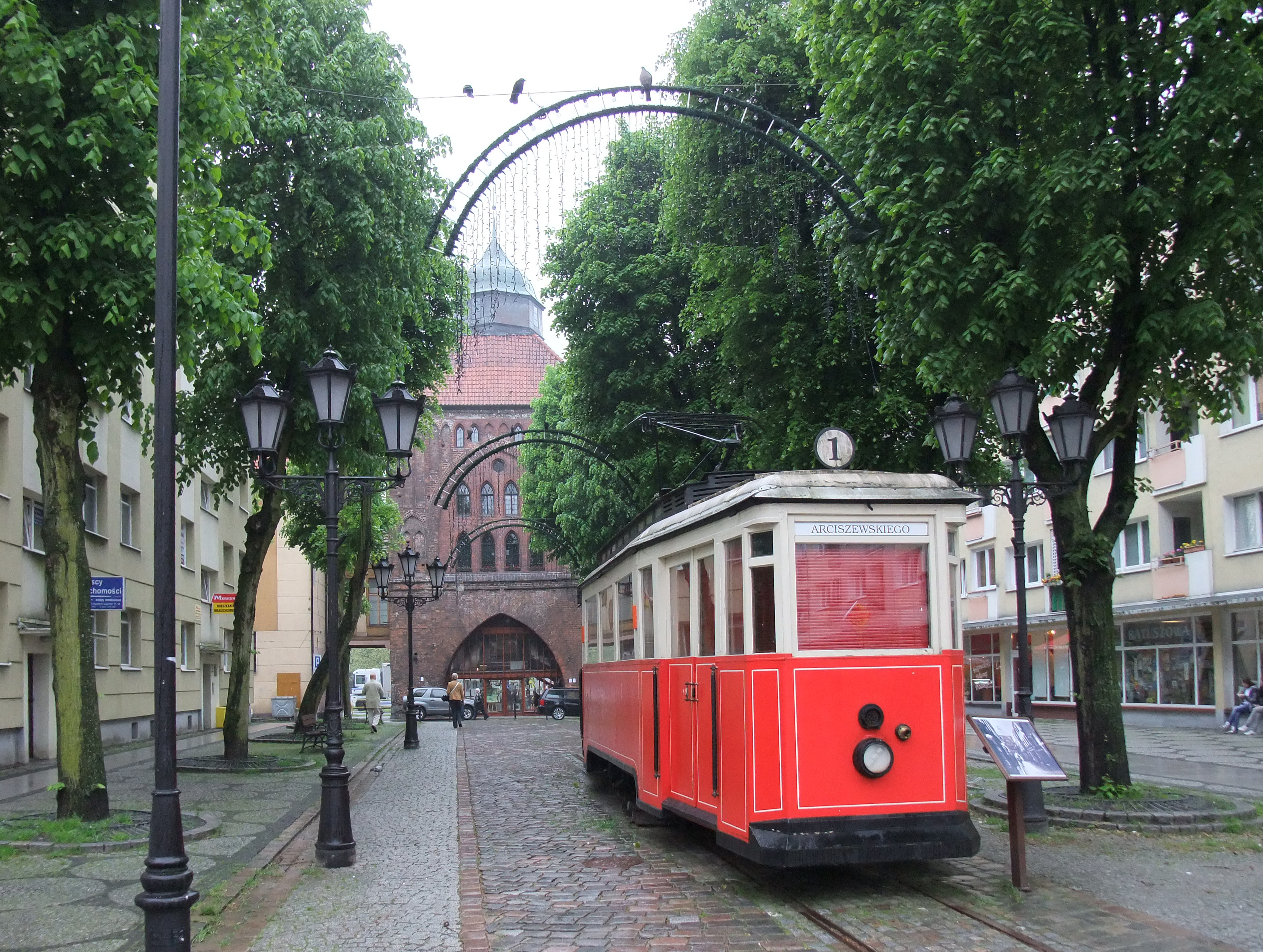
Linha de bonde histórica: ao fundo, o Portão Novo, por onde passavam os trilhos

O transporte público é organizado pelo Conselho Municipal de Gestão de Infraestrutura com sede em Słupsk, enquanto a operadora é a Miejski Zakład Komunikacji Sp. z o.o. em Słupsk, com sede em Kobylnica, que opera 19 linhas de ônibus. Entre 1910 e 1959, um serviço de bondes elétricos operou em Słupsk. Entre 1985 e 1999, os trólebus também operaram na cidade.
Os ônibus da Słupski PKS, Nord Express e Ramzes também servem rotas locais nos condados de Słupsk, Lębork e Sławieński. Um novo terminal de transporte, servindo como uma rodoviária, na rua Towarowa, foi inaugurado em 23 de setembro de 2023 e conectado por um túnel sob a estação ferroviária. A partir de 1 de novembro de 2023, todas as linhas de ônibus da Słupsk PKS, que anteriormente partiam da Estação PKS na rua Kołłątaja, 15, partem do terminal na rua Towarowa.

### Transporte aéreo
Em 2013, uma pista de pouso sanitária foi colocada em operação na rua Hubalczyków.
A aproximadamente 12 km ao sul de Słupsk está o aeroporto Słupsk-Krępa, enquanto a 18 km a oeste da cidade está a pista de pouso Słupsk-Pałowo.

## Educação

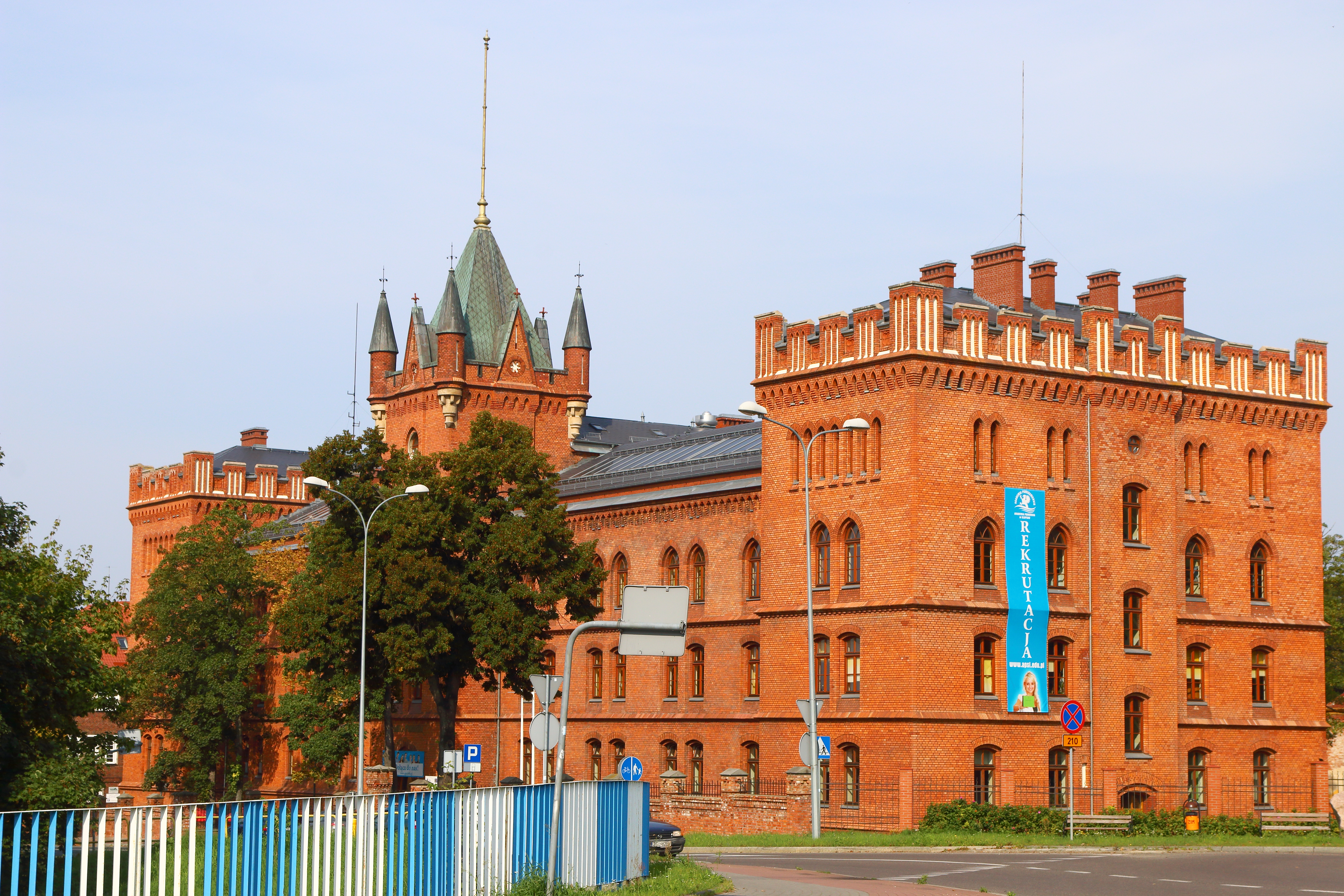
Antigo complexo de quartéis do Regimento de Hussardos (atual Universidade da Pomerânia)

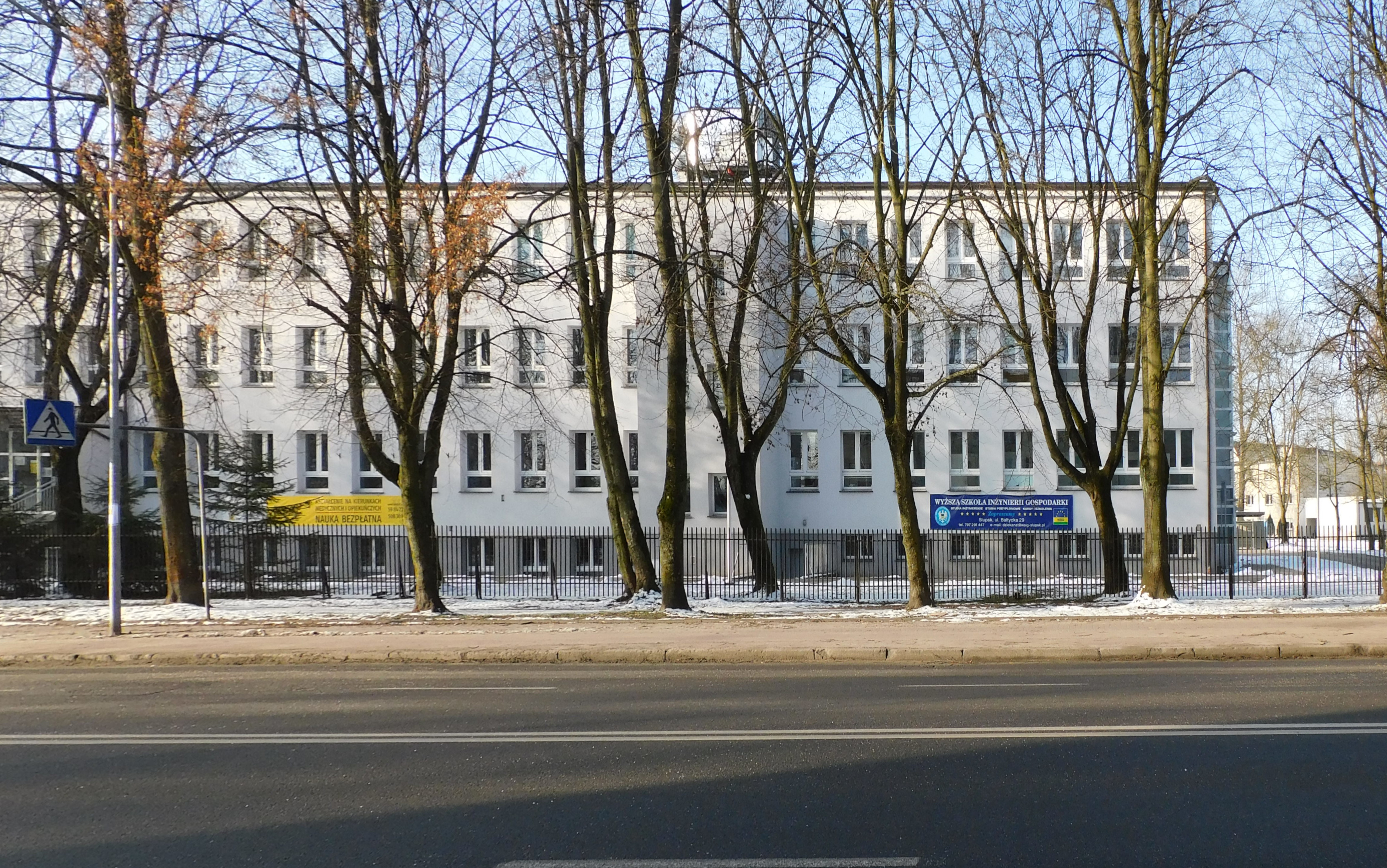
Edifício da Universidade de Engenharia Econômica

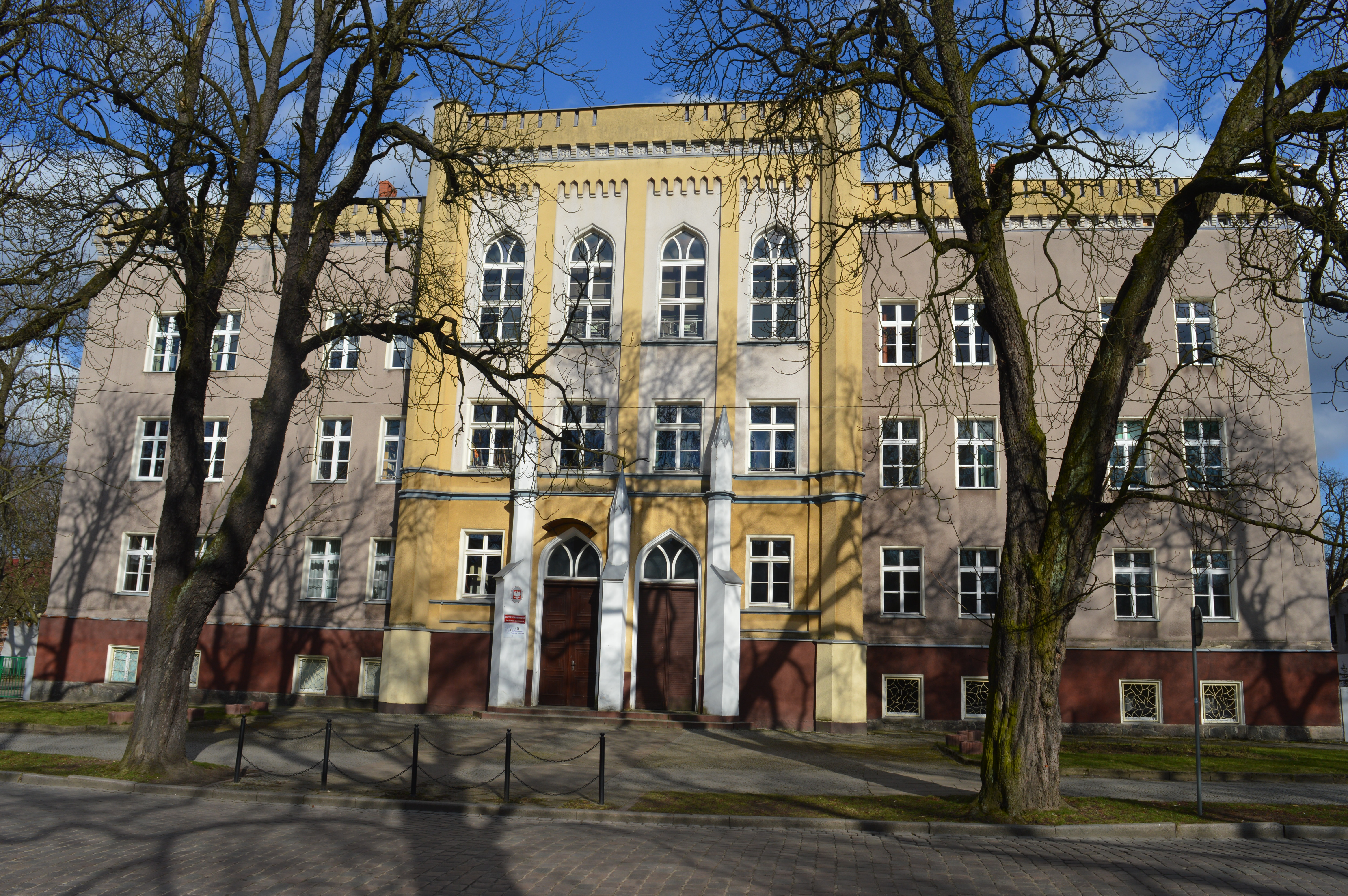
Escola secundária Bolesław Krzywousty

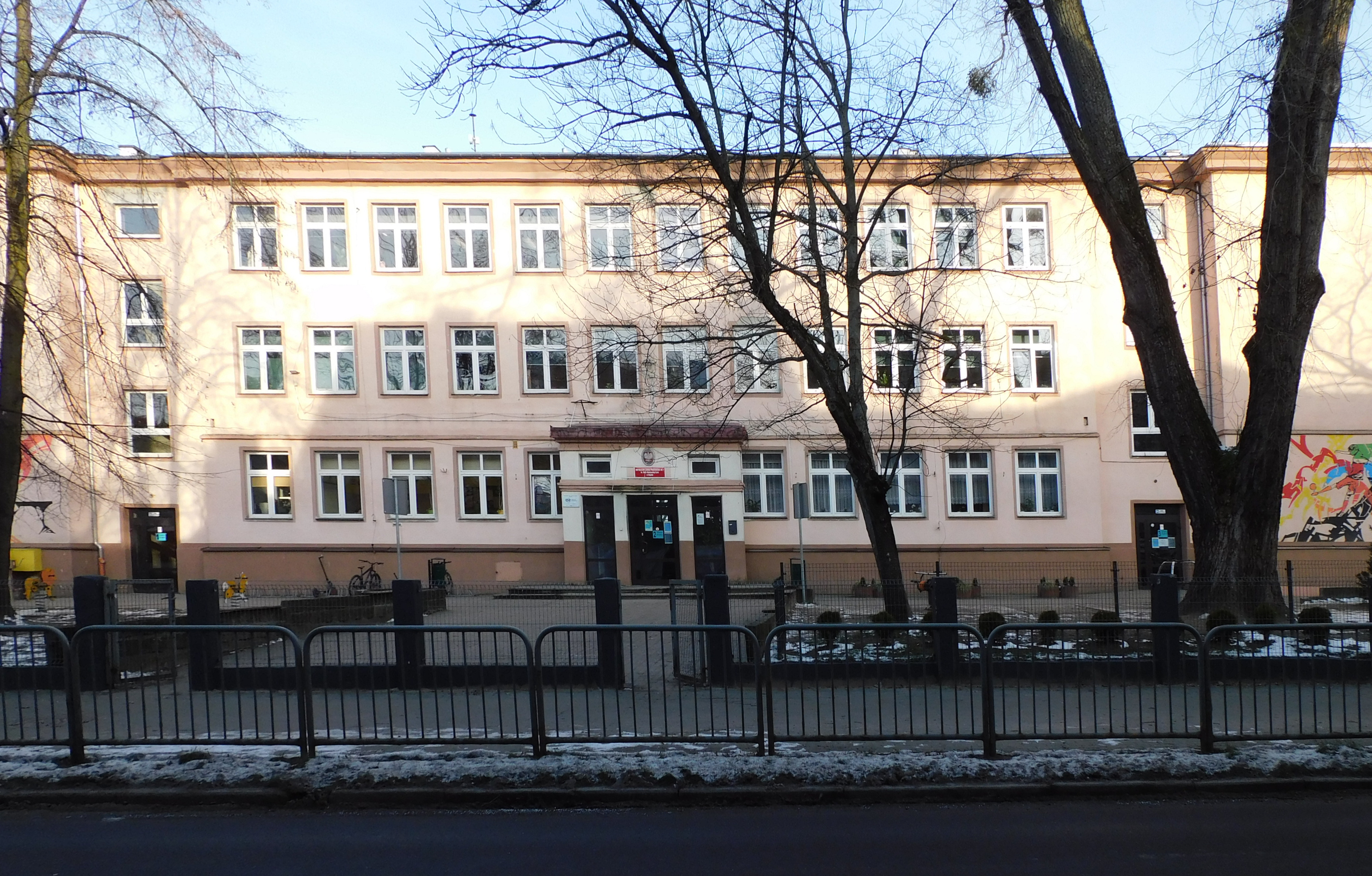
Escola primária Maria Skłodowska-Curie

### Universidades
- Universidade da Pomerânia em Słupsk[56]
- Universidade de Engenharia Econômica de Słupsk[57] (até 2008 Universidade de Negócios Rurais)
- Faculdade de Administração de Gdansk, Filial em Słupsk.

### Escolas de ensino médio
- Escola Secundária I Bolesław Krzywousty[58]
- Escola Secundária Geral II Adam Mickiewicz[59]
- Complexo da Escola Secundária Geral:[60]
  - Escola Secundária IV Krzysztof Kamil Baczyński[61]
  - Escola primária n.º 16 com educação esportiva.
- Escola Secundária Geral V Zbigniew Herbert[62]
- Complexo de escolas secundárias (particulares):
  - Escola Técnica Profissionalizante n.º 1
  - Escola profissionalizante n.º 1
  - Escola secundária geral n.º 10
  - Escola pós-secundária n.º 1
  - Escola Secundária Geral para Adultos n.º 1
  - Escola de ensino médio para adultos
- Complexo escolar “Elektryk” Noblistów Polskich:[63]
  - Escola Técnica n.º 1
  - Escola secundária de educação vocacional n.º 1 com classes de integração
- Complexo de Escolas de Construção e Educação Continuada[64]
  - Escola Técnica Profissionalizante n.º 2
  - Escola Técnica de Ensino Médio n.º 2
  - Escola de Ensino Médio Geral para Adultos
- Complexo de Escola Técnica[65]
  - Escola Técnica n.º 3
  - Escola Secundária de Artes Visuais
  - Escola Secundária de Belas Artes, filial n.º 3, com aulas de integração
- Complexo Escolar de Mecânica e Logística Tadeusz Tański[66]
  - Escola Técnica n.º 4
  - Escola Técnica de Ensino Médio n.º 4
  - Escola Técnica de Ensino Médio n.º 1
- Complexo Escolar de Economia Stanisław Staszic[67]
  - Escola Técnica n.º 5
  - Escola Técnica de Ensino Médio n.º 5
  - Escola Técnica de Ensino Médio n.º 3
- Complexo da Escola Agrotécnica Wladyslaw Reymont[68]
  - Escola Técnica n.º 6
  - Escola Técnica de Ensino Médio n.º 6 com classes de integração
- Complexo Escolar de Tecnologia da Informação:
  - Escola de Ensino Médio de Artes Visuais
  - Escola Técnica de Ensino Médio ZSI
  - Escola de Ensino Médio Militar
  - Escola de Ensino Médio da Polícia
  - Escola de Ensino Médio Psicológica
  - Escola de Campeonatos Esportivos
- Complexo Escolar OST:
  - I Escola de Ensino Médio Social
  - I Escola Primária Social
- Escola secundária júnior
- Escola de Ensino Médio Integral Wacław Sierpiński
- Complexo de escolas uniformizadas:
  - Escola de Ensino Médio Geral Militar
  - Escola de Ensino Médio Superior da Polícia No. 1
  - Escola de Ensino Médio da Guarda de Fronteiras e do Corpo de Bombeiros
- I Escola Secundária Privada União Europeia
- Complexo de escolas secundárias comunitárias:
  - Escola primária comunitária
  - Escola Técnica Comunitária
- Complexo de instalações educacionais:
  - Centro de treinamento vocacional n.º 1
  - Dormitório escolar
- Escola Especial e Centro Educacional UNICEF
  - Escola Especializada de Primeiro Nível para a Indústria
  - Escola Primária
  - Escola de Assimilação ao Trabalho

Escola de ensino médio para adultos “Tokarnia”.
Escola Secundária de Negócios da Pomerânia para Adultos
Escola de Negócios da Pomerânia
Escola de ensino médio geral TEB Edukacja
Escola de ensino médio técnico TEB Edukacja
Escola de ensino médio geral na Escola Superior de Engenharia Econômica
Escola secundária geral pós-secundária para adultos “Cosinus Plus”.
Escola de medicina pós-secundária
Escola pós-secundária privada TEB Edukacja
- Escola de farmácia pós-secundária
- Escola pós-secundária “Cosinus Plus”
- Escola de medicina pós-secundária
- Academia de Educação Médica da Pomerânia
- Escola de comércio de 1.º grau “Złoty Fach”, privada
- Escola industrial de 1.º grau “Rzemiosło”
- Escola de ensino médio de 1.º grau “Cosinus”

### Escolas primárias
- Escola Primária n.º 1 Henryk Sienkiewicz[69]
- Escola Primária n.º 2 Tadeusz Kościuszko[70]
- Escola Primária n.º 3 Janusz Korczak[71]
- Escola Primária n.º 4 Gustaw Morcinek[72]
- Escola Primária n.º 5 Família Grifo[73]
- Escola Primária n.º 6 Ludwik Waryński[74]
- Escola Primária particular n.º 7 Maria Skłodowska-Curie[75]
- Escola Primária n.º 8 Żołnierzy Armii Krajowej[76]
- Escola Primária n.º 9 Stanisław Hryniewiecki[77]
- Escola Primária com Departamentos de Integração n.º 10 Polônia[78]
- Escola Primária n.º 11 Nicolau Copérnico[79]
- Escola Primária Comunitária STO Mikołaj Rej (particular)
- I Escola Primária Social STO Mikołaj Rej
- Escola Primária Católica da Sagrada Família de Nazaré — Ziarno
- Escola Primária Tokarnia
- Escola Primária Social II
- Escola Primária de Campeonatos Esportivos Dr. Jerzy Krzysztofowicz
- Escola primária privada “Sukces”

## Cultura

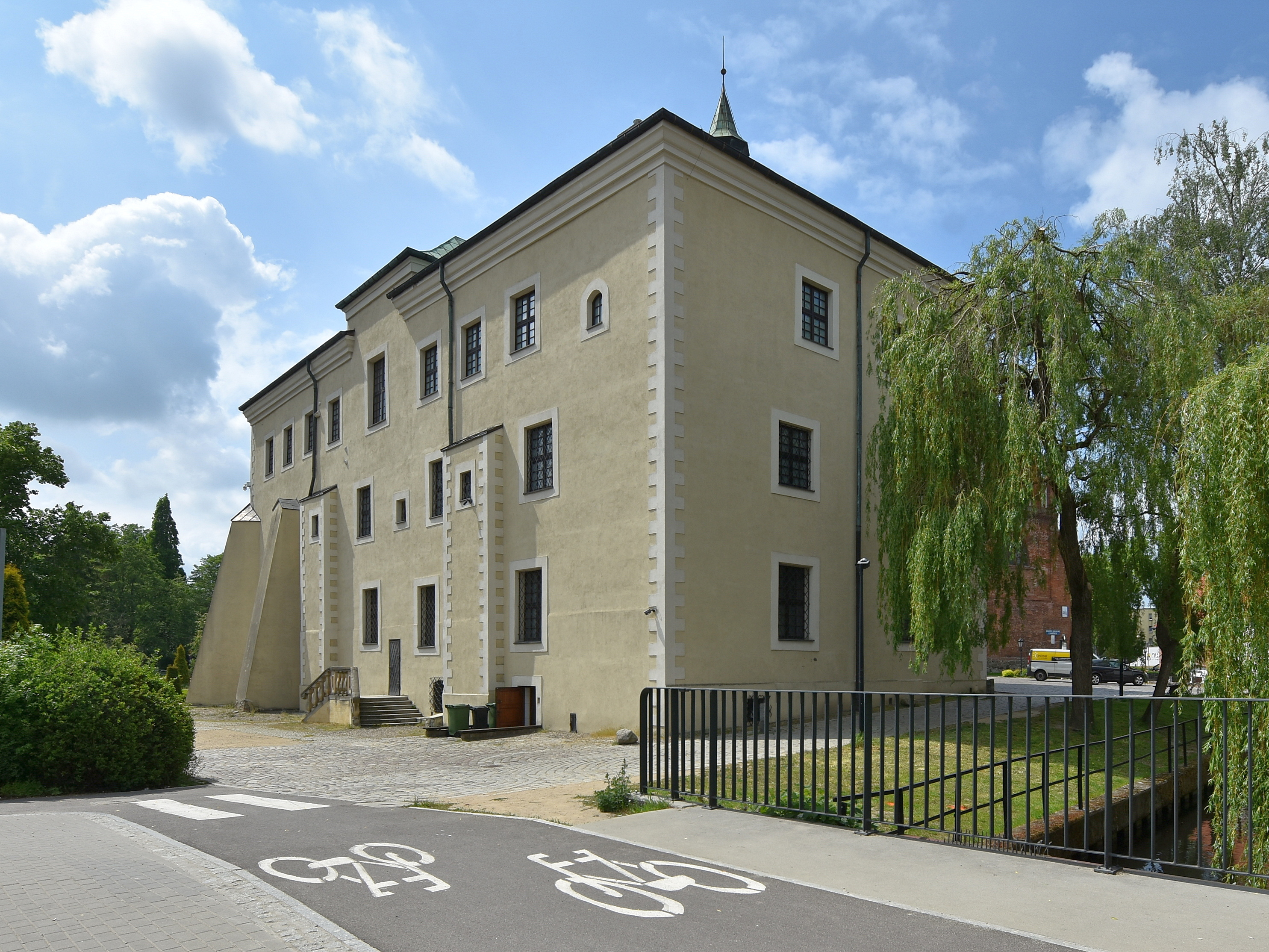
Castelo dos Duques da Pomerânia, sede do Museu da Pomerânia Central

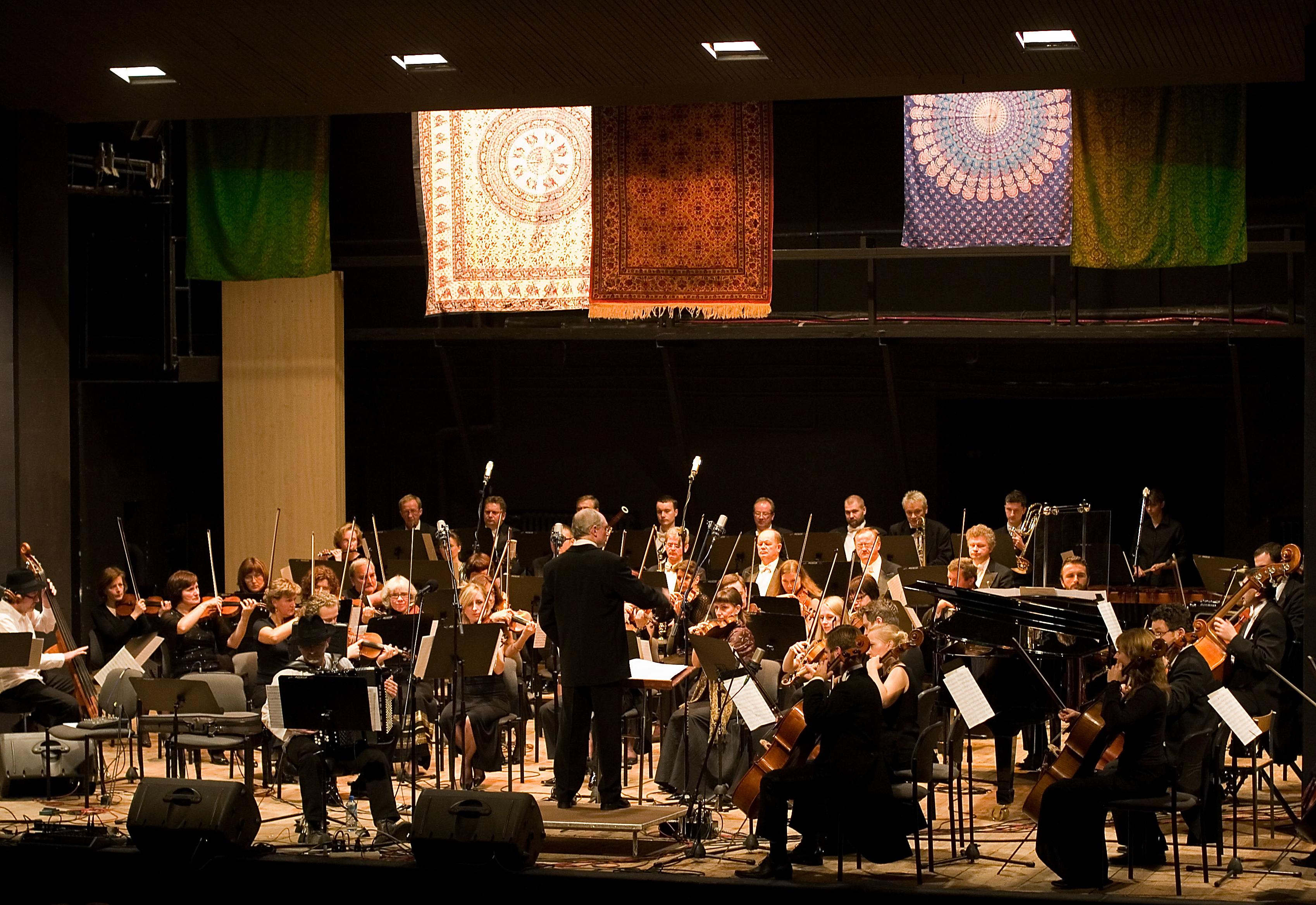
Orquestra Filarmônica “Sinfonia Baltica”

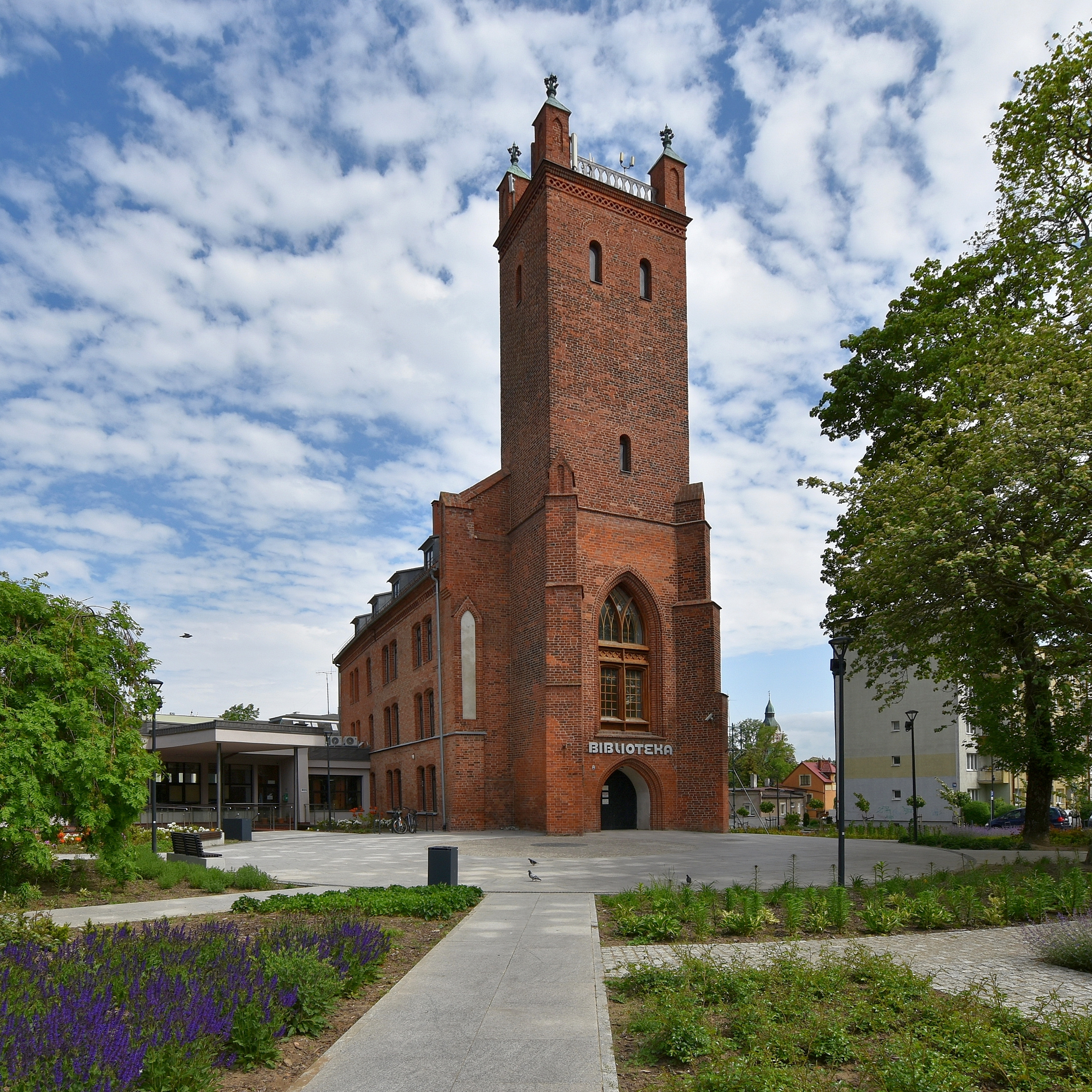
Antiga igreja de São Nicolau, atualmente a Biblioteca Pública Municipal

Słupsk é um centro cultural suprarregional. Ali são realizados festivais de renome nacional, como o Festival de Piano Polonês, o Festival de Jazz Komeda, o Jesienny Przeciąg Gitarowy, o Confrontos da Arte Feminina, o Festival de Cultura Oriental “Mundus Orientalis”, o Schaefferiada, o Festival de Jovens Talentos “Niemen Non Stop”. A cidade abriga a Orquestra Filarmônica Polonesa Sinfonia Báltica e quatro teatros: o Novo Teatro Witkacy em Słupsk, o Teatro Estatal de Marionetes “Tęcza”, o vanguardista Teatro “Rondo” e o Teatro Władca Lalek.
O Castelo dos Duques da Pomerânia, em Slupsk, abriga o Museu da Pomerânia Central, que apresenta coleções sobre a história da região, como o mapa original de Lubinius de 1618, os sarcófagos de estanho de Anna e Ernest Boguslaw von Croy, uma tapeçaria representando os duques da Pomerânia (obra de Helena e Tadeusz Gałkowski) e uma exposição permanente de arte pomerana (“Arte Pomerana Antiga”). O Museu da Pomerânia Central também possui uma grande coleção de obras de Otto Priebe e a maior coleção de obras de Witkacy do mundo. Exposições temporárias também são realizadas com frequência.
O vizinho Castelo do Moinho, o mais antigo edifício industrial sobrevivente na Polônia, apresenta uma exposição permanente intitulada “A realidade cultural da Pomerânia no passado e no presente”. A exposição mostra a totalidade das mudanças e processos culturais que ocorreram nas terras ocidentais no século passado.
O Celeiro Richter, também parte do complexo do castelo, apresenta exposições temporárias sobre uma variedade de temas.
Słupsk já teve cinco cinemas, incluindo o cinema “Millennium” no Mercado Antigo, construído em 1963 como um dos primeiros do país com o chamado cinerama. O cinema “Rejs” funciona no Centro Cultural da Juventude, na rua Maja, 3, e um multiplex no centro comercial Jantar, na rua Szczecińska.
Em 2008, a Biblioteca Digital Báltica foi fundada em Słupsk, disponibilizando em formato digital as coleções referentes à cidade e à região. Pelo projeto da Biblioteca Digital do Báltico em 2009, a Biblioteca Pública da Cidade de Słupsk recebeu o prêmio de terceiro lugar na final do concurso Líder em Gestão de Governo Local na categoria cultura.

### Eventos cíclicos

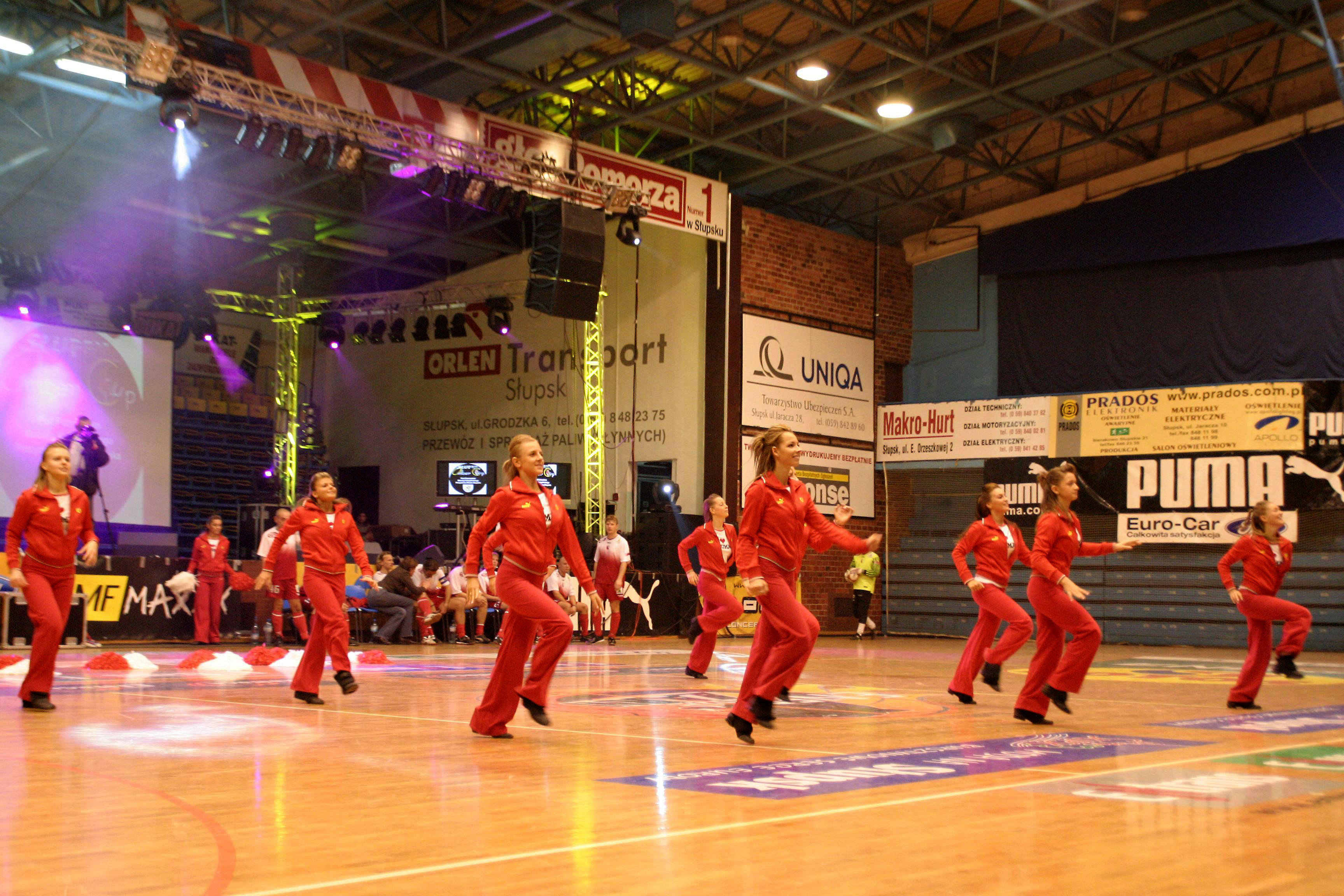
Copa Âmbar, realizada até 2012 em Słupsk

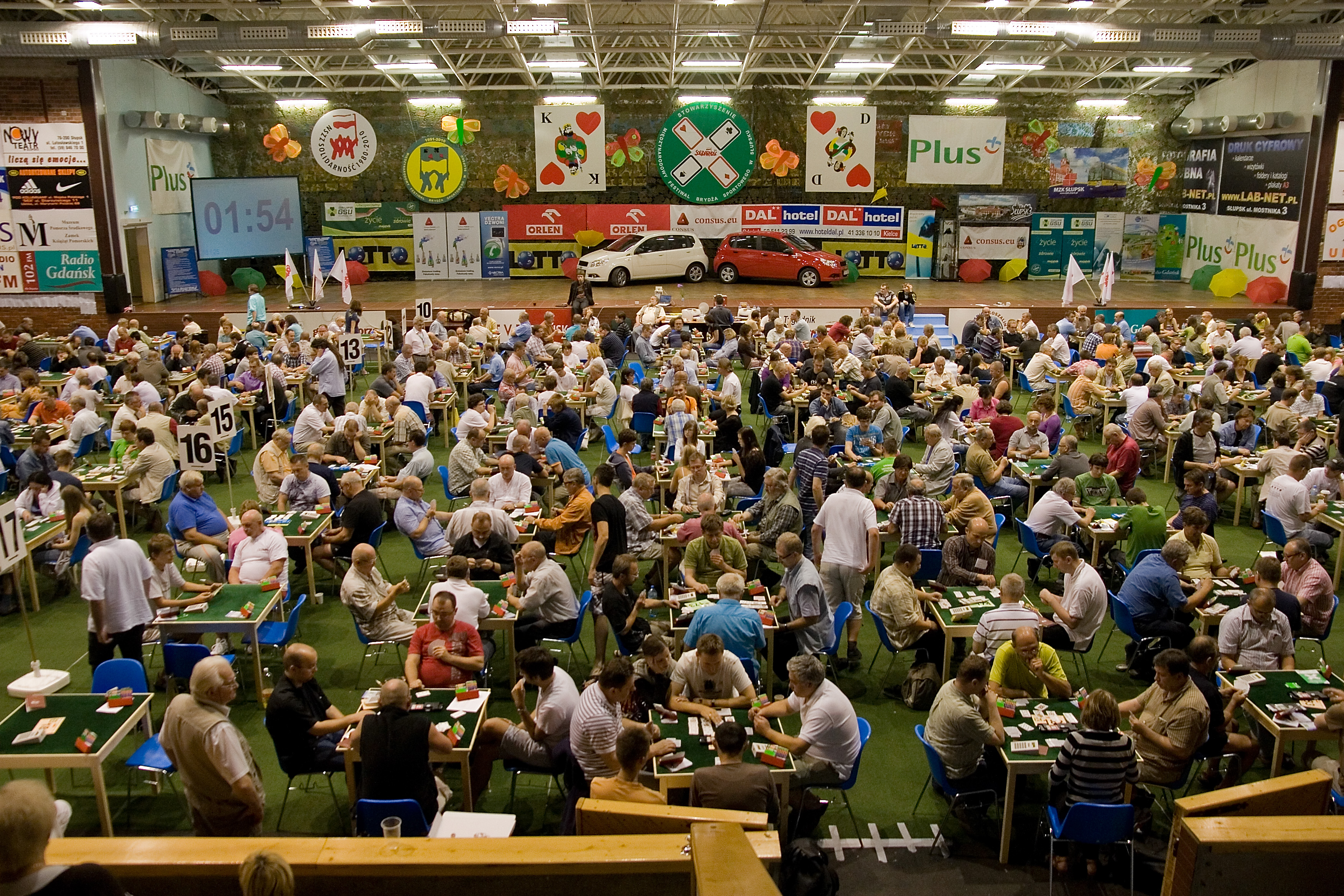
Słupsk, Festival de Bridge Esportivo Solidário

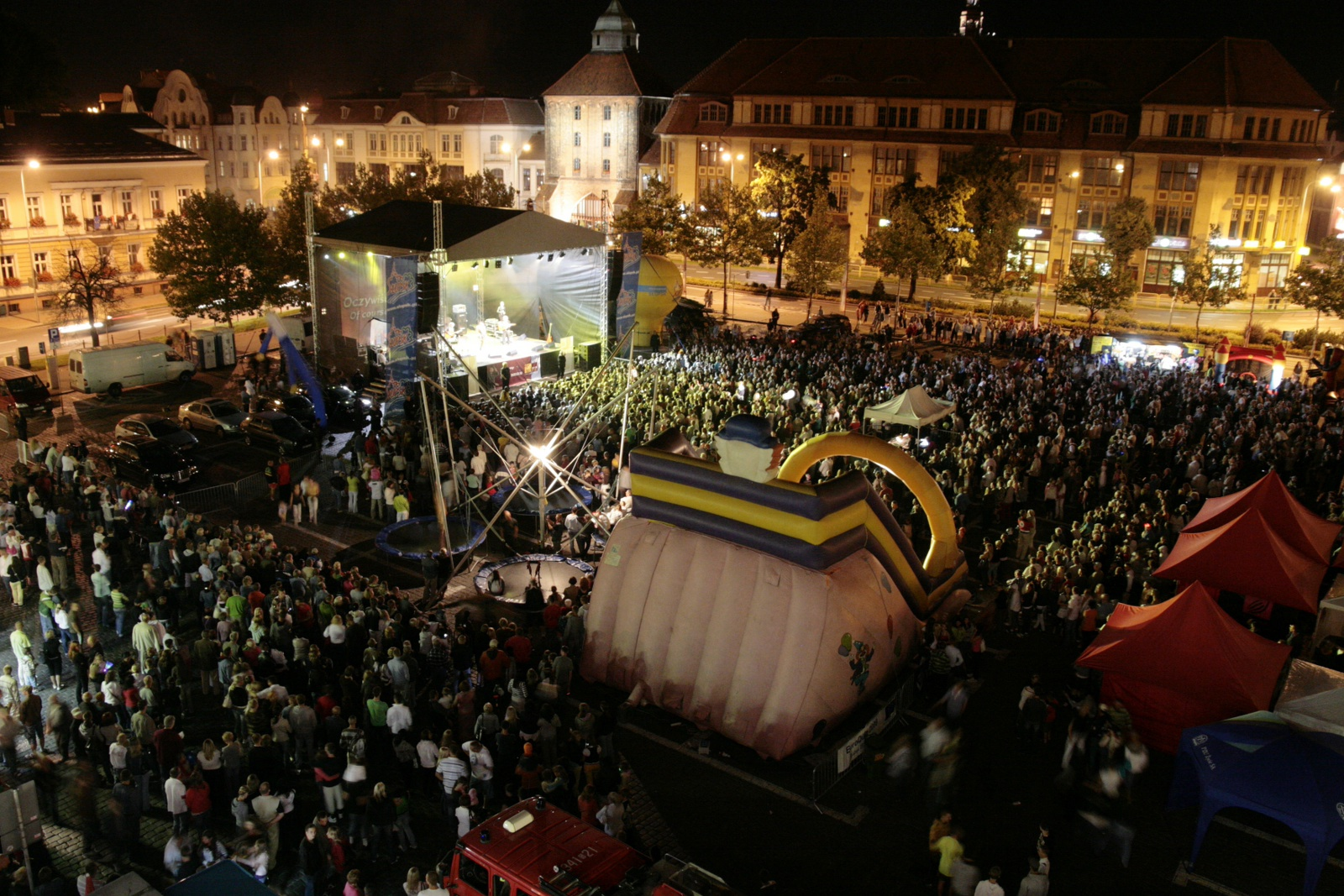
Słupsk, Festival do Peixe

- Encerramento da Grande Orquestra de Caridade de Natal (janeiro)
- Grande final da Grande Orquestra de Caridade de Natal (janeiro)
- Resenha dos Três Teatros (Teatro Rondo, Novo Teatro Witkacy, Teatro de Marionetes “Tęcza”) (março)
- Feira de Páscoa de Słupsk (março/abril)
- Festival de teatros de marionetes e de sombras (abril)
- SALWA — Lançamento artístico local de Słupsk (maio)
- Dia Municipal da Criança combinado com uma regata interescolar nas margens do rio Słupia (junho)
- Festa no jardim da Karol (junho, julho e agosto)
- Mercado de férias de Słupsk (junho–julho–agosto–setembro)
- Festa de aniversário da prefeitura (julho)
- Festival de Piano Polonês em Słupsk (setembro)
- Dias da cultura judaica (setembro)
- Festival Internacional “Witkacy pod strzechy” (setembro)
- Komeda Jazz Festival (outubro)[89]
- Festival de lugares para mulheres (novembro)
- Feira de Natal de Słupsk (dezembro)

### Meios de comunicação
- Televisão
  - Televisão a cabo de Słupsk (Canal 6)
  - Televisão Słupsk (na rede Vectra)
  - TVP3 Gdansk — Escritório editorial em Słupsk
- Rádio
  - Radio FaMa Słupsk
  - Radio Słupsk — escritório editorial de campo da rádio Koszalin.
  - Rádio Gdansk — escritório editorial de campo em Słupsk
  - RMF Maxxx Pomerania
- Imprensa
  - Głos Pomorza — Dziennik Pomorza Środkowego
  - “Dziennik Słupski” — suplemento do Dziennik Bałtycki
  - “Nasze Miasto” — jornal diário gratuito de Słupsk e Ustka
  - “Moje Miasto”, jornal quinzenal gratuito da cidade
  - “Zbliżenia” — jornal regional quinzenal
  - “Echo Słupsk”, revista mensal gratuita
  - “Teraz Słupsk” — semanário gratuito da cidade
  - “Kurier Obywatelski” — jornal comunitário mensal gratuito
  - “Kurier Słupski” — semanário gratuito
- Portais da Internet
  - gp24.pl[90] – serviço da web da Głos Pomorza
  - 10minut.tv[91] – serviço de notícias local
  - nowyslupsk.pl[92] – serviço de orientação local
  - hej.slupsk.pl[93] — serviço de notícias de Słupsk e da região

## Administração

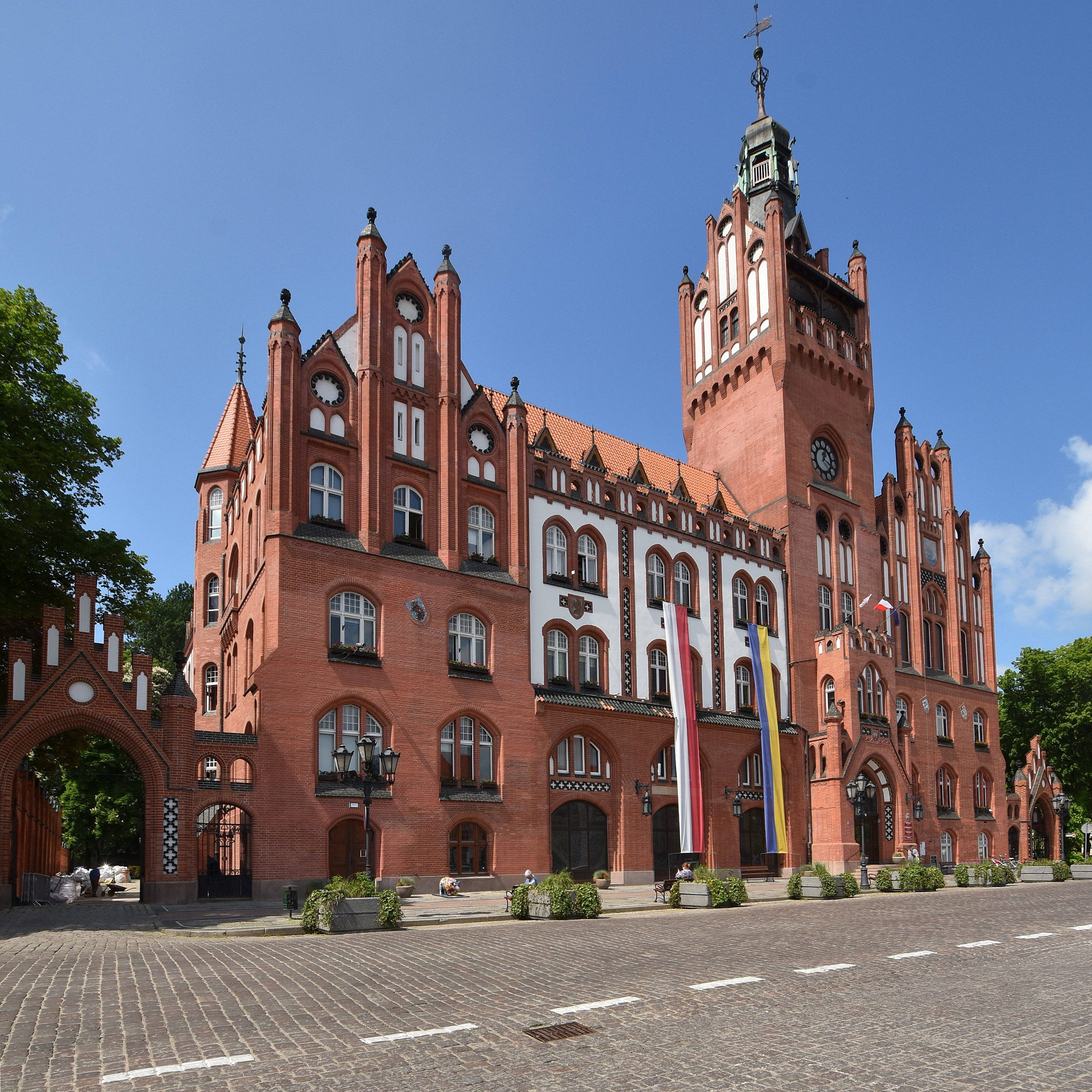
Prefeitura Municipal

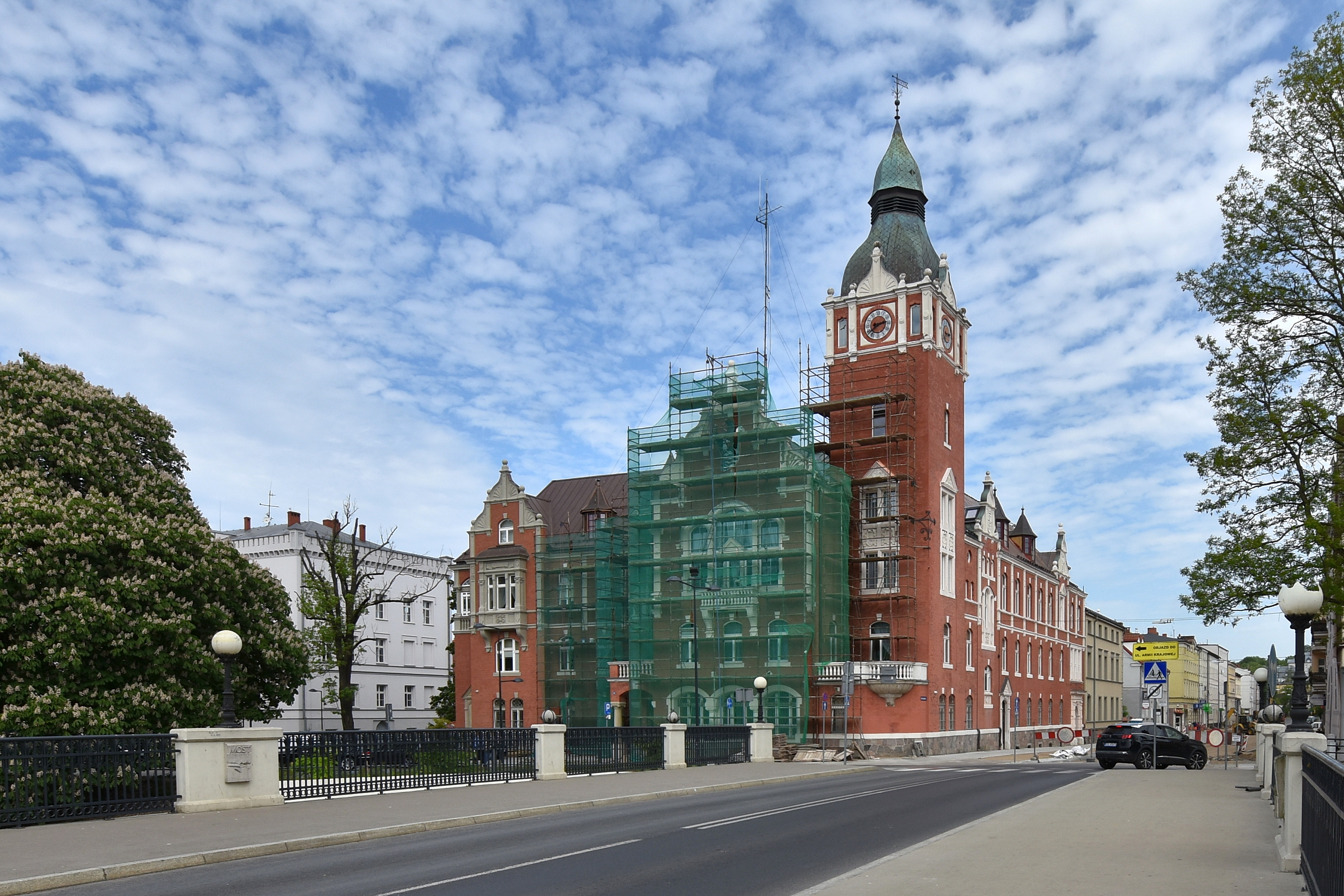
Escritório do condado

Słupsk é uma cidade com direitos de condado. Os residentes elegem 23 conselheiros para o Conselho Municipal de Słupsk. O órgão executivo das autoridades é o presidente da cidade de Słupsk. A sede das autoridades municipais é a prefeitura na praça Zwycięstwa.

## Distritos e conjuntos habitacionais de Słupsk

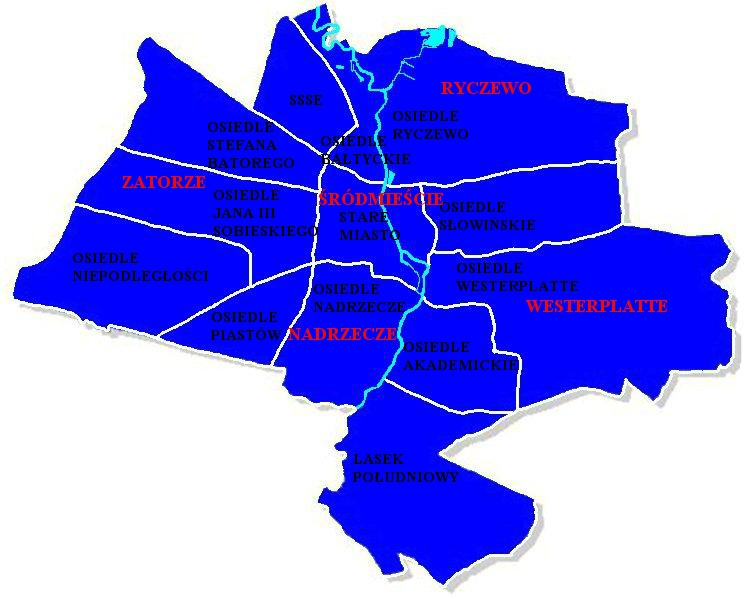
Distritos e conjuntos habitacionais de Słupsk

Nenhuma unidade subsidiária foi separada em Słupsk. A ideia de dividir a cidade em 11 distritos, onde seriam instalados conselhos de conjuntos habitacionais, foi apresentada em 2010 pelo então candidato a prefeito, Zbigniew Konwiński, mas não foi concretizada. No estudo das condições e direções do desenvolvimento espacial preparado pela prefeitura, a cidade foi dividida em oito zonas de políticas espaciais, agrupando assentamentos habituais baseado em dados históricos e comprovados. Essa divisão é mostrada na tabela abaixo.
| Zona                     | Comunidades tradicionais |
| ------------------------ | --- |
| I “Centro”               | Conjunto habitacional do Báltico (parte sul), Cidade Velha, Podgrodzie                                                                    |
| II “Norte”               | Conjunto habitacional do Báltico (parte norte), Zona econômica especial de Słupsk                                                         |
| III “Vale do Rio Słupia” | Floresta do Sul, áreas verdes não urbanizadas na parte norte da cidade                                                                    |
| IV “Vale Zieleńca”       | Conjunto habitacional Słowińskie, Ryczewo                                                                                                 |
| V “Vale da Lagoa”        | Dolina Stawów, Conjunto habitacional Acadêmico, Westerplatte                                                                              |
| VI “Nadrzecze”           | Nadrzecze |
| VII “Zatorze Sul”        | Conjunto habitacional Niepodległości, conjunto habitacional Piastów, conjunto habitacional Oeste (parte sul)                              |
| VIII “Zatorze Norte”     | Conjunto habitacional Króla Jana III Sobieskiego, conjunto habitacional Króla Stefana Batorego, conjunto habitacional Oeste (parte norte) |

Distritos e conjuntos habitacionais de Słupsk
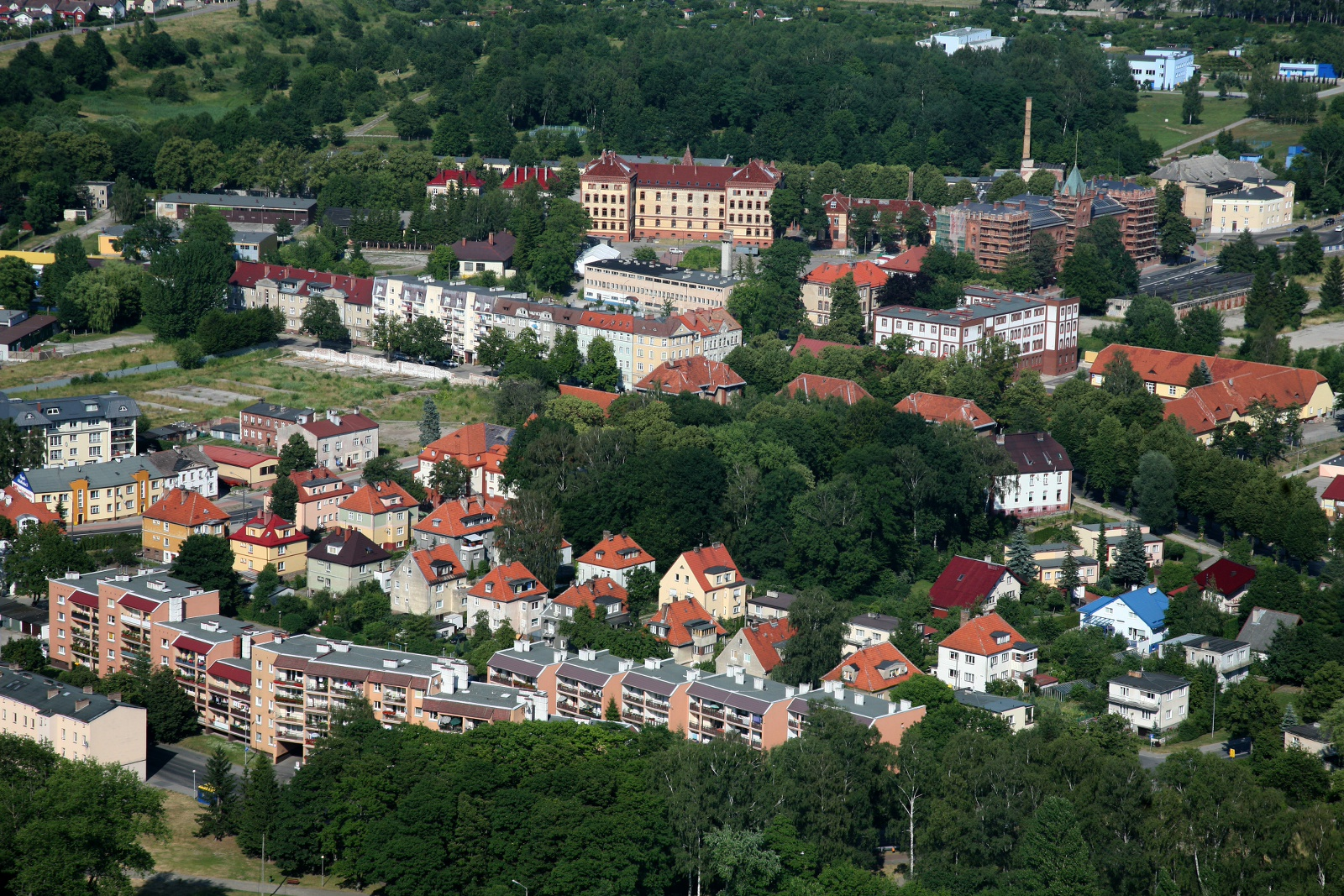
Westerplatte
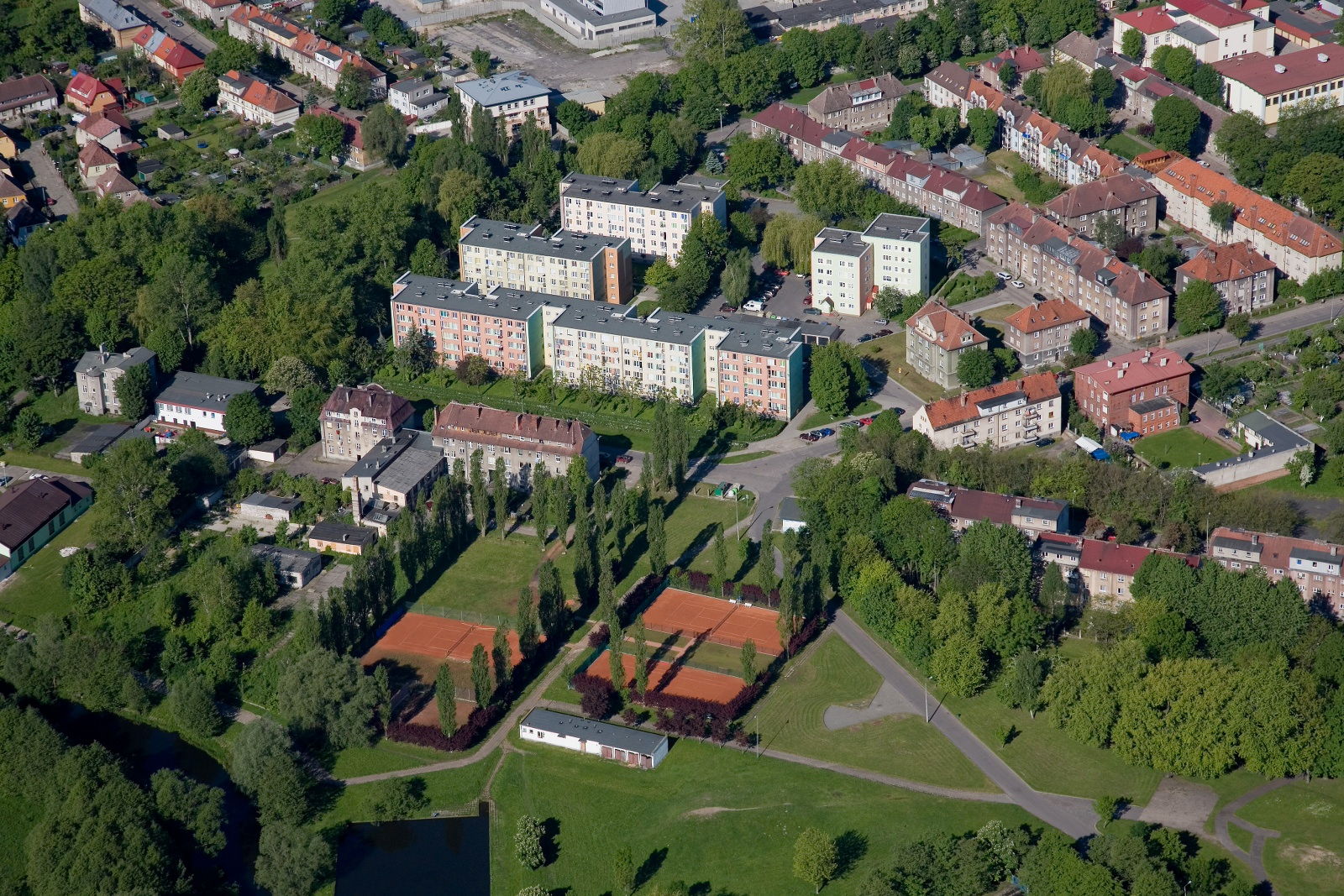
Nadrzecze
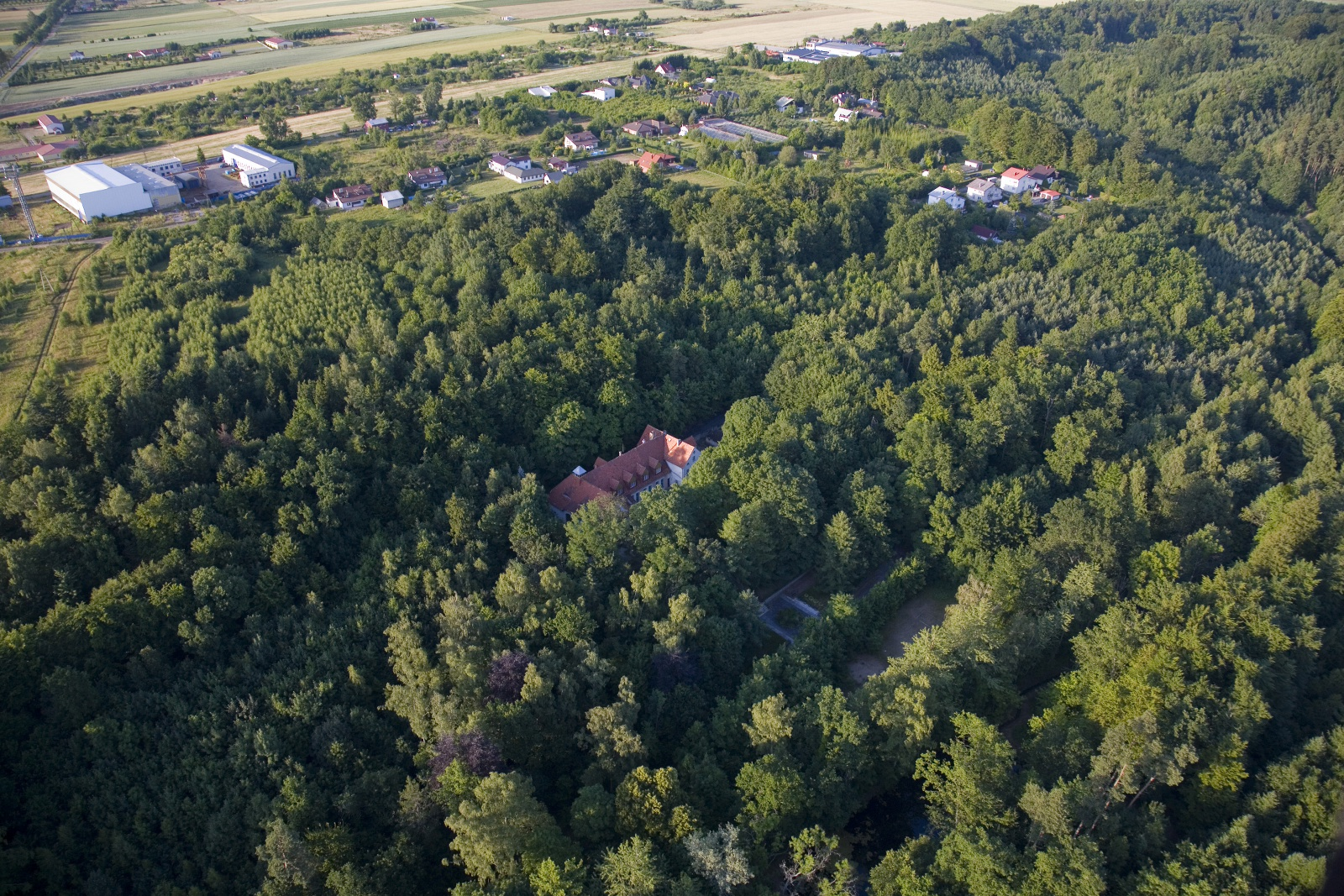
Ryczewo
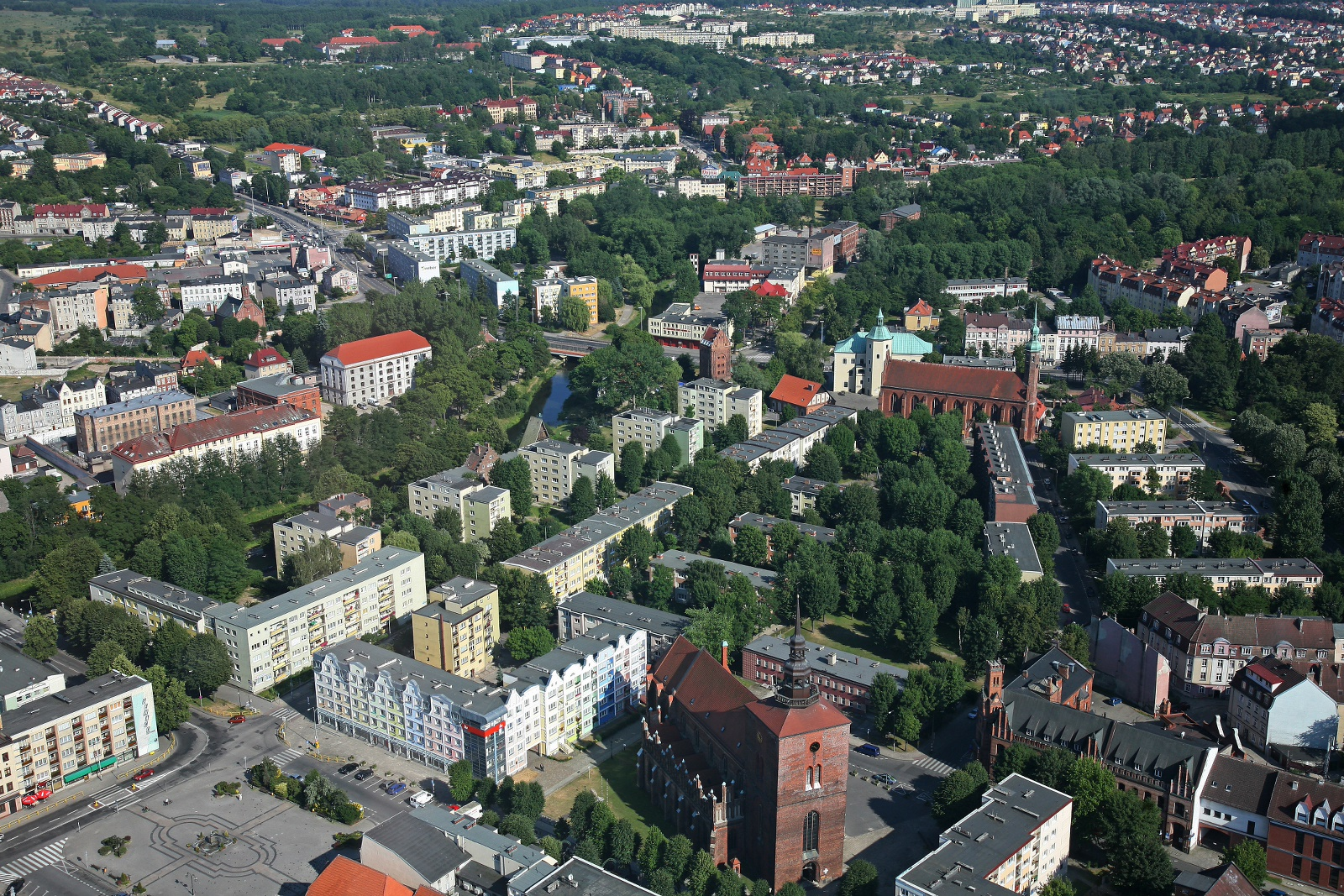
Centro
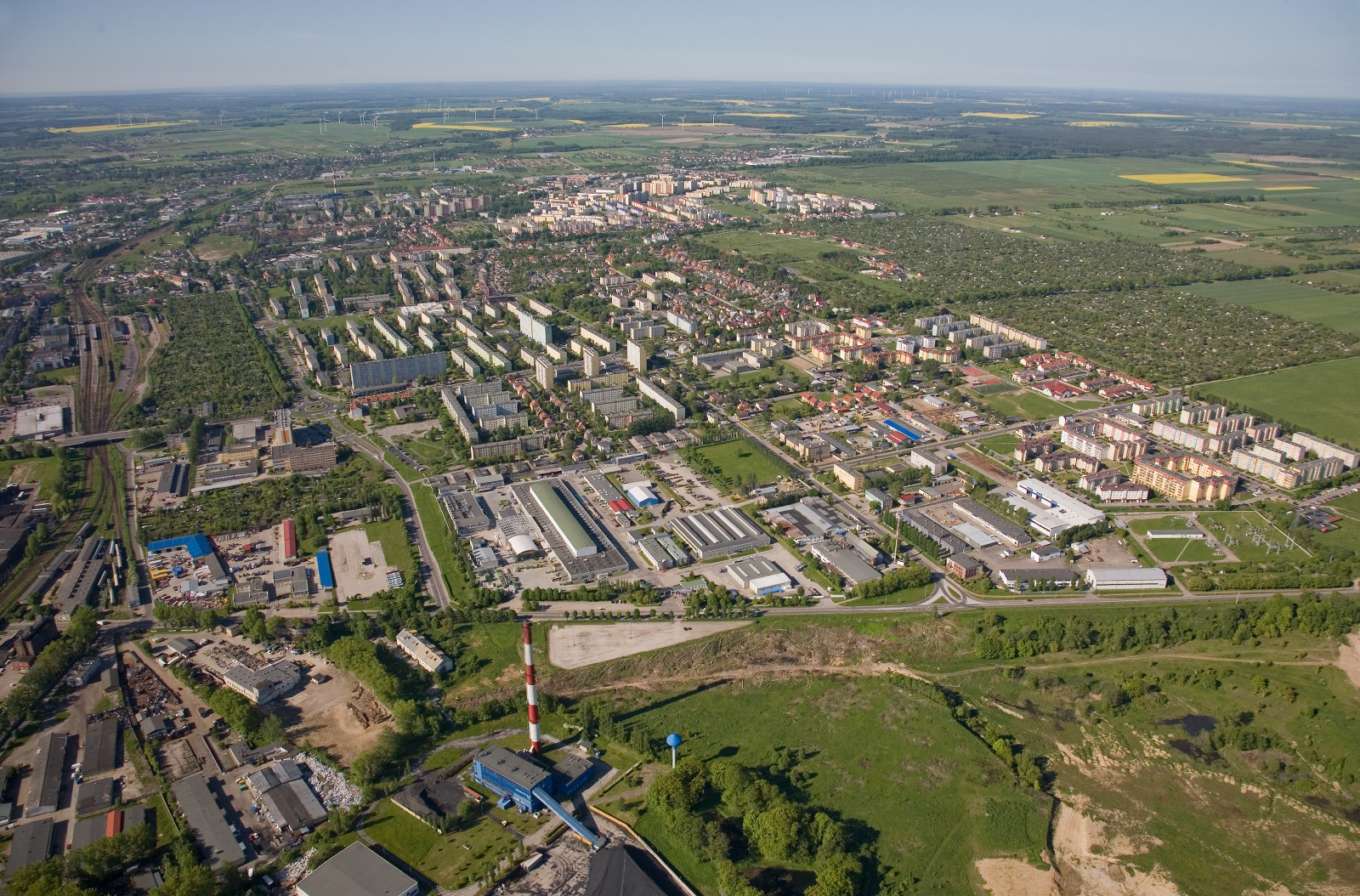
Zatorze
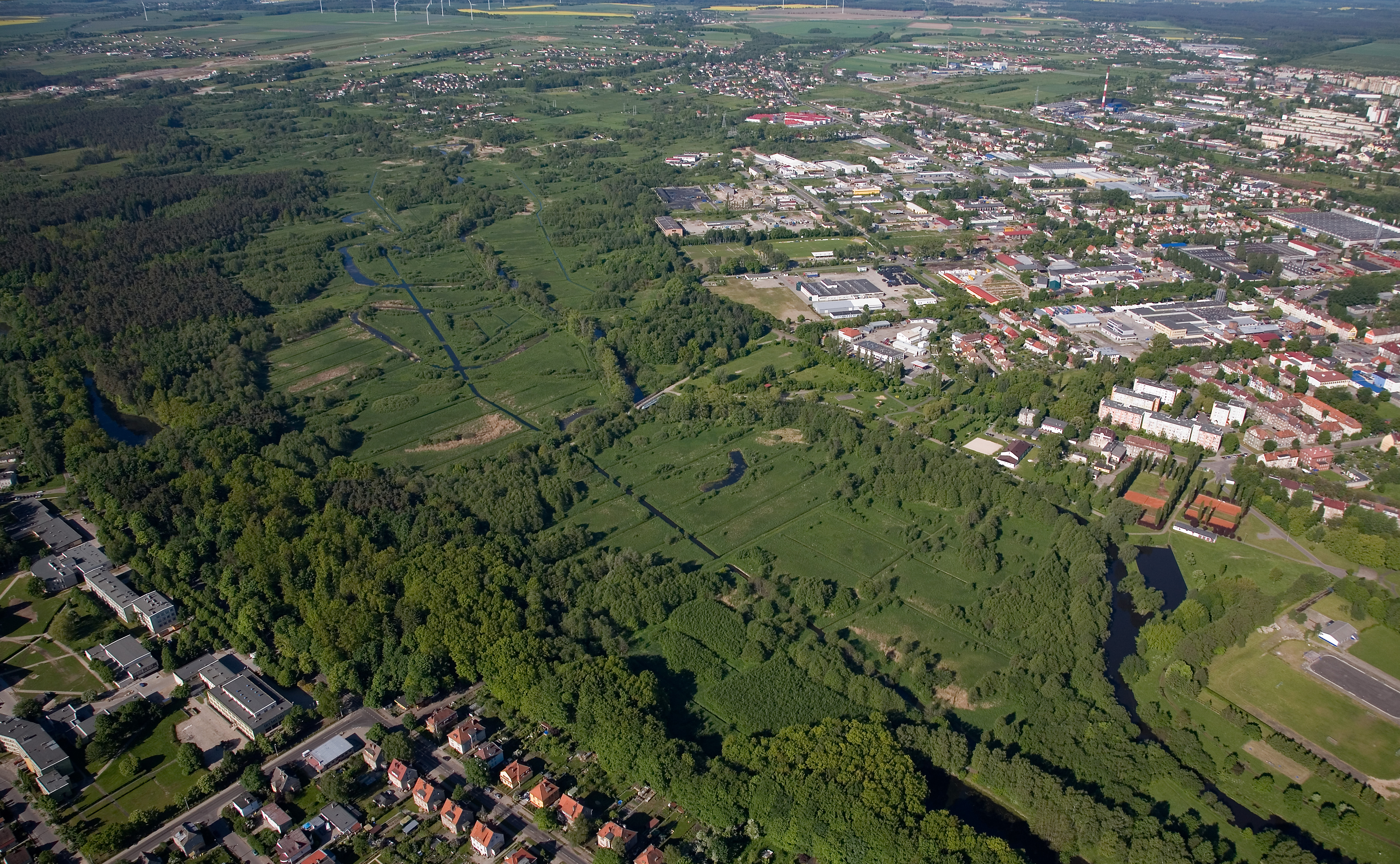
Rio Słupia

Antes da Segunda Guerra Mundial, o condado urbano de Stolp incluía, além da própria cidade, dez lugares habitados (Wohnort): Abdeckerei, Am Dornbrink, Ausbau bei Gumbin, Chaussehaus bei Neumühl, Hildebrandtshof, Lohmühle, Sankt Georg, Schützenheim, Waldkater e Walkmühle — no entanto, essa divisão não sobreviveu até os dias atuais, apesar do estabelecimento de alguns dos nomes pela Comissão sobre o estabelecimento de nomes de lugares e sua persistência nos anos pós-guerra.
Em 29 de dezembro de 2021, o Conselho Municipal de Słupsk iniciou o procedimento para a incorporação de sete vilarejos vizinhos (total ou parcialmente) à cidade: Bierkowo, Krępa Słupska, Płaszewko, Strzelino, Włynkówko, Siemianice e Swochowo-Niewierowo, o que foi recebido com protestos dos moradores que vivem nessas aldeias. As áreas reivindicadas por Słupsk cobriam quase 60 km² e renderam mais de 8,3 milhões de PLN em receita de imposto predial e 9,4 milhões de PLN em imposto de renda pessoal na época. Finalmente, a partir de 1 de janeiro de 2023, Słupsk foi ampliada em 9,56 km² de partes desabitadas das sołectures de Bierkowo, Strzelino e da área de investimento em Płaszewko, ou seja, em 22%.
No banco de dados SIMC mantido pelo Escritório Central de Estatística, que faz parte do registro TERYT, apenas uma parte da cidade é distinguida: Ryczewo. A prefeitura de Słupsk solicitou que esse nome fosse formalmente abolido.

## Cooperação internacional
Słupsk coopera estreitamente com a cidade litorânea de Ustka, entre outras, para formar uma bicidade. Słupsk é membro de:
- União das Cidades Polonesas|,
- Nowa Hanza (desde 2007, Słupsk é a coordenadora das atividades da União das Cidades Hanseáticas Polonesas e representa as outras cidades polonesas na União),
- União das Cidades Bálticas,
- União dos Condados Poloneses,
- Energy Cities,
- Associação de cidades e municípios da bacia dos rios Słupia e Łupawa.

A cidade é a sede das autoridades do condado de Słupsk e da comuna rural de Redzikowo. O Escritório Marítimo em Słupsk e uma filial do Escritório do Marechal da Voivodia da Pomerânia também estão localizados aqui.

#### Cidades gêmeas de Słupsk e Ustka

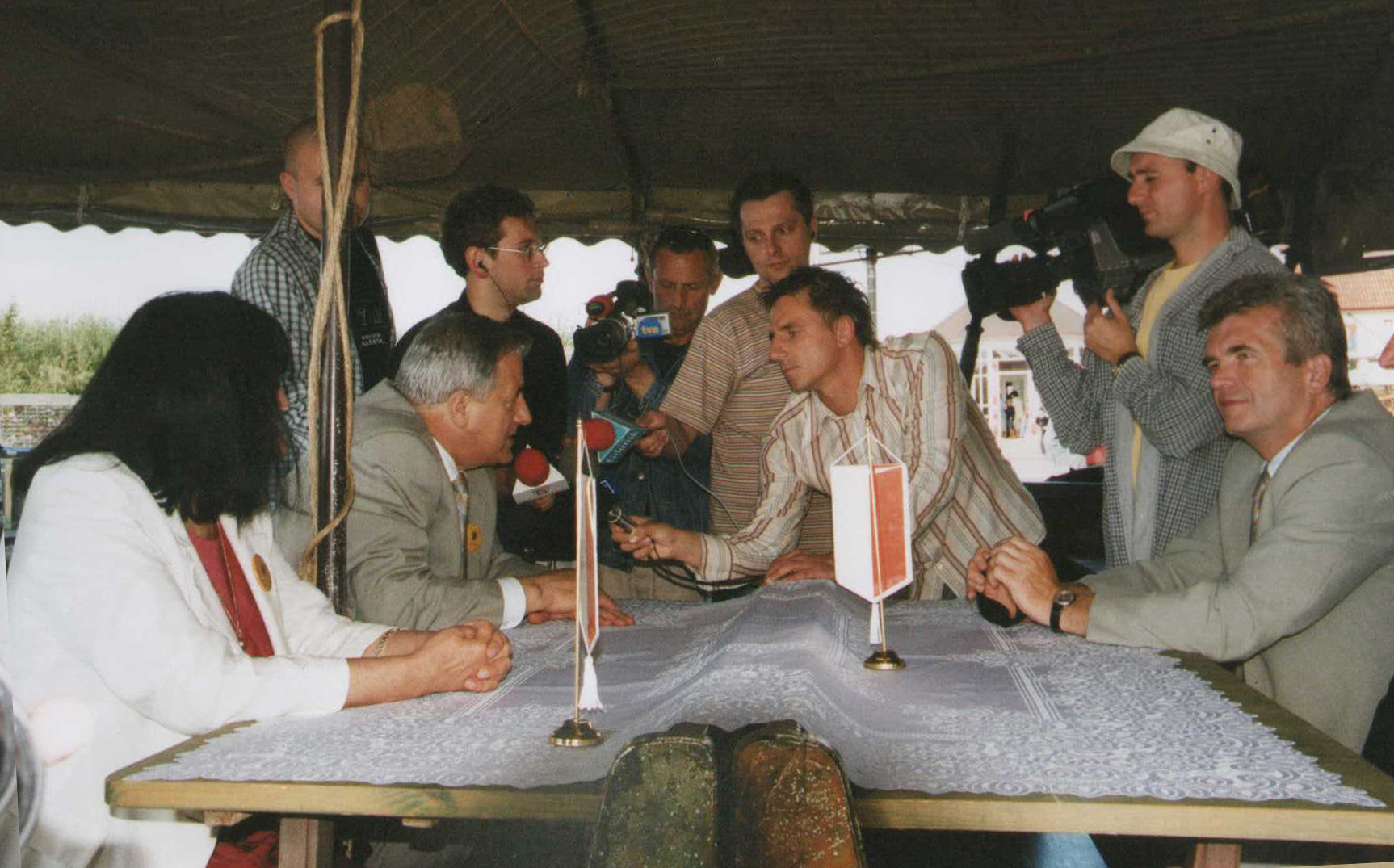
Assinatura do acordo de geminação entre Słupsk e Ustka em 2003

Em 13 de julho de 2003, uma declaração de cooperação na estrutura da Cidade Gêmea foi assinada entre as autoridades de Słupsk e Ustka. O ato em si foi assinado em um navio que navegava perto de Ustka. O acordo foi assinado pelo prefeito de Słupsk, Maciej Kobyliński, e pelo prefeito de Ustka, Jacek Graczyk. A declaração sobre cooperação na estrutura das Cidades Gêmeas foi assinada para promover e desenvolver conjuntamente as duas cidades, de modo que suas ofertas pudessem se complementar e atender abrangentemente às expectativas dos turistas.
Słupsk e Ustka estão mais próximas uma da outra. Juntas, elas serão mais fortes — sob esse lema, a declaração foi assinada.

#### Cooperação Tripla
A fórmula de cooperação de três cidades europeias, ou seja, a cooperação trilateral Carlisle — Flensburg — Słupsk, foi a que melhor se desenvolveu. Na estrutura do chamado Pacto Tripartite, ou seja, o acordo assinado em 28 de junho de 1988 em Flensburg, é implementada uma política de cooperação entre associações, grupos de jovens, artistas, cidadãos e, com o mesmo rigor, entre autoridades municipais e conselheiros.
Exemplos de cooperação: Todos os anos, em um ciclo de três anos, representantes das autoridades municipais das três cidades amigas se reúnem, trocam experiências e definem programas para cooperação futura. Os intercâmbios de jovens também são realizados em uma base rotativa. O Carlisle — Flensburg — Słupsk. Um encontro trilateral de cidades, é realizado anualmente. Os visitantes se reúnem com as autoridades de Słupsk e os jovens que participam do intercâmbio anual. Muitas iniciativas são discutidas, por exemplo:
- Solicitação conjunta de fundos da União Europeia para preencher lacunas de desenvolvimento
- Troca de experiências no campo da economia municipal e da proteção ambiental, assuntos sociais
- Desenvolvimento de intercâmbios culturais e artísticos

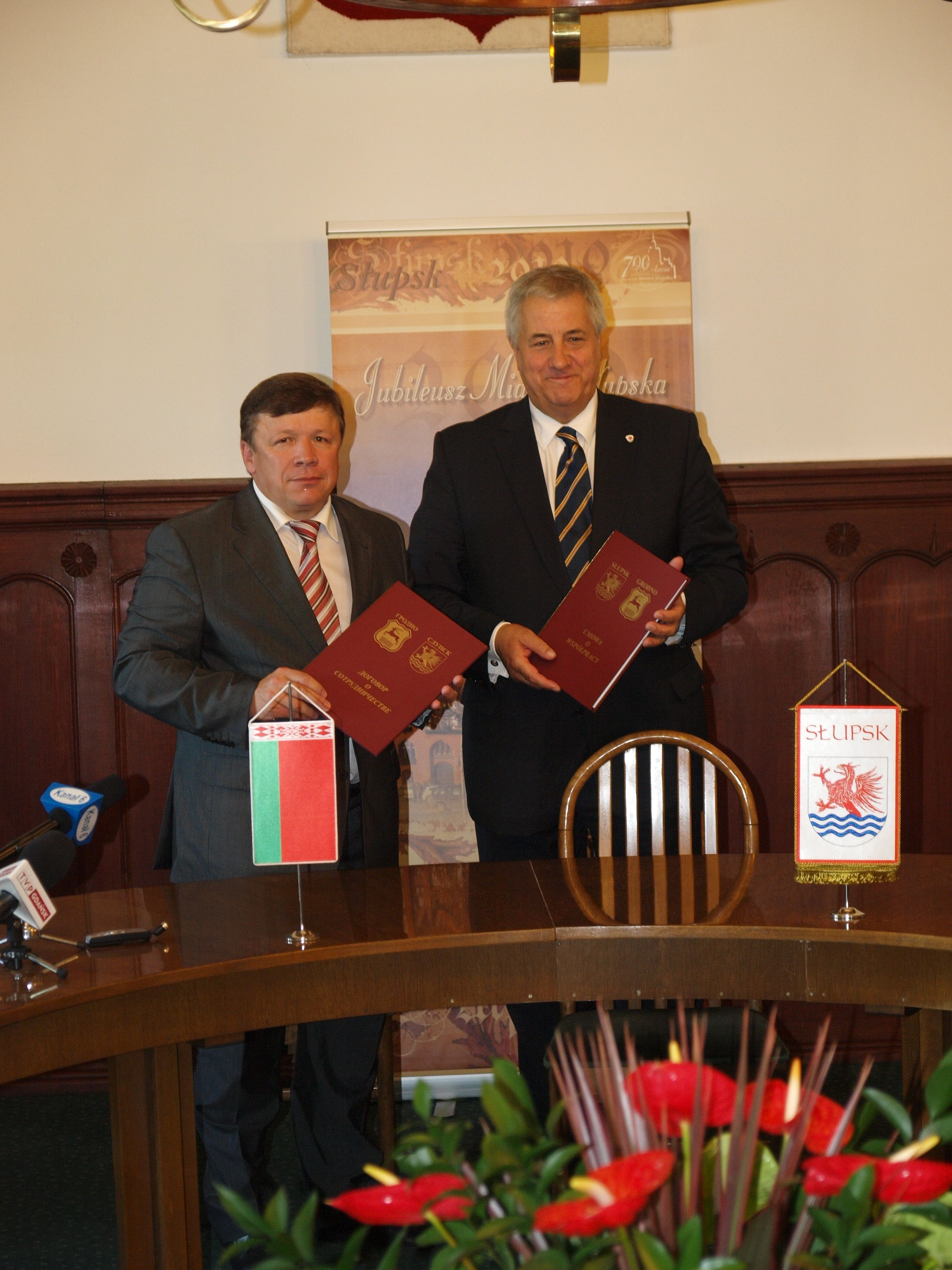
Assinatura de um acordo de parceria entre Słupsk e Hrodna

A parceria de cooperação em 2007 entre Flensburg e Słupsk resultou em uma exposição fotográfica mostrando Flensburg e seus arredores, preparada pelo Landschaftsmuseum-Angeln, bem como em uma reunião de arquitetos poloneses e alemães em Flensburg, de 8 a 11 de novembro de 2007. Foram discutidas questões de gerenciamento espacial e métodos de preservação do patrimônio cultural na arquitetura.
Artistas das cidades parceiras participaram de um encontro internacional de escultura ao ar livre organizado pela cidade de Słupsk. O tema do seminário ao ar livre foi o Urso da Felicidade de Słupsk. A madeira foi o material escolhido pelos escultores. As obras foram criadas em um período de duas semanas e colocadas nas ruas de Słupsk em 2007. Outro laboratório de pintura ao ar livre foi realizado em setembro de 2007.

#### Acordo com Hrodna
O acordo com Hrodna foi concluído em 30 de julho de 2010 e pressupõe que ambas as cidades se esforçarão para criar um clima favorável ao desenvolvimento das relações entre a República da Polônia e a República da Bielorrússia. A cooperação deve ser implementada em vários níveis, incluindo: social, econômico e cultural. Słupsk coopera com Hrodna por muitos anos. O fruto dessa cooperação é o trabalho ativo realizado há mais de 20 anos pelas autoridades de Słupsk em cooperação com a Sociedade de Amigos de Vilnius e Hrodna em Słupsk, que foi a iniciadora do acordo de parceria entre Słupsk e Hrodna.
Em 28 de abril de 2010, o Conselho Municipal de Słupsk adotou uma resolução sobre a assinatura de um acordo de parceria entre a cidade e Hrodna.
Em vista da invasão russa na Ucrânia, que começou em 24 de fevereiro de 2022, o Conselho Municipal de Słupsk, em 2 de março de 2022, em uma sessão especialmente convocada, aprovou uma resolução para encerrar a cooperação com Hrodna, bem como com a cidade russa de Arcangel.

## Słupsk como guarnição militar

### Unidades estacionadas antes de 1939
- 5.º Regimento de Hussardos — desde 1744; unidade transferida de Köpenick.

### Unidades estacionadas após 1945
- 28.º Regimento de Aviação de Caça (dissolvido);
- 19.º Esquadrão de Rebocadores Aéreos (dissolvido);
- 7ª Brigada de Defesa Costeira da Pomerânia
- A base antimísseis GBI dos Estados Unidos está localizada em Redzikowo como parte do chamado “escudo antimísseis”.

## Comunidades religiosas

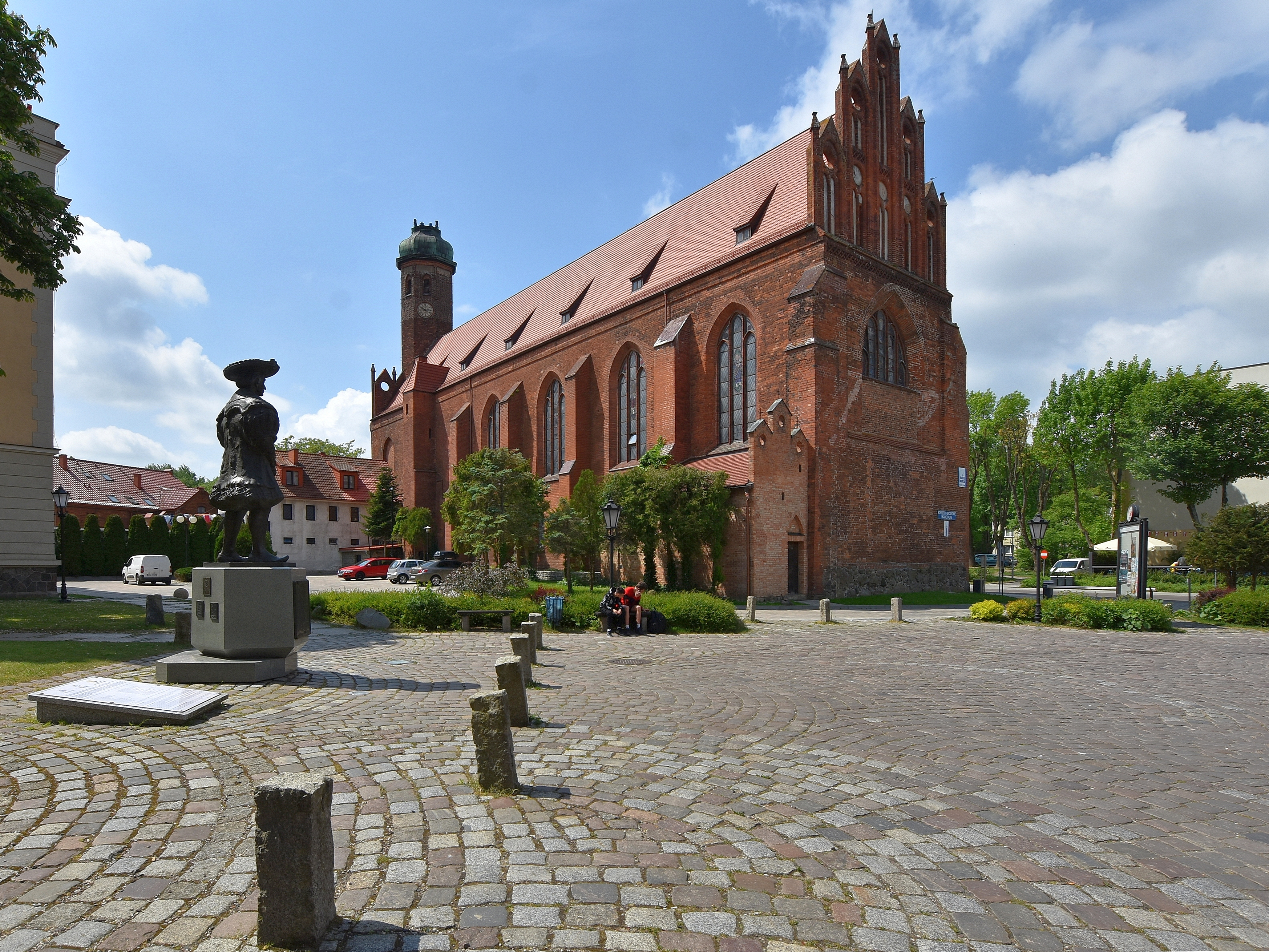
Igreja de São Jacinto (católica romana)

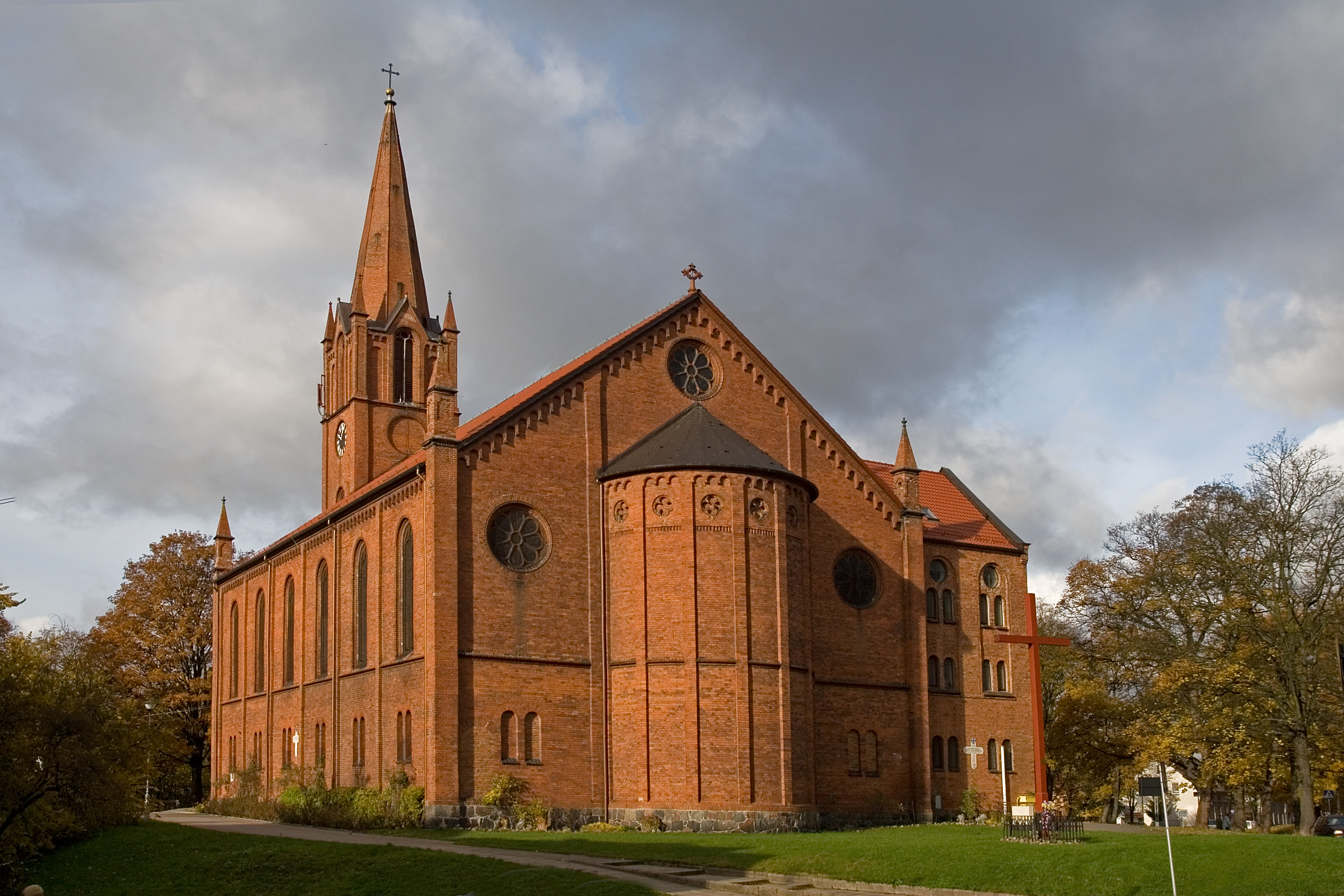
Igreja do Sagrado Coração de Jesus (católica romana)

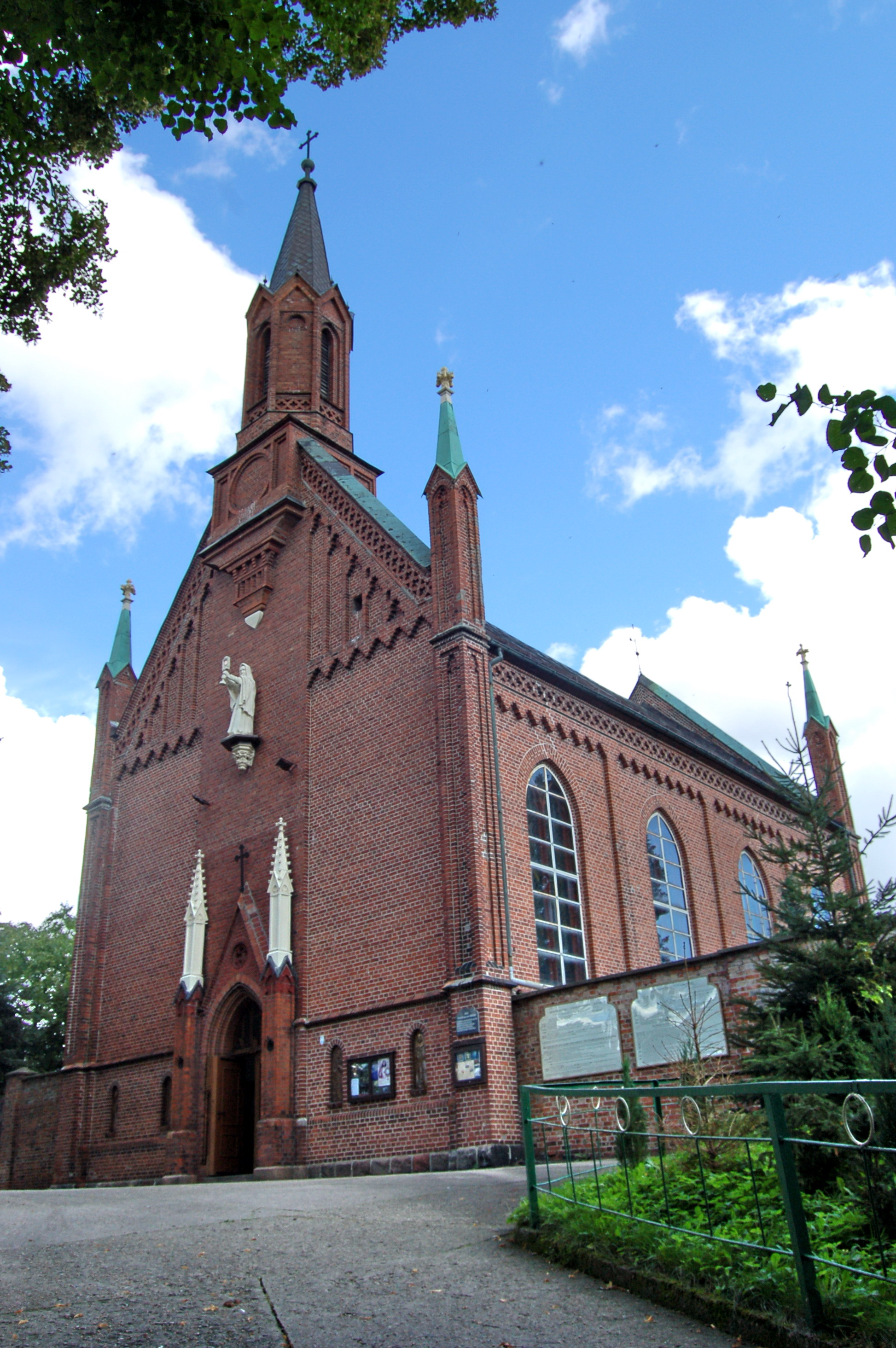
Igreja de Santo Otão (católica romana)

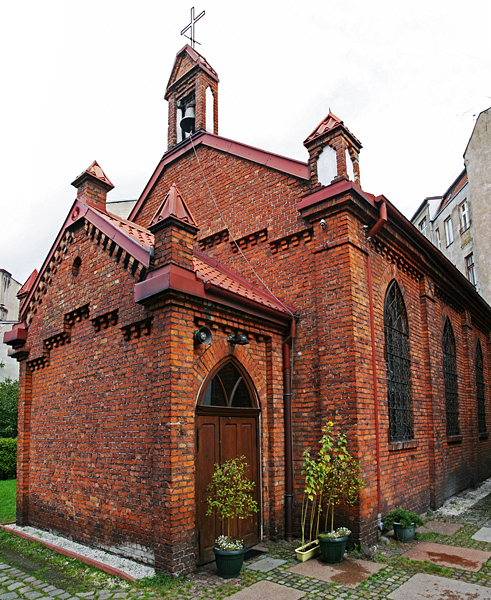
Igreja dos Santos Apóstolos Pedro e Paulo (ortodoxa polonesa)

As seguintes igrejas e associações religiosas estão ativas na área de Słupsk:

### Budismo
- Associação Budista do Caminho do Diamante da Linhagem Karma Kagyu:
  - Centro em Slupsk[108]

### Catolicismo
- Igreja Greco-Católica:
  - Paróquia de São João Batista[109]
- Igreja Católica Romana:
  - Paróquia de Santa Faustina[110]
  - Paróquia de São Jacinto[111]
  - Paróquia de São João Câncio[112]
  - Paróquia de São José, Esposo da Bem-Aventurada Virgem Maria[113]
  - Paróquia de São Maximiliano Maria Kolbe[114]
  - Paróquia do Sagrado Coração de Jesus[115]
  - Paróquia da Bem-Aventurada Virgem Maria Rainha do Santo Rosário[116]
  - Paróquia da Sagrada Família[117]
  - Paróquia militar de São Paulo Apóstolo[118]
- Fraternidade Sacerdotal de São Pio X:
  - Missão de Słupsk[119]

### Cristianismo ortodoxo
- Igreja Ortodoxa Polonesa:
  - Paróquia dos Santos Apóstolos Pedro e Paulo[120]

### Protestantismo
- Igreja Adventista do Sétimo Dia na Polônia:
  - Igreja em Słupsk[121]
- Igreja de Deus em Cristo:
  - Centro Cristão “Rios de Água Viva”[122]
- Igreja Evangélica de Augsburgo na Polônia:
  - Paróquia em Słupsk[123]
- Igreja Evangélica Metodista:
  - Paróquia em Słupsk[124]
- Igreja Cristã Livre na República da Polônia:
  - Igreja em Słupsk[125]
- Igreja Pentecostal na República da Polônia:
  - Igreja “Coração da Cidade”[126]
- Assembleias Messiânicas de Deus (Sétimo Dia):
  - Ponto de missão em Słupsk[127]
- Movimento William Branham:
  - Igreja de cristãos que crêem na Bíblia em Słupsk[128]

### Restauracionismo
- Testemunhas de Jeová:
  - Oito igrejas: conjuntos habitacionais ocidentais, Rosyjski, Cidade Velha (incluindo grupo de língua ucraniana), Leste, Sul, Zatorze-Norte (incluindo grupo de língua espanhola); Dębnica Kaszubska; Smołdzino - Salão do Reino: Słupsk, rua Lutosławskiego, 2.

## Esportes
Há dezenas de clubes esportivos na cidade. Atualmente, o time mais conhecido de Słupsk na Polônia é o Energa Icon Sea Czarni Słupsk (basquetebol masculino), que joga na liga principal há muitos anos. Um dos clubes esportivos mais conhecidos é o Gryf Słupsk (futebol), da 3.ª liga. No handebol, a equipe do Słupia Słupsk se concentra no desenvolvimento de jovens talentos. No atletismo, o clube AML Słupsk é um dos clubes de treinamento de jovens mais importantes da Polônia — seus atletas ganham muitas medalhas nos campeonatos polonês e europeu.
A cidade também abriga o SKB Czarni Słupsk e os jogadores de vôleibol do Energa Czarni Słupsk, herdeiros da tradição do Czarni Słupsk, que costumava ser muito bem-sucedido no boxe e no vôleibol feminino (cinco vezes campeão polonês). Havia também uma seção de futebol do Czarni Słupsk, que, entre outras coisas, jogava no nível da terceira divisão. Słupsk também pode se orgulhar de conquistas na natação, boxe e esportes de combate, que estão ganhando popularidade entre os jovens. A cidade também tem várias seções esportivas, incluindo badminton, acrobacias, vela e xadrez.
Competições de nível internacional e nacional são realizadas na cidade. O Festival Internacional de Bridge Esportiva “Solidariedade” é realizado em Słupsk há anos. Em 2007, Słupsk foi a organizadora da 13.ª Olimpíada Mundial da Polônia e, em 2011, o campeonato polonês de badmínton foi realizado pela quinta vez.

### Clubes esportivos

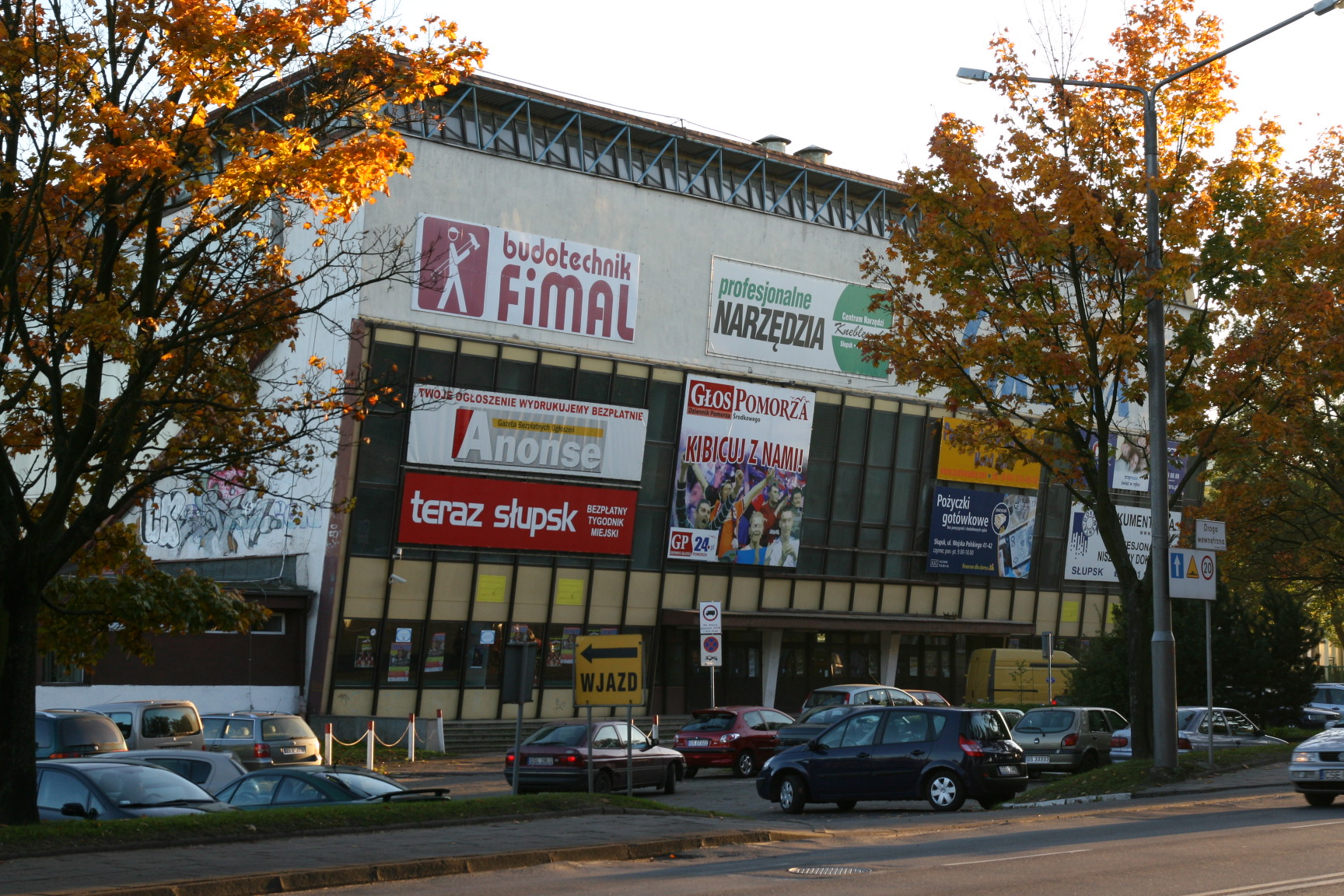
Hala Gryfia, rua Szczecińska

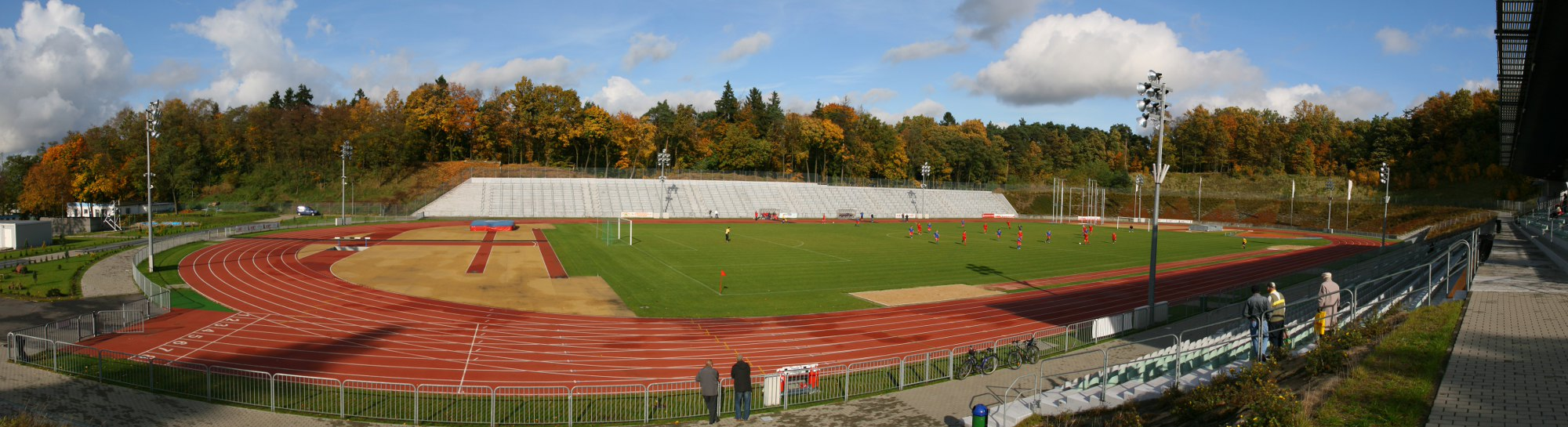
Estádio do 650.º Aniversário, rua Madalińskiego

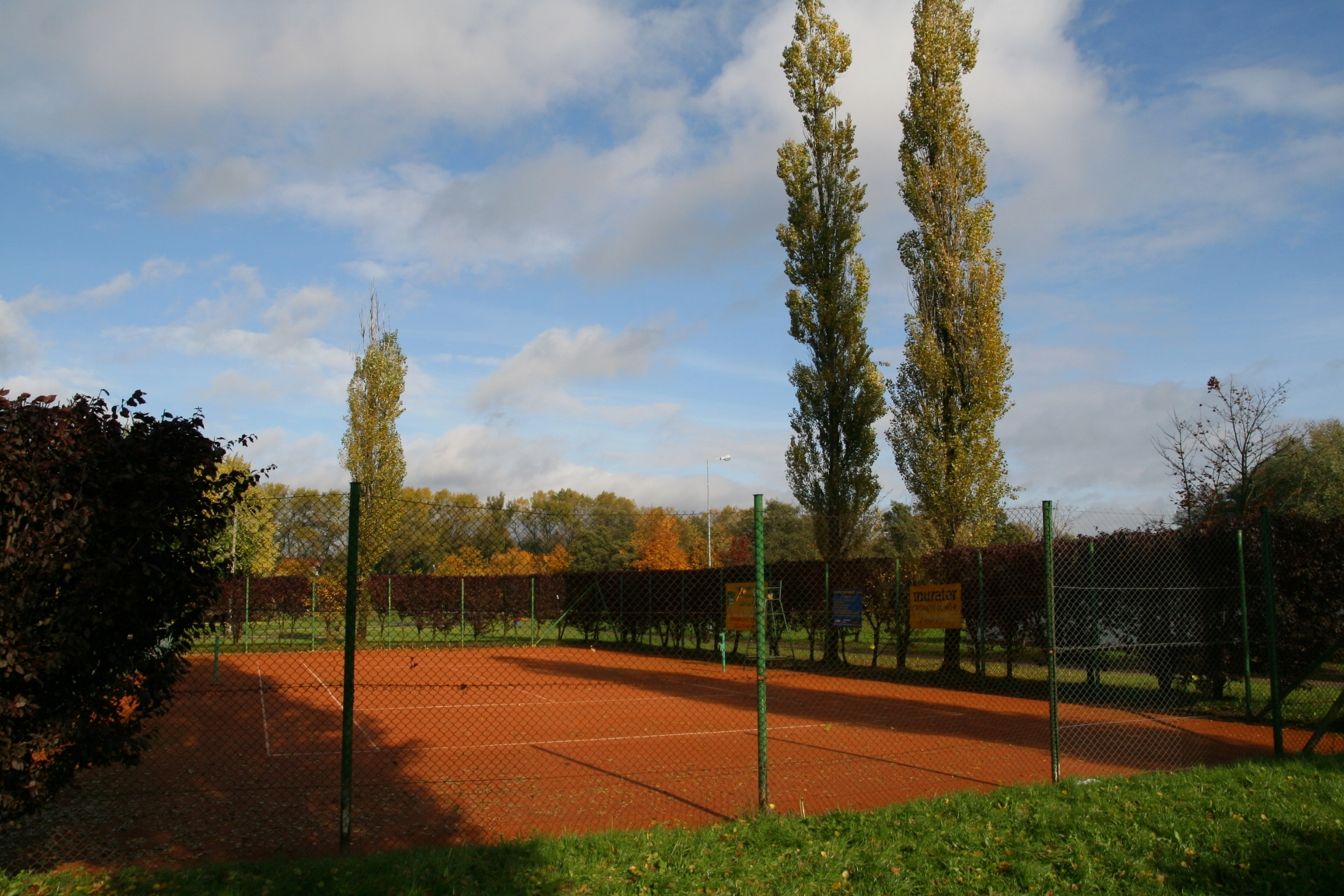
Quadras de tênis no Parque da Cultura e Lazer, rua Rybacka

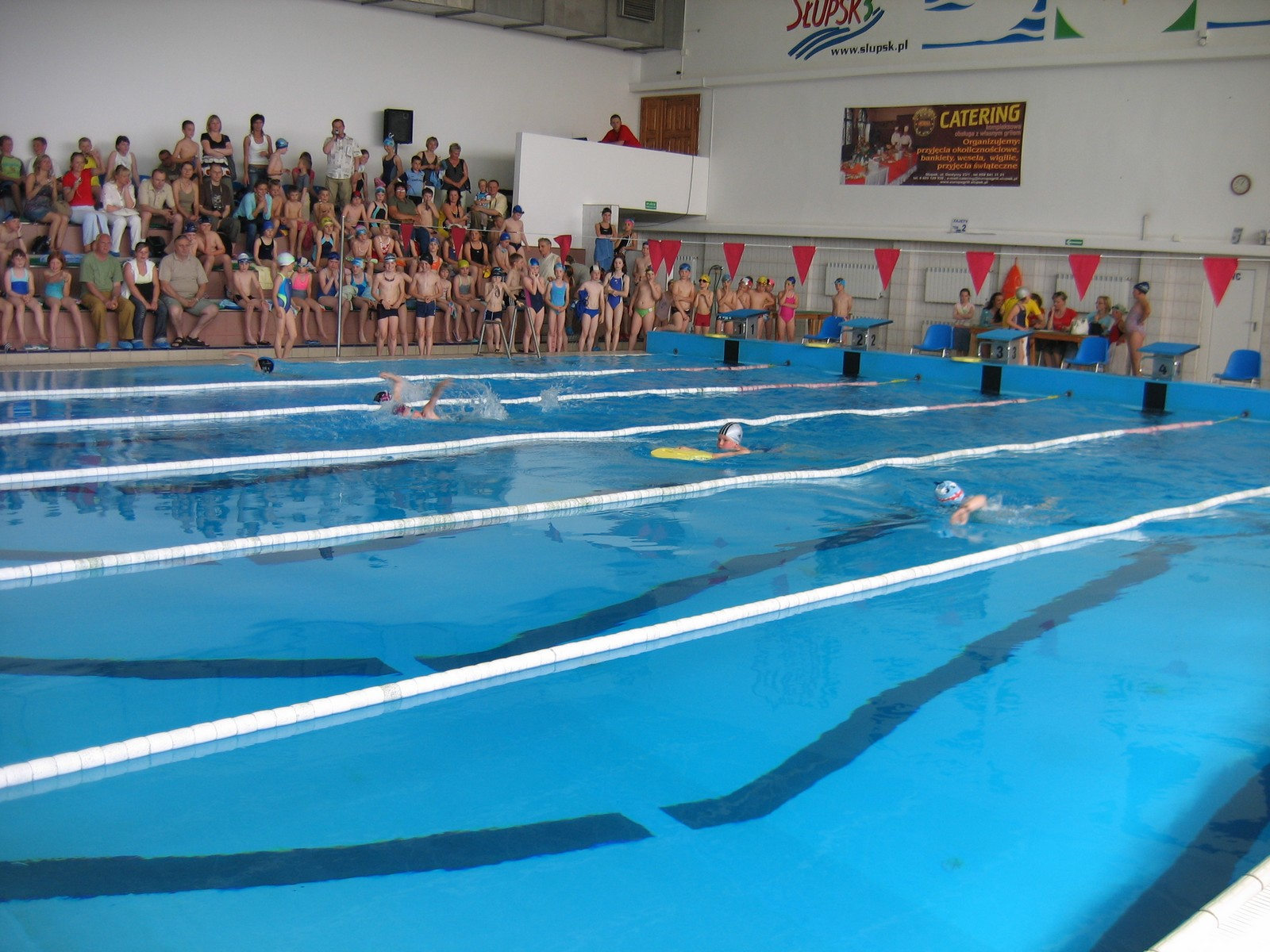
Piscina coberta no Centro Esportivo e Recreativo Słupski, rua Szczecińska

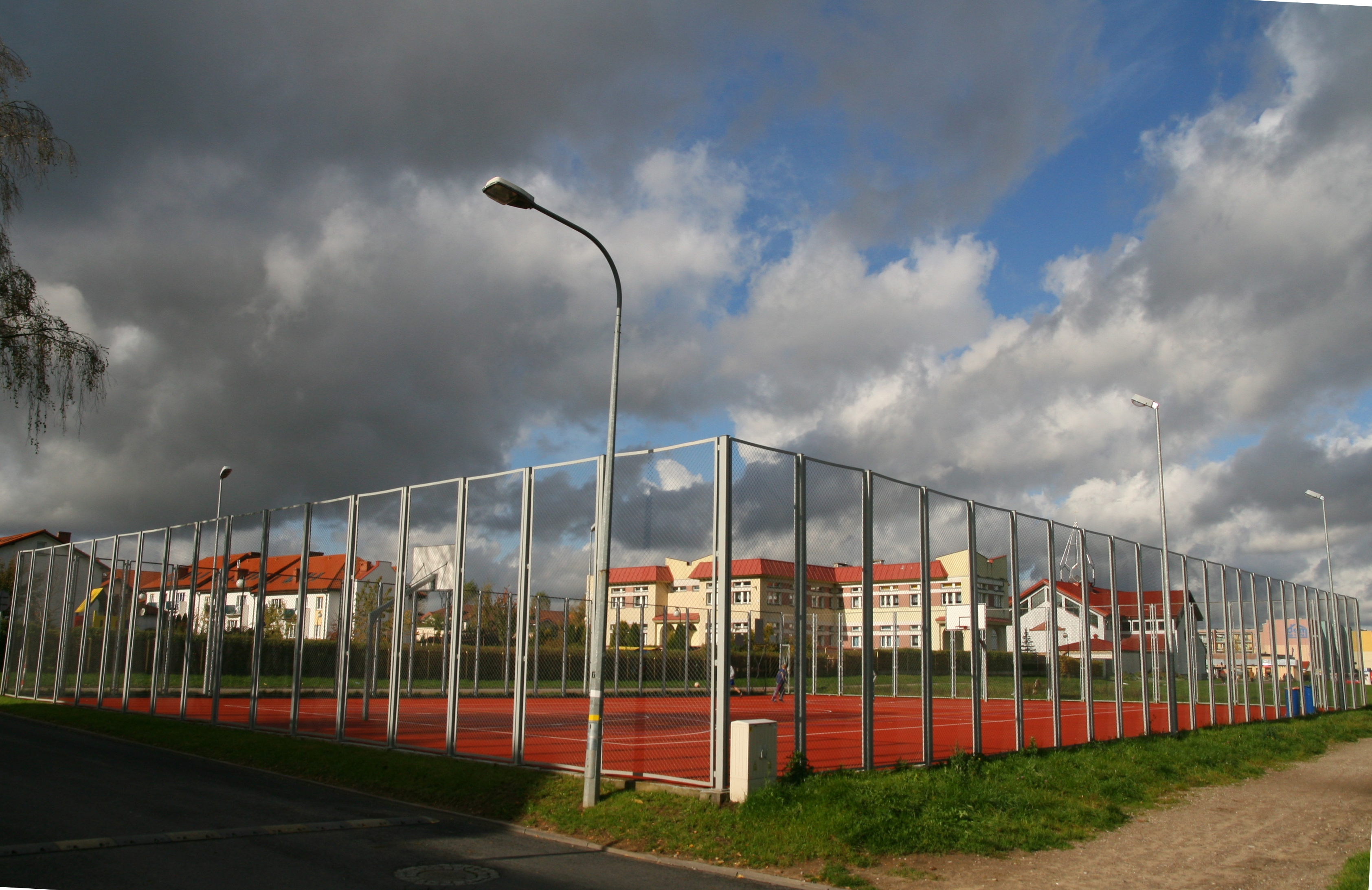
Campo multifuncional, rua Wiatraczna

| - KS Gryf Słupsk – futebol - KS Victoria Słupsk – futebol - TS Team Słupsk Adkonis – futebol de areia - Salos Słupsk – futebol, basquetebol, tênis de mesa - STK Czarni Słupsk – basquetebol - Słupia Słupsk – handebol - Energa Czarni Słupsk – voleibol feminino - AML Słupsk – atletismo - Shark Team – salvamento na água - MMAtaleo Słupsk - MMA - MMA Czarni - MMA - AkroPasja Słupsk - ginástica esportiva - Pro Sport Słupsk - vela | - Słupska Akademia Szachowa – xadrez - Serpentes Słupsk - jiu-jítsu brasileiro - Badminton School – badminton - winiszewski.com – taekwondo ITF - Klub Strzelecki Gryf Słupski – tiro esportivo - Klub Inwalidów Wzroku Zryw Słupsk – tiro esportivo, boliche - SKB Czarni Słupsk – boxe - Aeroklub Słupski – aviação esportiva, treinamento em planadores - Paktan Słupsk – dança de salão - TopToys – dança esportiva - Skalar Słupsk – natação - TS Judo Gryf Słupsk – judô |

### Instalações esportivas em Słupsk
- Centros esportivos
  - Słupski Ośrodek Sportu i Rekreacji, rua Szczecińska
  - Słupski Ośrodek Sportu i Rekreacji, rua Rybacka
  - Gryf Słupski Klub, rua Orzeszkowej
- Estádios
  - Estádio do 650.º Aniversário, rua Madalińskiego
  - Estádio Gryf Słupsk, rua Zielona 9
- Ginásios de esportes
  - Ginásio de esportes Gryfia, rua Szczecińska
  - Ginásio de esportes, rua Ogrodowa
  - Ginásio de esportes da 1ª Escola de Ensino Médio, rua Szarych Szeregów
  - Ginásio de esportes da ZSS, rua Banacha 17
  - Ginásio de esportes da ZSMiL, rua Niedziałkowskiego
- Piscinas
  - Piscina municipal em Słupsk Ośrodku Sportu i Rekreacji, rua Szczecińska
  - Aquaparque Trzy Fale,[132] rua Grunwaldzka
  - Piscina municipal, rua Arciszewskiego
- Centros equestres
  - Fundação para Crianças com Deficiência “Nadzieja”, rua Kaszubska
- Quadras de tênis
  - Quadras de tênis no parque da Cultura e Lazer, rua Rybacka
  - Quadras de tênis no estádio do 650º Aniversário, rua Madalińskiego
- Outras instalações
  - Skatepark, rua Małcużyńskiego
  - Pumptrack, Parque cultural e recreativo
  - Campo multifuncional, Orlik, rua Wiatraczna
  - Campo multifuncional, Orlik, rua Krzywoustego
  - Estande de tiro, rua Zamiejska, 30

## Turismo

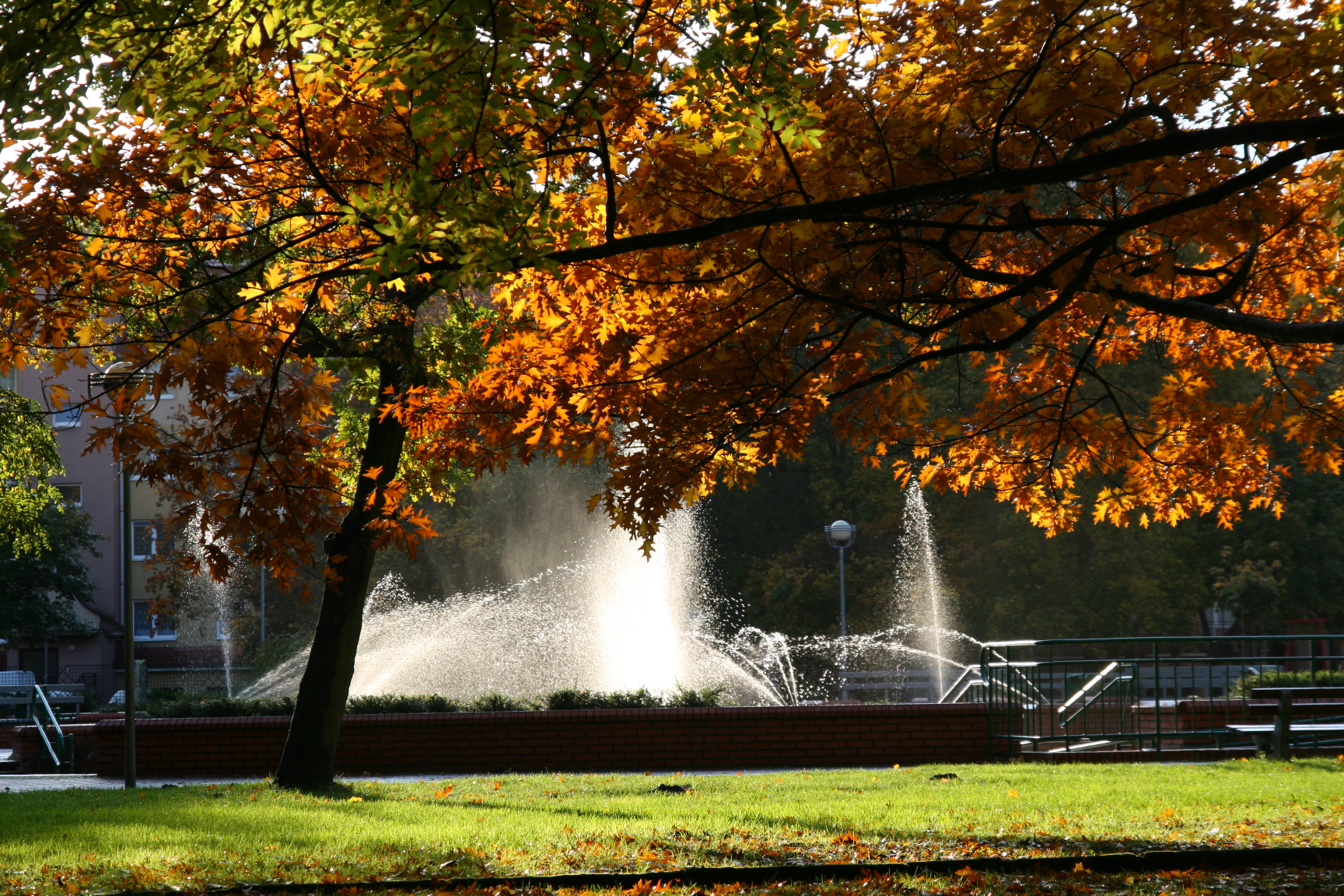
Parque da Cultura e Recreação

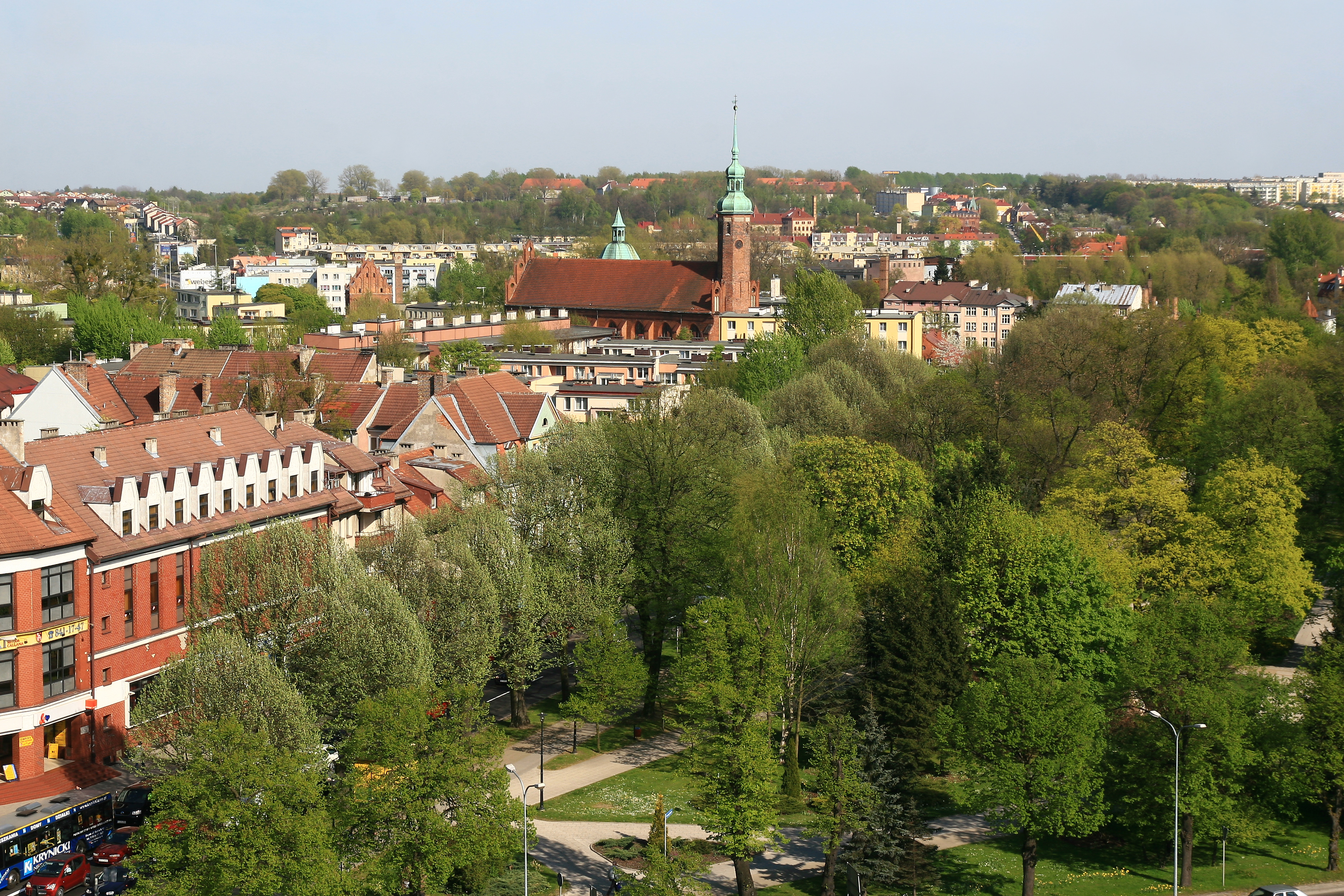
Słupsk — panorama, parque George Waldorff à distância a igreja de São Jacinto

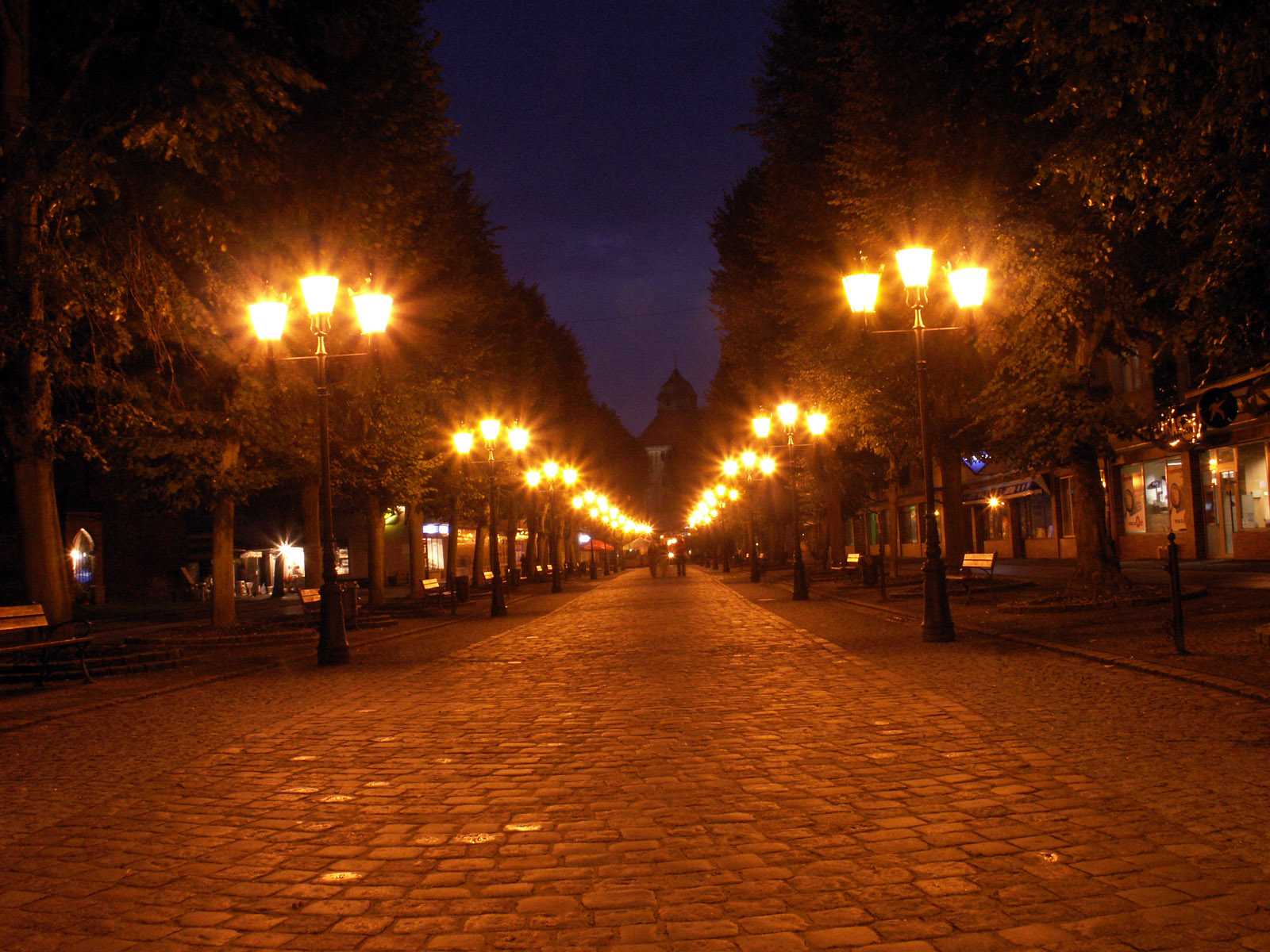
Rua Novobramska à noite

Słupsk fica no centro de uma região turística atraente — os resorts próximos (Jarosławiec, Ustka, Rowy, Łeba) têm uma rica oferta turística e cultural. Os maiores ativos da região são a costa marítima e os inúmeros lagos (8441 lagos que cobrem uma área de 1 hectare) cercados por florestas (as florestas cobrem 40% da área da região) e o Parque Nacional Słowiński — uma Reserva da Biosfera da UNESCO. O Parque Paisagístico do Vale do Słupia e os chamados produtos de marca turística, ou seja, “Kraina w Kratę” e “Szlak Elektrowni Wodnych” no rio Słupia, acrescentam charme aos arredores imediatos da cidade. Há vários monumentos na cidade, que estão localizados na Trilha Gótica Europeia de Tijolos.
A cidade é um dos lugares mais bonitos da Pomerânia Central e, portanto, é considerada uma joia turística. Os visitantes encontram uma natureza incomum, monumentos interessantes e locais históricos, além de uma infraestrutura turística desenvolvida.
Os ativos e as atrações turísticas mais importantes incluem:
- Prefeitura
- Igrejas góticas:
  - Igreja de Santa Maria com uma torre inclinada,
  - Igreja de São Jacinto,
- Castelo dos Duques da Pomerânia,
- O mais antigo elevador em funcionamento na Europa,
- A maior coleção do mundo de obras de arte de Witkacy e Witkacy.

No centro, é possível admirar também os casarões históricos do período entre guerras.
Słupsk também é um importante centro cultural de importância nacional. Muitos festivais conhecidos de importância nacional são realizados aqui. Os mais importantes incluem: Festival de Piano Polonês, Komeda Jazz Festival, Confrontos de Arte Feminina, Festival de Cultura Oriental “Mundus Orientalia”, Schaefferiada, Festival de Jovens Talentos “Niemen Non Stop”.
A localização favorável da cidade faz com que ela desempenhe funções importantes na região:
- Administrativa (sede da cidade, escritório da comuna de Słupsk, condado de Słupsk, outras instituições estatais).
- Turismo (proximidade do mar, florestas, um local onde muitas trilhas turísticas se cruzam)
- Transporte (entroncamento ferroviário e rodoviário)
- Comercial (o principal centro comercial da Pomerânia Central)
- Produção (Zona Econômica Especial de Słupsk)[14]

## Cemitérios
- Cemitério antigo em Słupsk
- Cemitério novo em Słupsk
- Cemitério judeu em Słupsk